# Molinicos
Molinicos es un municipio español situado al sureste de la península ibérica, en la provincia de Albacete, dentro de la comunidad autónoma de Castilla-La Mancha, e integrado en la Mancomunidad de Municipios de la Sierra del Segura, y una villa de dicho municipio, capital municipal. El municipio se incardina dentro del partido judicial de Hellín, número 4 de la provincia, y parte de su territorio conforma el parque natural de los Calares del Río Mundo y de la Sima.
Situado en el sur de la provincia, dista 91 km de la capital provincial, ocupando su término municipal una extensión de 144 km², en la que, según el Instituto Nacional de Estadística en 2020, viven 813 habitantes, que se distribuyen en 16 entidades de población.
Las tradicionales actividades económicas del municipio han estado vinculadas con el sector primario, aunque de forma progresiva ha ido basculando hacia el sector servicios, que hoy día acapara cerca del 50 % de su actividad económica. Importante auge ha cobrado durante los últimos años el turismo relacionado con la naturaleza, el mundo rural, el deporte y la cultura. Especialmente reseñable es la ruta de Amanece, que no es poco, película de José Luis Cuerda, rodada parte de ella en Molinicos, donde se pueden visitar los lugares y escenarios en los que se filmaron varias escenas, o las rutas de las atalayas, la de los oficios o el Museo Micológico de Molinicos, único en Castilla-La Mancha.
De su pasado árabe, siglo XII, perduran varias atalayas y castillos situado a lo largo del término municipal declarados Bien de Interés Cultural. Estos enclaves fueron frontera, y lugar de luchas, primero entre los reinos cristianos y musulmanes, y después entre el Alfoz de Alcaraz y la Encomienda Santiaguista de Yeste-Taibilla.
La idiosincrasia del municipio de Molinicos se encuentra estrechamente vinculada con la celebración de espectáculos taurinos como los encierros, prueba de ello son los que se corren en Molinicos en las fiestas populares del 30 de agosto al 3 de septiembre, e incluso con motivo de las fiestas patronales de San José en marzo, o los de la localidad de La Vegallera, en torno a la festividad de la Inmaculada Concepción en agosto.

## Toponimia
Durante su fundación, y tras la Edad Media, el núcleo de Molinicos fue conocido como Morote, de hecho, aún siguen existiendo lugares con ese nombre actualmente en la zona, tales como Cañada de Morote, el caserío de Morote o la aldea de Arroyo Morote. Pero el nombre actual de Molinicos tiene sus orígenes en la existencia de varios molinos harineros que durante los siglos XVII y XVIII fueron dando nombre a la localidad, y que se situaban jalonando los márgenes del arroyo Morote.
El gentilicio de Molinicos es «moliniqueños» o «moliniquenses», sin prejuicio de los que les puedan corresponder por pertenecer a las diversas localidades que conforman el municipio (vegallero, pardaleño, collarejo,...). También se suele utilizar junto al nombre la expresión de la zona en donde residen. En Molinicos por ejemplo se utilizan las expresiones «...de los corrales», o «...del barranquito», para hacer alusión al barrio al que pertenecen.

## Símbolos

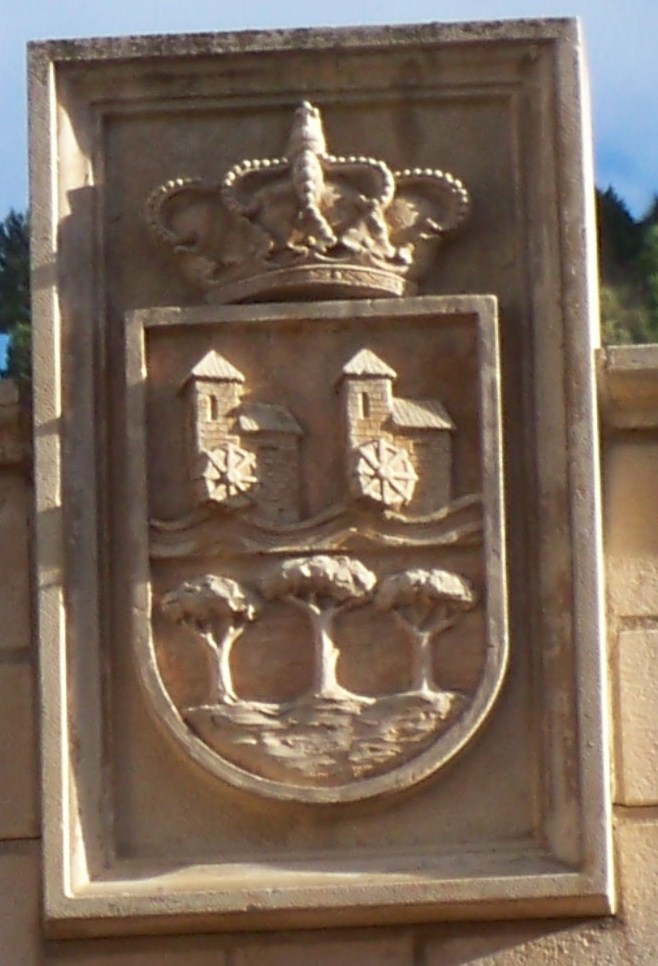
Escudo de Molinicos tallado en piedra situado en el frontispicio de la Casa de la Cultura.

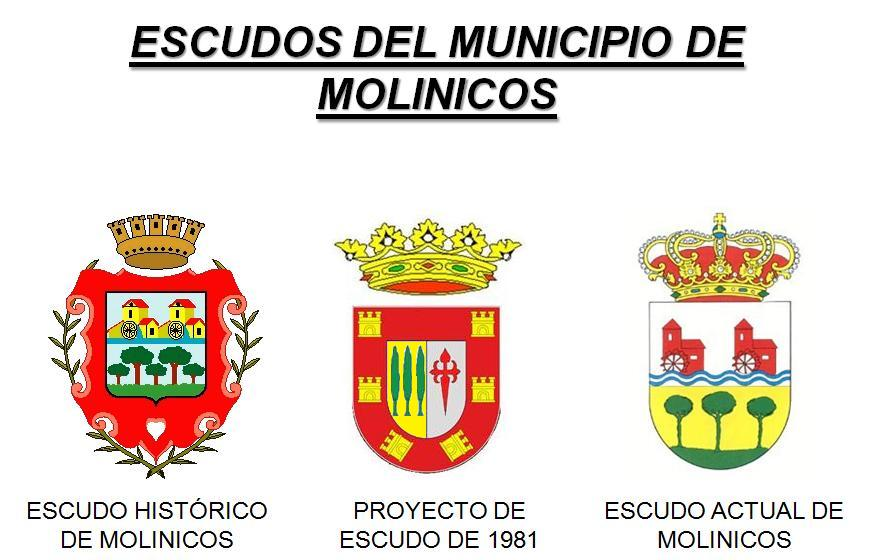
Escudos municipales de Molinicos

En la villa de Molinicos sobresale por encima de cualquier otro elemento de carácter simbólico su escudo municipal, aunque existen otros elementos que identifican al territorio y a sus habitantes, entre ellos hay que resaltar "La Diana", auténtico himno municipal de Molinicos.

### Escudo
Desde la emancipación del municipio, Molinicos no ha usado escudo de armas alguno, sino el de España en sus distintas modalidades. No obstante, hasta el siglo XX no hubo la necesidad de tener uno propio.
El escudo no ha variado sustancialmente, aunque sí que ha sufrido cambios, siendo el punto de inflexión el proyecto de escudo que se intentó implantar con la instauración del Estado de las Autonomías.
Escudo tradicional de Molinicos
El escudo está cortado. En la mitad superior, en campo de plata se observan dos molinos de agua de oro los dos sobre ondas de agua de plata y azur. En la mitad inferior, en campo de plata tres pinos de sinople terrasados en el mismo color. Bordura de gules con dos ramas de olivo.
Al timbre corona mural de villa de oro.
Proyecto de 1981
En 1981, y con la generalización del Estado autonómico, se intentó adaptar el escudo de Molinicos a los requerimientos de la heráldica, además de acentuar la pertenencia a la Comunidad de Castilla-La Mancha. Y es que el escudo propuesto, parte de un escudo partido, primero en campo de oro tres pinos de sinople, el segundo en campo de plata cruz de Santiago en gules. Bordura de gules con seis castillos de oro.
Escudo actual
Escudo cortado, el primero de plata, dos molinos de agua de gules sobre ondas de agua de plata y azur. Conmemorando el nombre topónimo del municipio, y las primeras actividades económicas del mismo cuyo color simboliza la pertenencia del mismo a las órdenes de Santiago y de Calatrava.
El segundo de oro, tres pinos sobre suelo ambos de sinople. Tratándose de un significado económico y geográfico, pues los pinos rinden digno homenaje a la tradición maderera y serrana.
Al timbre, Corona Real cerrada, que es un círculo de oro, engastado de piedras preciosas, compuesta de ocho florones de hojas de acanto, visible cinco, interpoladas de perlas y de cuyas hojas salen sendas diademas sumadas de perlas que convergen en el mundo de azur o azul, con el semimeridiano y el ecuador en oro, sumado de cruz de oro. La corona forrada de gules o rojo.

### Himno

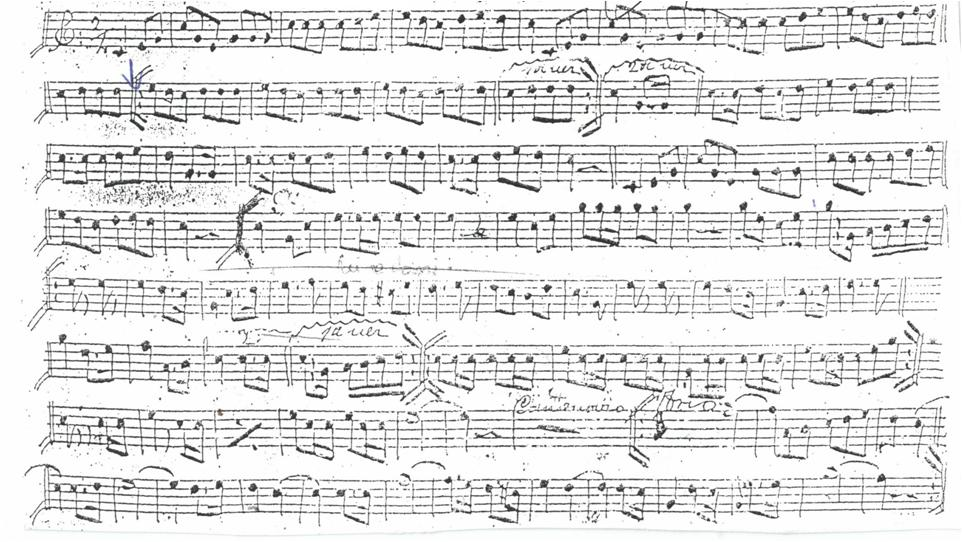
Partitura de «La Diana de Molinicos»

Jesús Merlo, primer director de la banda de música municipal compuso una serie de piezas desde el año 1886, entre ellas el pasacalles Molinicos, siendo la más popular la Diana, un pasacalles que se ha convertido en el auténtico himno del municipio, tratándose de una melodía atribuida por los vecinos como un himno.

## Geografía

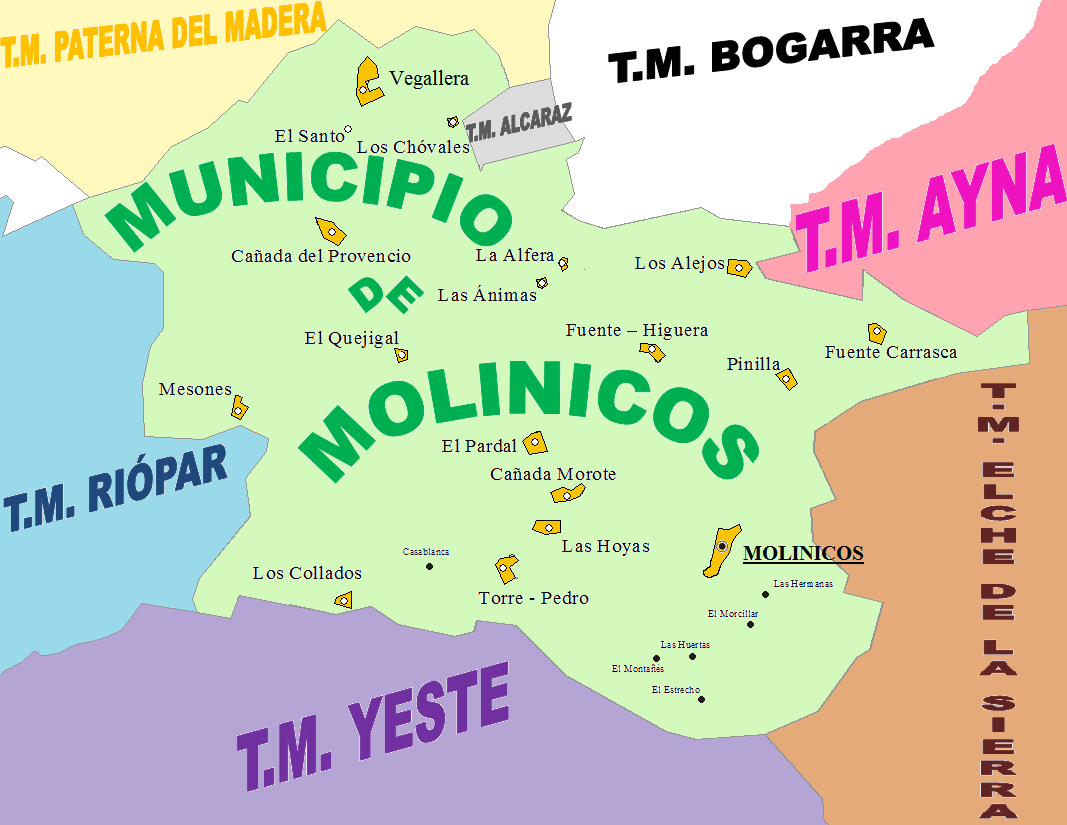
Mapa de Molinicos y los municipios limítrofes

El término municipal de Molinicos se encuentra al sudoeste de la provincia de Albacete, en pleno centro de la antigua sierra de Alcaraz y en la actual mancomunidad de servicios de la sierra de Segura, con su núcleo de población principal, Molinicos, situado a unos 91 km de la ciudad de Albacete, queda encuadrado en las hojas 841, 866 y 867 del Instituto Geográfico Nacional, a escala 1/50 000.
La superficie municipal es de 144 km², siendo predominantemente montañoso, pues se encuentra situado entre las sierras de Alcaraz y de Segura, en una encrucijada entre la llanura de La Mancha, Andalucía, Murcia y el Levante.
La antípoda natural del municipio de Molinicos se encuentra en la ciudad neozelandesa de Te Karaka.
El municipio se encuentra situado en pleno centro del territorio de la sierra de Segura, y tiene límites territoriales con siete municipios, con los que ha compartido historia a lo largo de los tiempos, insertándose todos ellos en la provincia de Albacete, encontrándose a caballo entre la sierra de Alcaraz y la sierra de Segura.
| Noroeste: Paterna del Madera | Norte: Bogarra | Noreste: Ayna                       |
| Oeste: Riópar                |                | Este: Elche de la Sierra            |
| Suroeste Yeste y Riópar      | Sur: Yeste     | Sureste: Elche de la Sierra y Yeste |

### Orografía

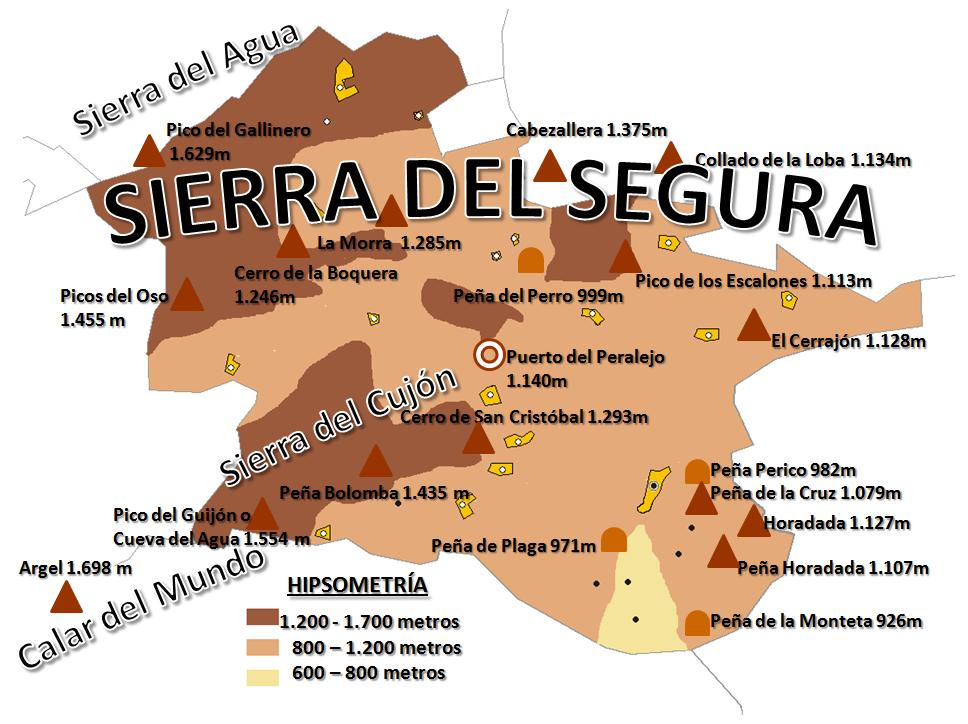
Mapa geográfico del término municipal de Molinicos

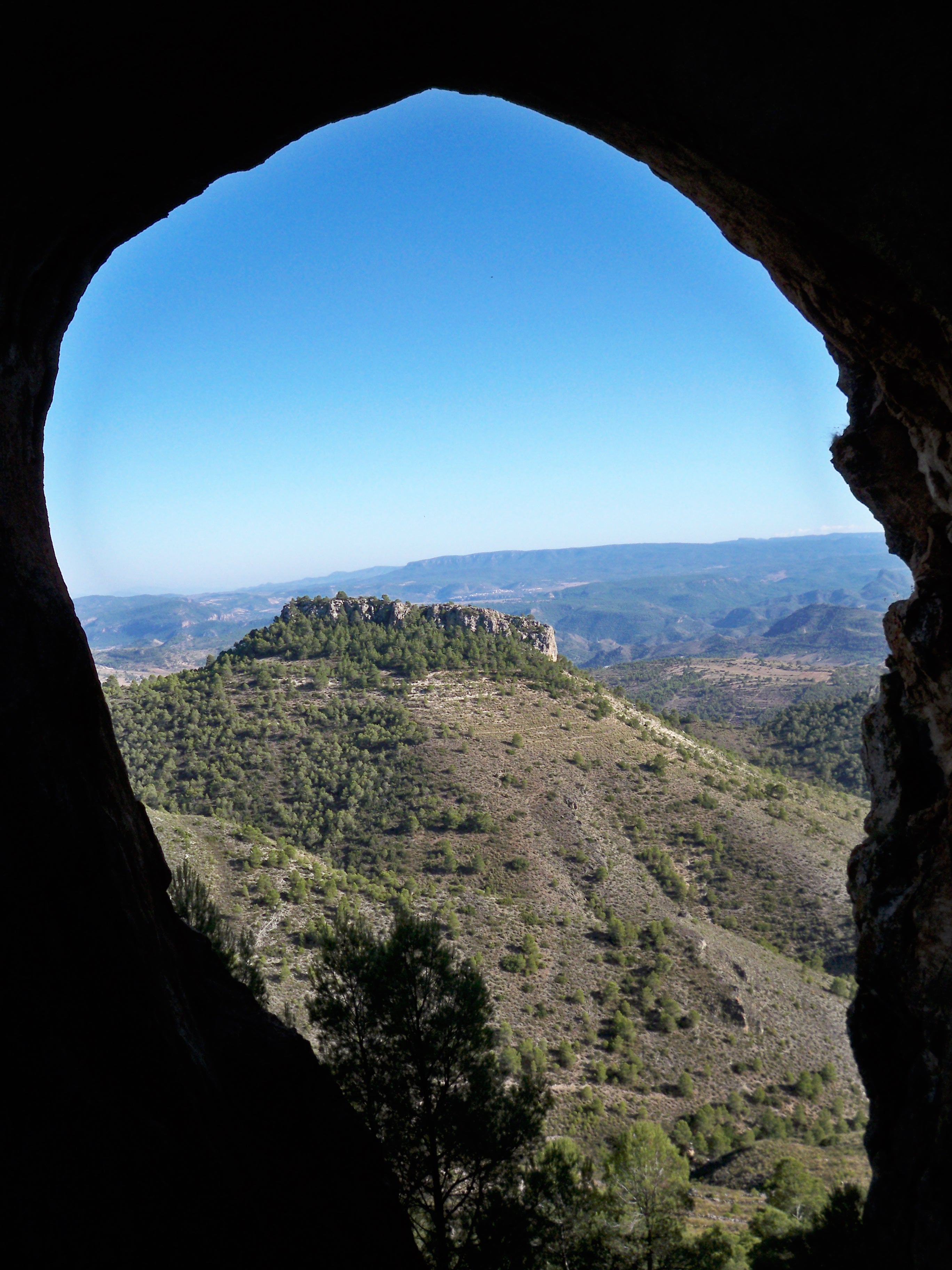
La sierra del Segura desde "El Bujero", en el sureste del municipio

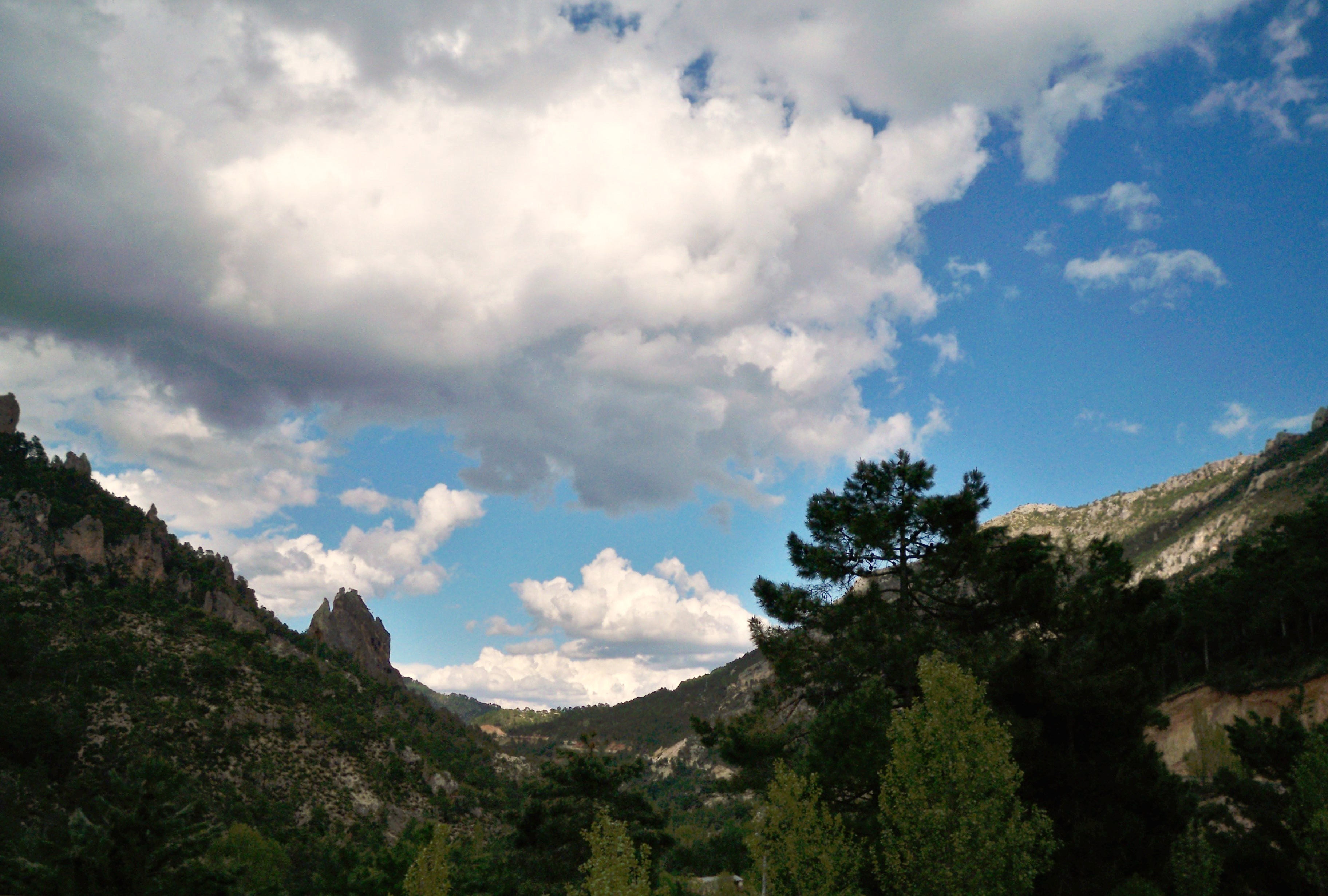
Vista de los pinares del valle del río Mundo cerca de la localidad de Mesones (Molinicos)

El término municipal de Molinicos tiene una altitud media de 823 m, oscilando entre un mínimo próximo a los 700 m, y un máximo de más de 1630 m, lo que le confiere un carácter eminentemente abrupto y montañoso en el que se alternan cañones, valles e imponentes montañas. Molinicos se encuentra dentro de la parte montañosa y plegada del sur de la provincia de Albacete, a caballo entre las sierras de Alcaraz, la sierra del Agua y la sierra del Segura, situándose dentro de la cuenca del río Mundo, principal afluente del Segura.
El paisaje está compuesto de macizos montañosos entrelazados, marcado en la parte más alta de la sierra por dolinas, navas cubiertas de prados, recortados riscos y grandes canchalares. Los montes y las cimas se suceden con hoyas creadas al aprovechar algún valle fluvial, y las laderas que vierten aguas al río Mundo, principalmente al norte, surcado por gran cantidad de barrancos que se extienden por toda la superficie.
La parte del septentrión limita con la Cuerda del Gallinero, la Dehesa de Almenara y el Collado del Enazar. En la aproximación al oeste, el municipio queda limitado por la Piedra de la Chaparra. Al este del mismo se sitúa el monte Mesillas, los Pinares de Bogarra, y el monte público del Cuarto Alarcón a través del río Mundo, siguiendo su curso, que atraviesa el municipio de este a oeste, hacía su mitad se encuentran los montes de Fuente Carrasca, Cerrajón, Pinar de Pinilla y Cerrajoncillo.
El monte de la Cañada del Provencio, situado en la parte norte, limita con la sierra de Alcaraz, llegando hasta el Pico de la Almenara. La sierra del Gallinero, con la Peña homónima, y la sierra del Agua con la Peralta, conforman el límite occidental, continuados por montañas de menor cota, como las Corzas y Cabezallera, creando un circo montañoso de tipo alpino, que junto con el río Mundo en la parte del sur representa en su interior el monte descrito.
En el norte también se encuentra Cabeza Madera; al sur, San Cristóbal, Peña Bolomba, la Herrada; al oeste está la parte de más altitud, con el Gallinero, cerro del Helechar del Pico del Oso y sierra del Cujón. Cabe destacar el Cerrajón, la Peña de la Cruz y la Horadada.

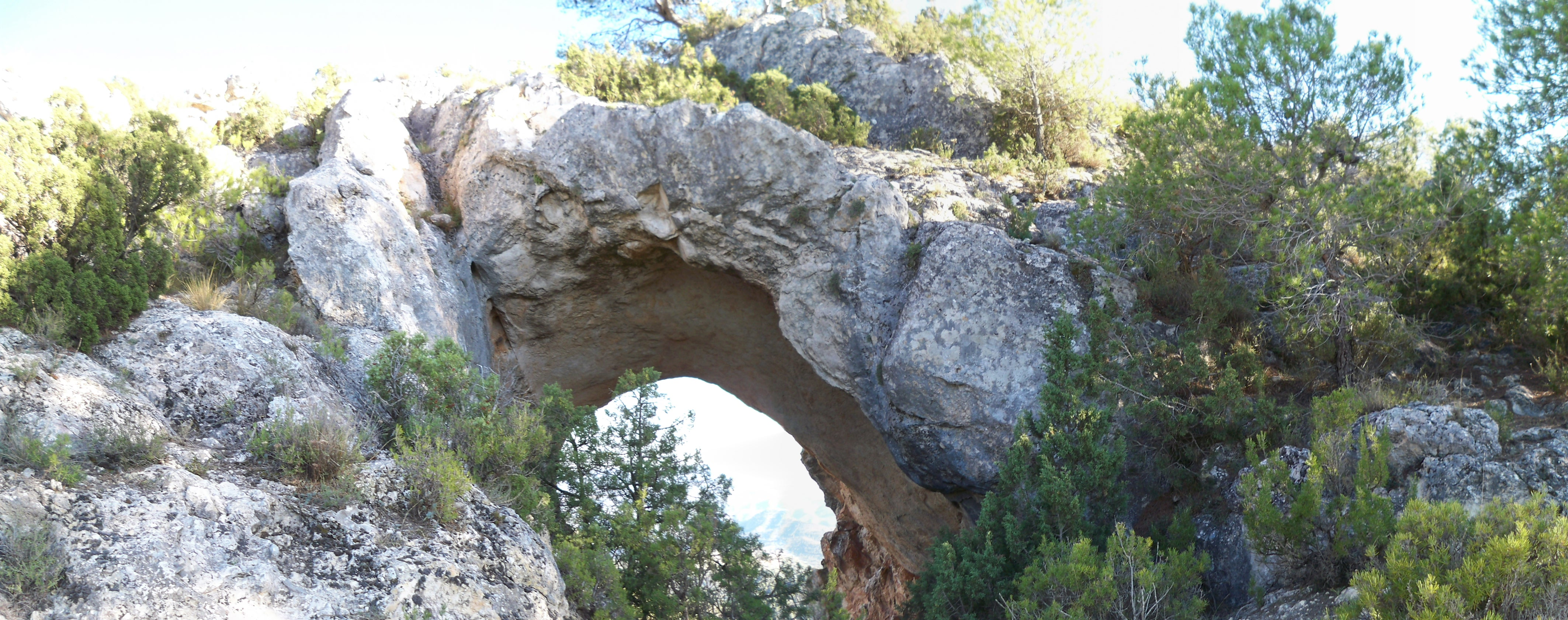
Monumento natural conocido como "El Bujero", situado en el sureste del municipio.

Vértices geodésicos
| Punto geodésico | Altitud m s. n. m. | Número | Hoja MTN | Coordenadas                     |
| --------------- | ------------------ | ------ | -------- | ------------------------------- |
| Cerrajón        | 1128,438           | 86699  | 866      | 38°46′N 2°12′O / 38.767, -2.200 |
| Gallinero       | 1629,614           | 84141  | 841      | 38°46′N 2°22′O / 38.767, -2.367 |
| Horadada        | 1127,214           | 86697  | 866      | 38°46′N 2°13′O / 38.767, -2.217 |
| La Morra        | 1284,915           | 84161  | 841      | 38°46′N 2°18′O / 38.767, -2.300 |
| San Cristóbal   | 1292,774           | 86678  | 866      | 38°46′N 2°16′O / 38.767, -2.267 |

### Geología

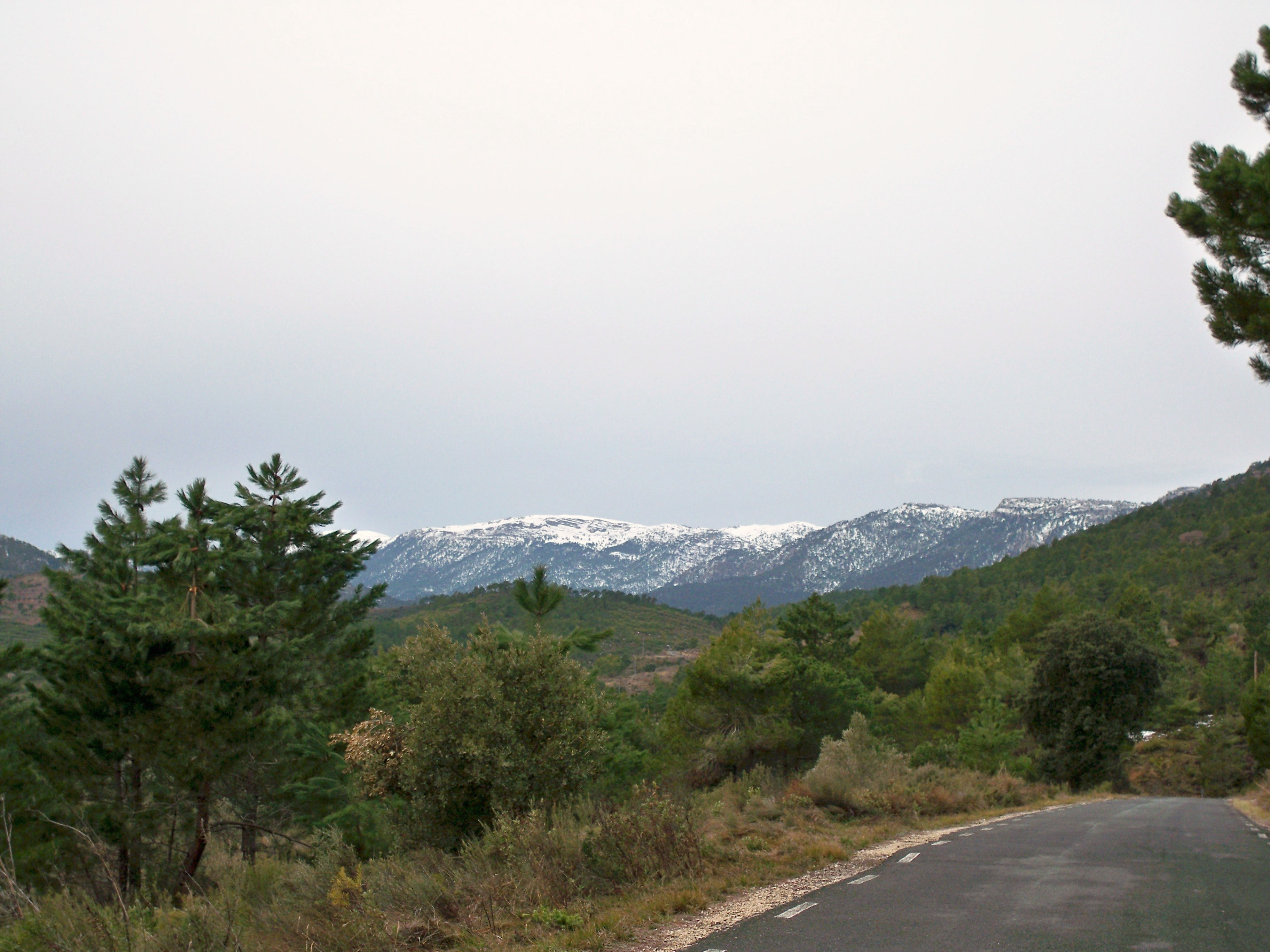
La sierra del Cujón cercana a Los Collados

Su formación a partir de la Era Terciaria con el plegamiento alpino en la parte del sector prebético de la Cordillera Bética. Los materiales arcillosos se detectan en la zona del Gallinero, correspondientes al prebético externo. En la zona de Los Alejos, al noreste del municipio se aprecian rastros del Jurásico, ocurriendo lo mismo en la parte de El Pardal.
En la zona meridional, dirección este-oeste, se sitúa la parte correspondiente a Fuente - Higuera, dentro del Prebético, del Cretácico Inferior, en cuyo núcleo aparece rastros del Mioceno marino. En el Prebético interno en la etapa del Cretácico Superior se encuentra la serie de Los Collados, con las facies de lamelibranquios y equinodermos.
En lo que corresponde al municipio, se da el Miocénico, con alternancia de brechas y conglomerados poligónicos, arcillas rajas y areniscas marinas resultantes de la erosión de los relieves colindantes del Mioceno marino, que en esta época ya estaban emergidos.
El sinclinal de Los Picos del Oso, Cabeza de Madera y el anticlinal de La Vegallera están situados en una zona de pliegues y escamas de dirección norte como unidad de directriz bética del Prebético externo, a diferencia de Los Alejos, que se sitúa en el anticlinal y escamas de dirección sur. En las sierras del Cujón y de El Pardal, el anticlinal de Torre-Pedro y los pliegues al sur de Molinicos, también se aprecian fallas normales correspondientes a sinclinales.

### Hidrografía

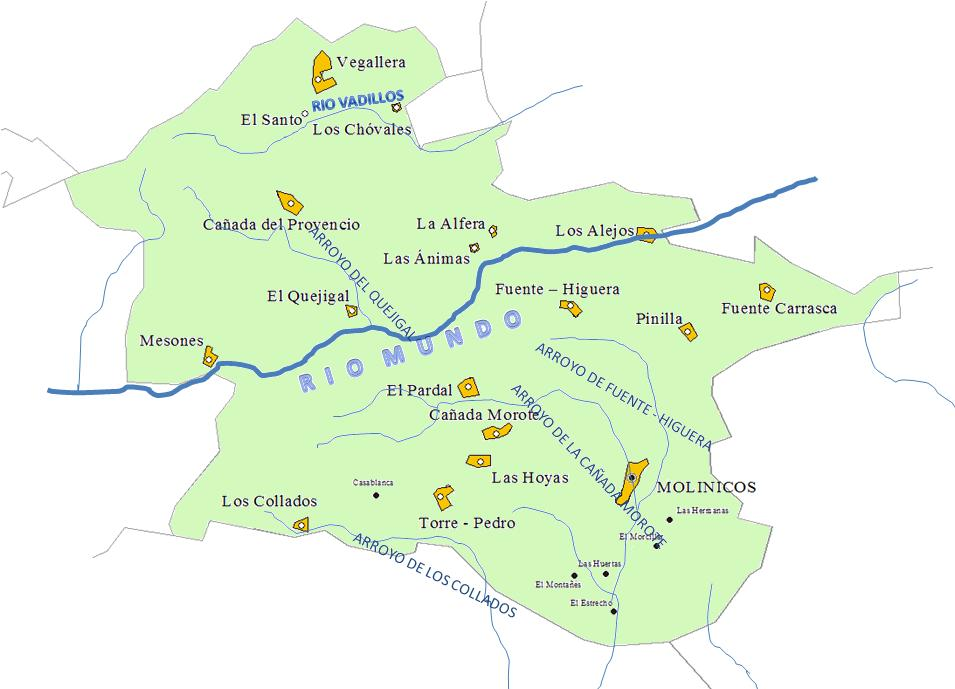
Mapa hidrológico del término municipal de Molinicos

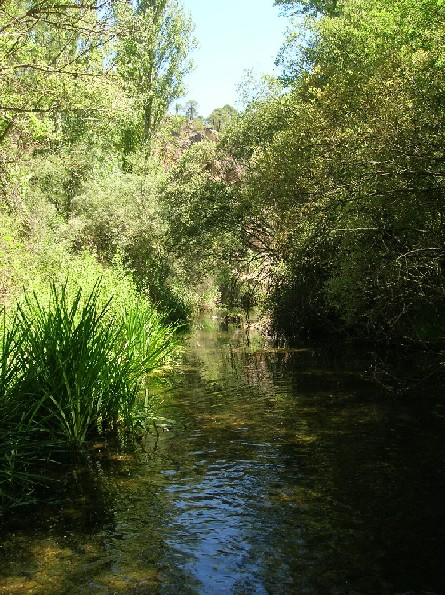
Cauce del río Mundo en las proximidades de Mesones

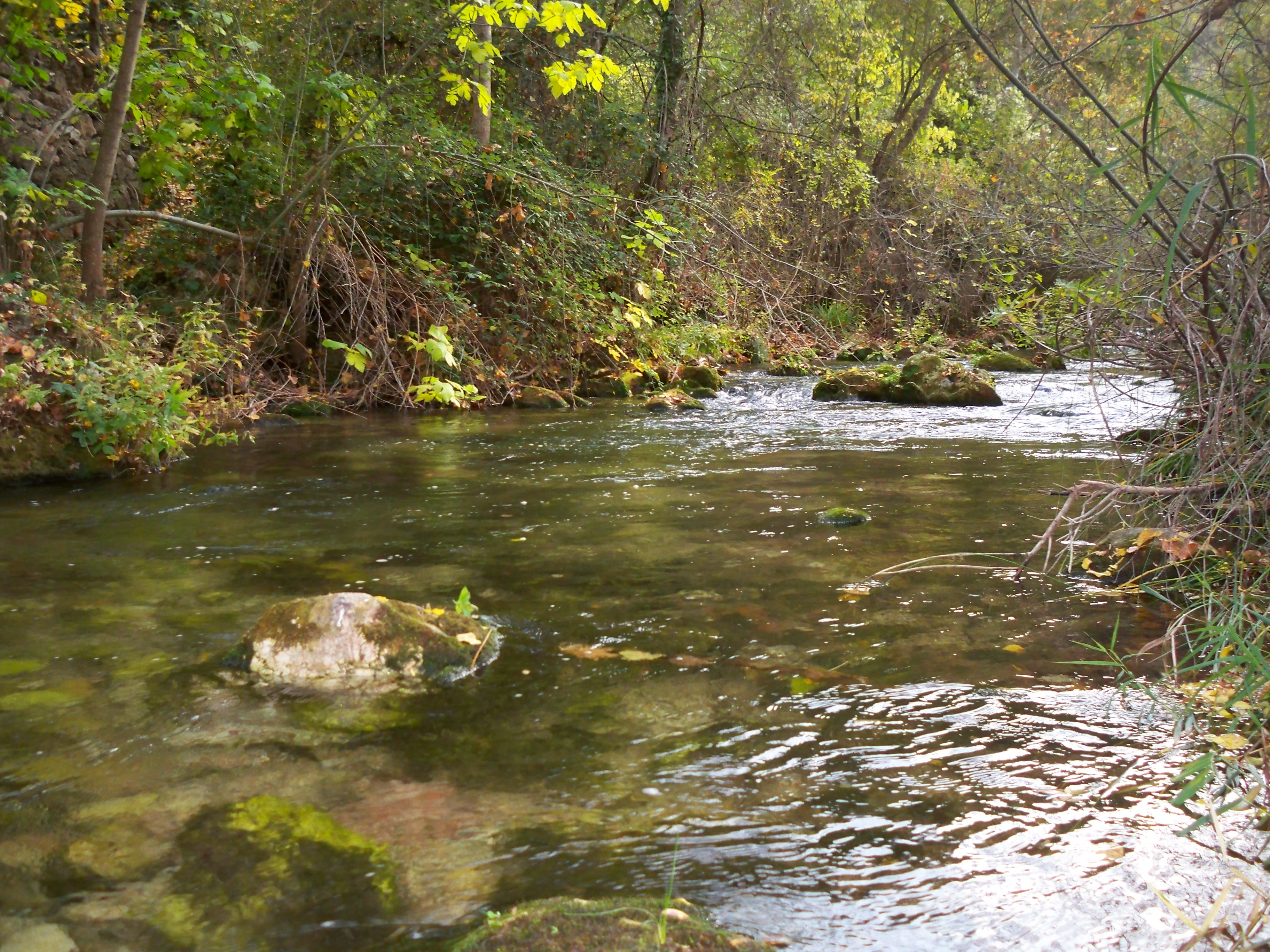
El río Mundo a su paso por la localidad de Los Alejos

El término municipal de Molinicos pertenece a la cuenca hidrográfica del Segura, siendo el río Mundo el principal afluente del río Segura, dividiendo el término en dos partes bien diferenciadas: la primera, al norte, en la subcuenca del Mundo; y la segunda, al sur, en la cuenca del Segura.
En la zona norte hay que destacar tres zonas:
- La Vegallera: un gran valle articulado en forma de abanico, surcado por el río Vadillos, que a través de un cañón busca el río Mundo. En el norte del valle se encuentra la sierra del Agua y el pico Gallinero, y al sur otra cadena de montañosa de menor envergadura lo separa del valle de la Cañada del Provencio.
- La Cañada del Provencio: un estrecho valle recorrido por el arroyo del mismo nombre que lo separada del Mundo, en el que desemboca por los Picos del Oso.
- El río Mundo: cruza el término de oeste a este por el valle, surcando al norte por los Picos del Oso y Cabezallera, donde recibe las aguas del arroyo de la Cañada del Provencio y el río Vadillos, y al sur por el Calar del Mundo, y sus prolongaciones como la sierra del Cujón y la sierra de Bogarra, en donde toma las aguas del arroyo de la Celada.

En la zona sur de Molinicos también podemos diferenciar dos zonas:
- La zona de la sierra del Cujón, en su vertiente más meridional, forma una serie de pequeños valles volcados sobre el río Tus, surcados por pequeños arroyos.
- La zona del arroyo Morote, que nace en las cercanías de la localidad de Cañada de Morote, y converge con los arroyos de El Pardal y Fuente-Higuera, en el mismo pueblo de Molinicos, y como la anterior zona, está formada por estrechos valles que basculan hacia el sur para desembocar en el río Tus, en la cola del embalse de la Fuensanta.[12]

### Clima

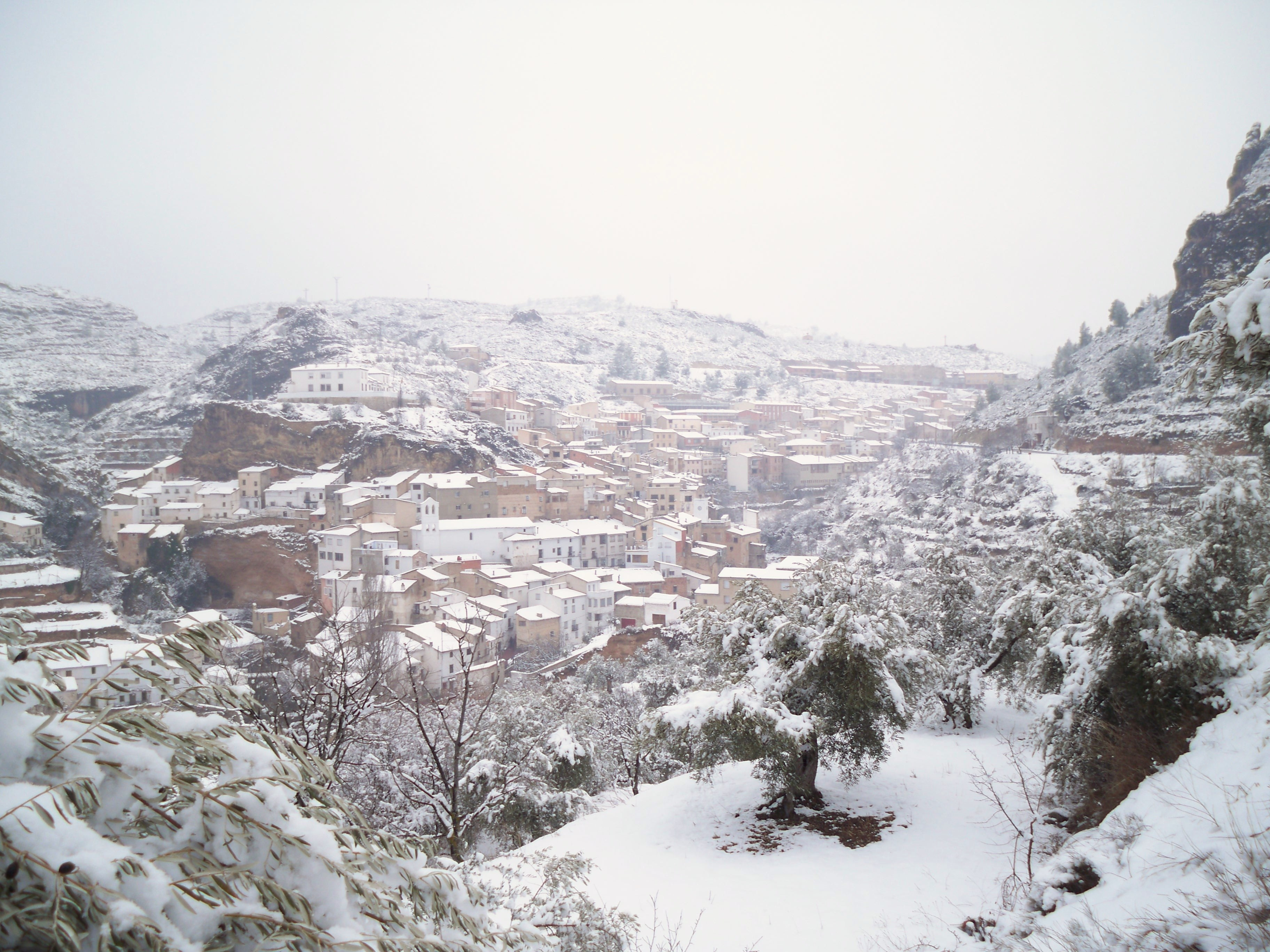
Casco antiguo de Molinicos bajo una fina capa de nieve

El clima de Molinicos se puede clasificar como extremado, aunque con matices húmedos (media anual de 63 %), mesotérmico, con gran exceso de agua en la mitad invernal, aunque durante el periodo estival se torna templado y seco, con una insolación abundante. Entre la media de temperatura del mes más cálido (julio), y del mes más frío (enero) la media es de unos 15 °C.
De acuerdo con la clasificación de Martonne, Albacete, provincia en la que se encuentra Molinicos, pertenece al tipo «estepas y países secos mediterráneos».
Dentro del municipio, las diferencias térmicas son muy significativas, que se acentúan atendiendo a la altura, siendo en La Vegallera y en la El Quejigal los lugares donde se suelen dar los valores más fríos. Baste como ejemplo que entre el núcleo de Molinicos (situado a 820 m s. n. m.), y el empalme con la CM-412 (a 1000 m s. n. m.) separados solo 2 km, suelen haber unos 2 °C de diferencia.
Los vientos también tienen su presencia en Molinicos, siendo los dominantes en el término municipal los de dirección nordeste y sudoeste. Son numerosos los bancos de niebla que se ciernen sobre todo en el valle del río Mundo, así como en la propia localidad de Molinicos.
| Parámetros climáticos promedio de Molinicos | Parámetros climáticos promedio de Molinicos | Parámetros climáticos promedio de Molinicos | Parámetros climáticos promedio de Molinicos | Parámetros climáticos promedio de Molinicos | Parámetros climáticos promedio de Molinicos | Parámetros climáticos promedio de Molinicos | Parámetros climáticos promedio de Molinicos | Parámetros climáticos promedio de Molinicos | Parámetros climáticos promedio de Molinicos | Parámetros climáticos promedio de Molinicos | Parámetros climáticos promedio de Molinicos | Parámetros climáticos promedio de Molinicos | Parámetros climáticos promedio de Molinicos |
| Mes                                         | Ene.                                        | Feb.                                        | Mar.                                        | Abr.                                        | May.                                        | Jun.                                        | Jul.                                        | Ago.                                        | Sep.                                        | Oct.                                        | Nov.                                        | Dic.                                        | Anual                                       |
| ------------------------------------------- | ------------------------------------------- | ------------------------------------------- | ------------------------------------------- | ------------------------------------------- | ------------------------------------------- | ------------------------------------------- | ------------------------------------------- | ------------------------------------------- | ------------------------------------------- | ------------------------------------------- | ------------------------------------------- | ------------------------------------------- | ------------------------------------------- |
| Temp. máx. media (°C)                       | 10                                          | 12                                          | 15                                          | 18                                          | 22                                          | 28                                          | 32                                          | 32                                          | 27                                          | 20                                          | 14                                          | 11                                          | 20                                          |
| Temp. mín. media (°C)                       | 0                                           | 0                                           | 2                                           | 8                                           | 13                                          | 15                                          | 16                                          | 16                                          | 13                                          | 8                                           | 3                                           | 1                                           | 7                                           |
| Precipitación total (mm)                    | 30                                          | 46                                          | 64                                          | 43                                          | 60                                          | 15                                          | 7                                           | 16                                          | 33                                          | 59                                          | 35                                          | 62                                          | 470                                         |
| Fuente: TiempoSol.com es.kiero.com          |                                             |                                             |                                             |                                             |                                             |                                             |                                             |                                             |                                             |                                             |                                             |                                             |                                             |

### Flora

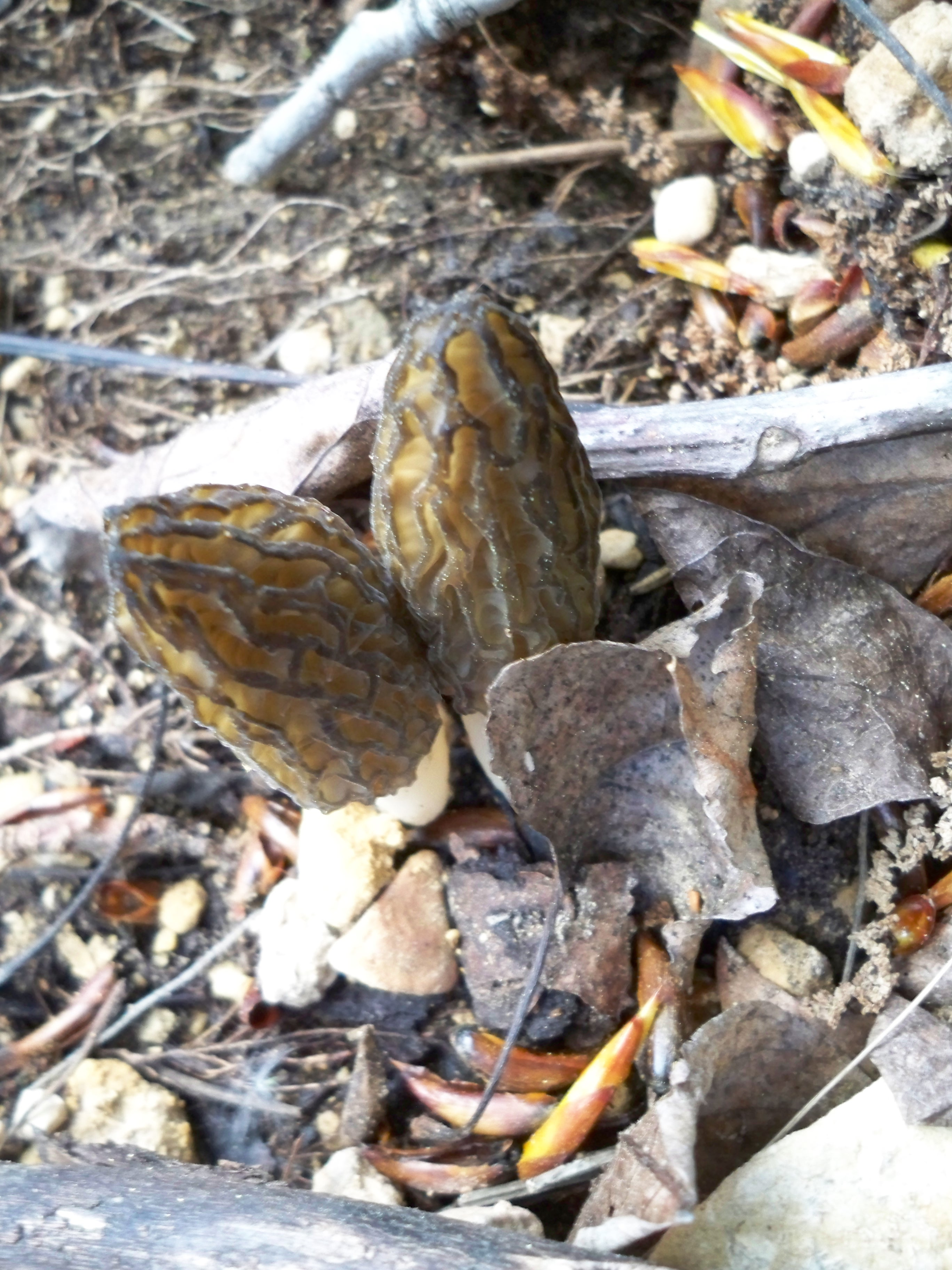
Colmenilla o cagarria, seta muy apreciada en Molinicos

La flora es muy variada, existiendo varios cientos de taxones de rango específico y subespecífico de flora vascular, además de varias decenas de taxones de hongos. Molinicos también cuenta con dos especies en peligro de extinción (Coincya rupestris y Sarcocapnos baetica), doce vulnerables y cerca de veintidós de interés especial; además de 35 especies de árboles silvestres diferentes y 135 plantas endémicas.

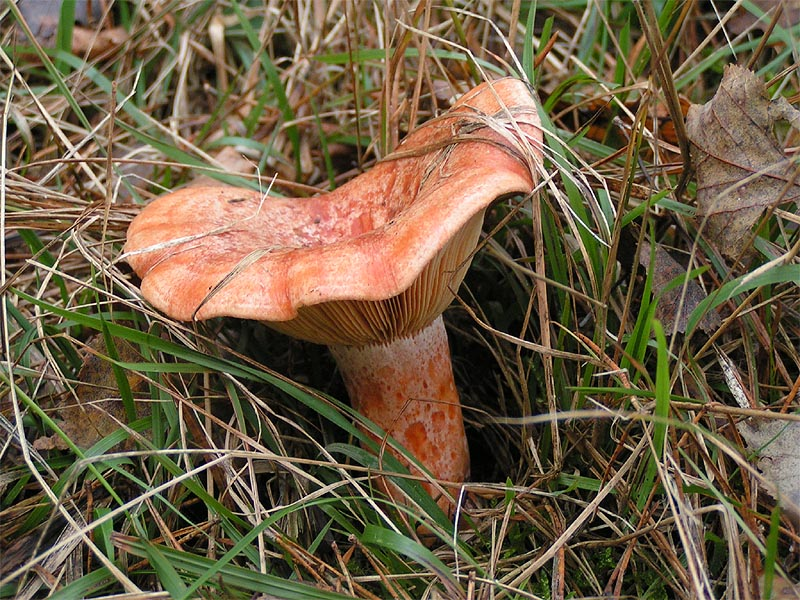
Níscalo o guíscano como popularmente se conoce en Molinicos, es muy común en el municipio

Dentro del dominio floral mediterráneo, Molinicos presenta una estructura de su flora particular y evolutiva.
Principalmente el bosque, dentro del término de Molinicos, se constituye por una serie de estratos como el arbóreo, el arbustivo, las lianas o plantas trepadoras, y las hierbas. La principal comunidad vegetal potencial es el bosque esclerófilo mediterráneo, formado por plantas que se han adaptado a la rigurosa sequía estival.
Existen dos tipos de vegetación, una vegetación deteriorada y otra de masas forestales:
- Las alteraciones de la estructura vegetal son patentes alrededor de los núcleos urbanos, entre los 800 m y 1000 m, fundamentalmente se encuentran en el sudeste del municipio. Allí, la influencia de las roturaciones humanas han dado lugar a áreas de quercineas, que se encuentran aclaradas y desmochadas para el aprovechamientos leñosos, y pastos y bellotas para el aprovechamiento ganadero. Estas superficies se convierten por evolución en áreas de matorral con predominio de tomillares.

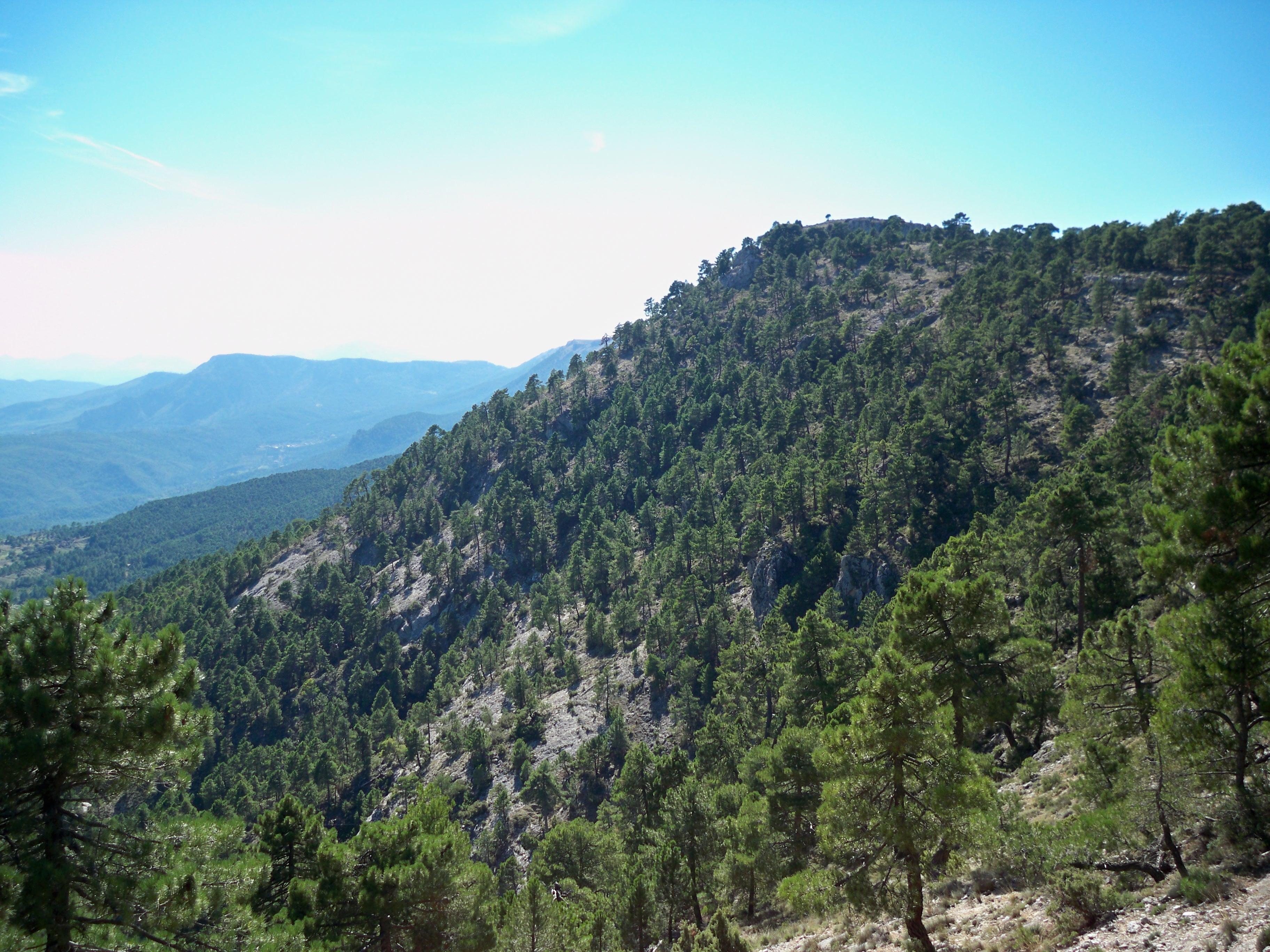
Monte conocido como El Molejón, entre las localidades de Los Collados y El Pardal, dentro de Molinicos

- Las grandes masas forestales conciernen a las distintas especies vegetales que se adaptan a los distintos climas locales, originados por el desnivel y la exposición. La preponderancia absoluta corresponde al Pinus pinaster que suele estar entre los 900 m y los 1300 m en la umbría o solanas frías o en zonas de transición de zonas cálidas y frías. Luego vienen el Pinus halepensis en los lugares cálidos entre los 800 m y los 1100 m, y el Pinus nigra en sitios fríos entre los 1300 m y los 1500 m.

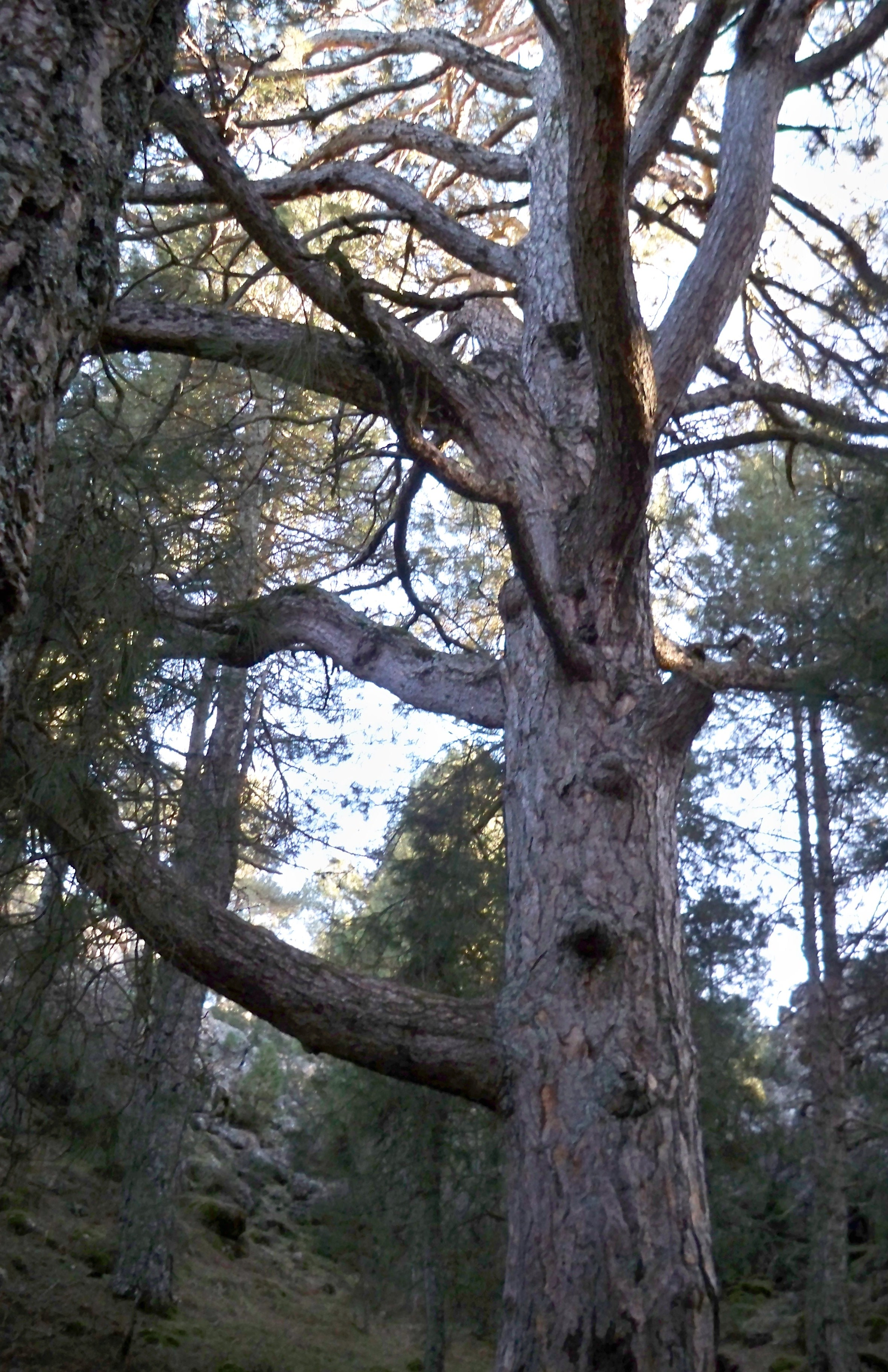
Pino del Toril, cerca de Cañada del Provencio

Destacan en el municipio los estratos arbóreos de quejigar-aceral, melojar o el avellanar. Las especies más representativas del sotobosque son: el espino albar, el torvisco, las peonías, la rosa silvestre y el boj. Dentro de la riqueza de la vegetación del municipio también admiramos los bosques de ribera, ligados a los cursos de agua, los sauces, alamedas o choperas, olmedas y fresnedas como formaciones arbóreas. Espinos, zarzas, rosas, madreselvas, taray, adelfa, carrizales, juncales, herbizales y pastizales aparecen en estos bosques caducifolios.
En su territorio también cuenta con gran número de especies micológicas. Es un lugar idóneo para el nacimiento de hongos debido a su altitud, la composición del suelo y la variedad botánica que tiene, es tan importante que incluso tiene trufas, albergando una gran variedad micológica, puesto que en los campos cercanos a Molinicos se pueden encontrar hasta una variedad de 2500 clases de setas, entre macros y micros.

### Fauna

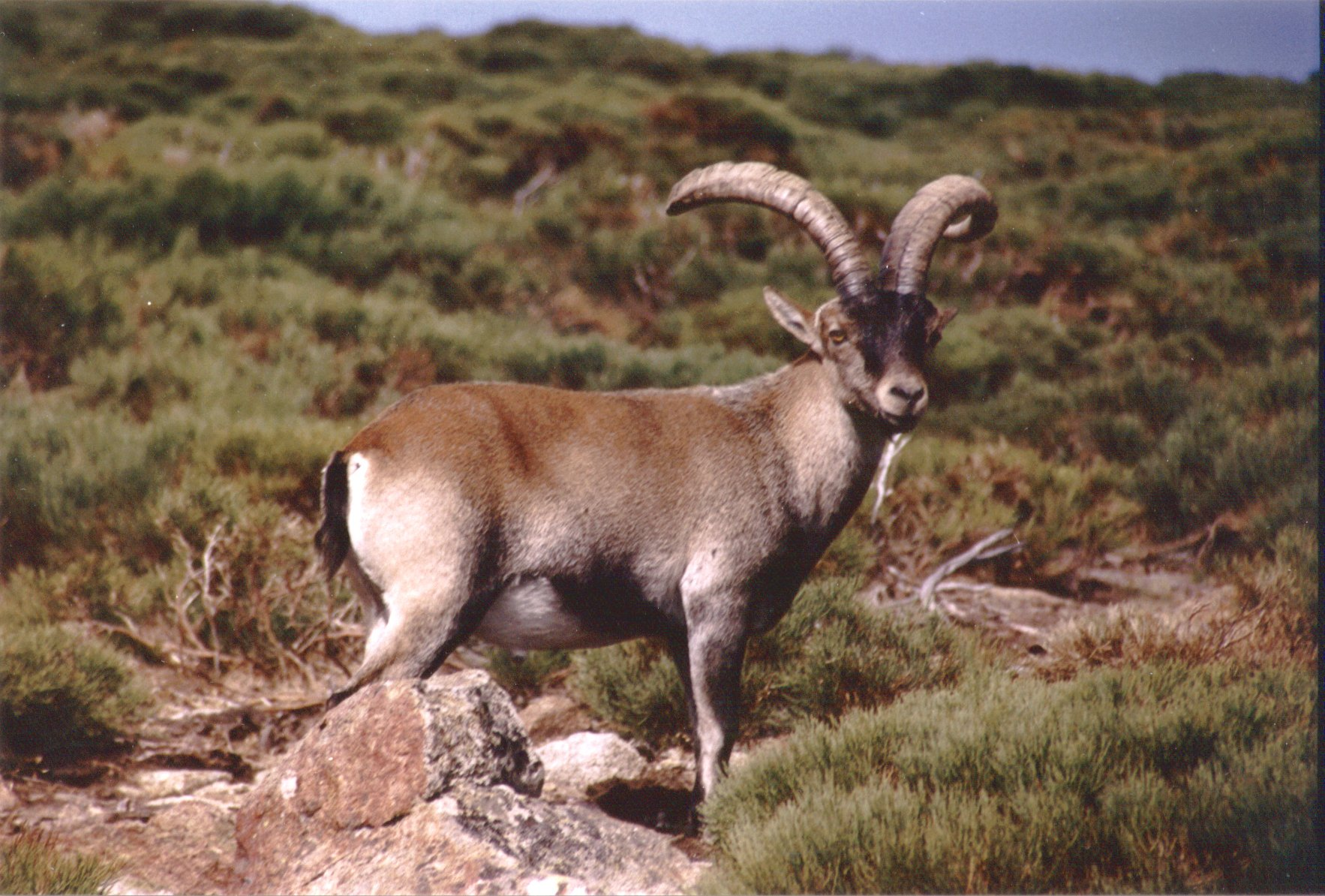
La cabra montés ha sido reintroducida en los últimos años

Por su situación en la sierra del Segura, zona agreste de montaña, Molinicos tiene una gran abundancia de animales salvajes. Dentro del grupo de la fauna vertebrada se han catalogado en Molinicos cerca de 174 especies, de las cuales 6 son peces, 8 corresponden a anfibios, 17 son reptiles, 109 pertenecen al grupo de las aves y 34 son mamíferos. Por su parte, dentro de la fauna invertebrada se han catalogado más de 140 especies de interés, de las que destacan la mariposa Graellsia isabellae, el odonato Coenagrion mercuriale, y un lepidóptero, el Euphydryas aurinia, además de una especie autóctona y única de Molinicos que es el Navasius sulcatus una especie de saltamontes.
El hábitat de las grandes especies animales queda condicionado por la estructura vegetal:
- Alrededor de los núcleos urbanos, y en olivares o pequeños caseríos, rapaces que acompañan al hombre: el ratonero común, águila real, halcón común, el cernícalo vulgar, la perdiz común, la paloma torcaz, la tórtola, el vencejo, el abejaruco, las abubillas, el avión común, la lavandera cascadeña, el chochín, la curruca cabecinegra, el mirlo, el zorzal charlo, el carbonero, el pitituerto, el estornino, el arrendajo, la urraca, el cuervo, el chotacabras, el mochuelo...

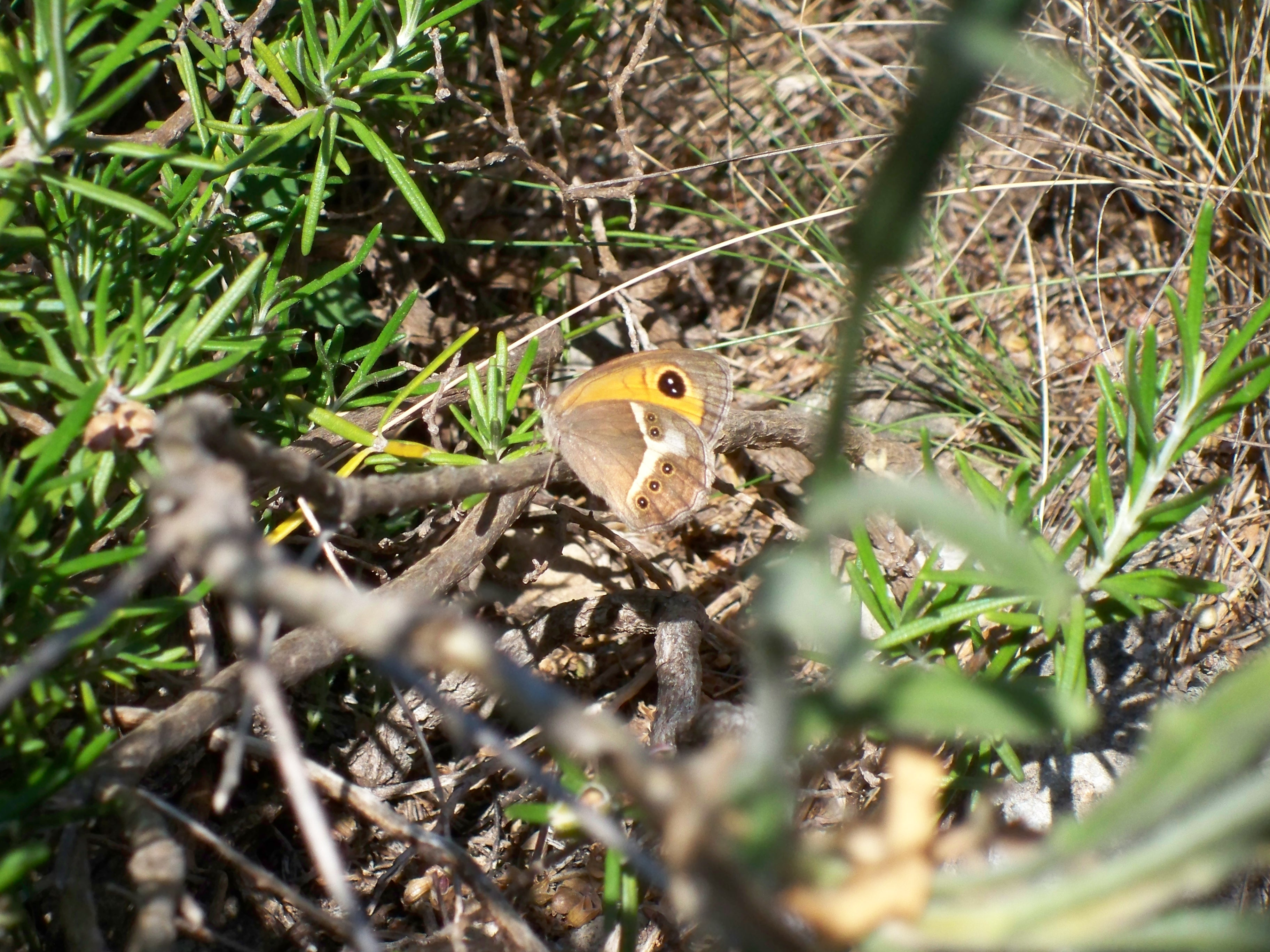
Molinicos cuenta con diversas especies de mariposas, algunas de ellas autóctonas del municipio

- En los linderos del bosque, y adentrándose en estos, abundan jabalíes, musarañas, ardillas, zorros, tejones, comadrejas, garduñas, gato montés y la cabra montés. Además de todos estos, cabe destacar por su importancia otros animales como los conejos, la liebre y el topillo de Cabrera (descubierto precisamente en este municipio gracias a varios ejemplares capturados en 1910 por el estadounidense Gerrit Smith Miller, y que sirvieron para descubrir al Microtus dentatus, especie sinónima de esta).
En el término municipal podemos encontrar fauna acuática en el río Mundo y en los distintos arroyos que componen su red fluvial. Entre estos se ha de distinguir los peces de río como la trucha y el barbo. Igualmente se ha de citar anfibios como las salamandras, el sapo y la rana. También hay presencia de reptiles como la lagartija colirroja, la lagartija de Valverde, el lagarto ocelado, la lagartija colilarga, la coronela meridional, la culebra de escalera, la culebra bastarda, la culebra viperina, y la víbora hocicuda.

### Espacios naturales

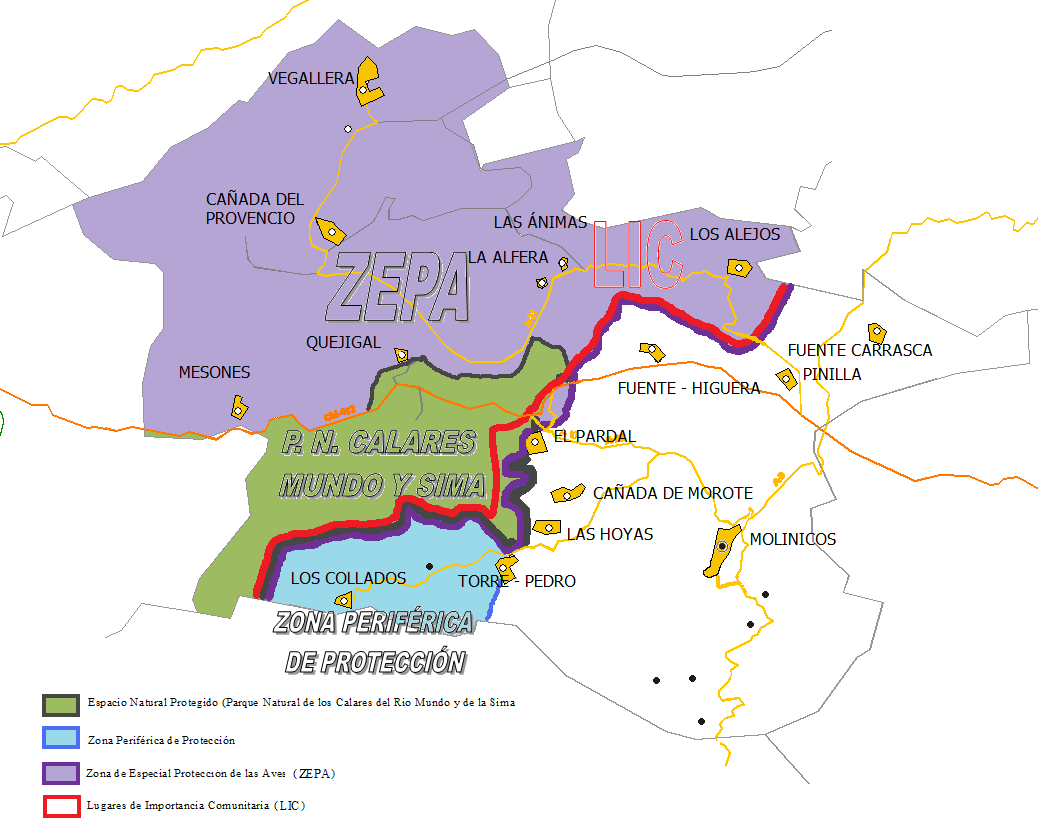
Mapa con los espacios naturales del municipio de Molinicos

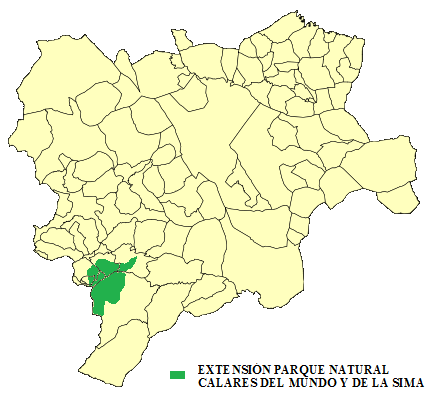
Extensión del parque natural de los Calares del Río Mundo y de la Sima respecto a la provincia de Albacete

El municipio de Molinicos tiene una gran riqueza natural, por ello se encuentra declarado como reserva de la biosfera por la UNESCO. Molinicos forma parte de la red ecológica europea de conservación de la biodiversidad, e incluso parte del mismo se integra en un parque natural.
Dentro del parque natural de los Calares del Río Mundo y de la Sima, declarado mediante la Ley 3/2005, de 5 de mayo de 2005, se integra la parte más suroccidental del municipio de Molinicos, 2045 hectáreas, en donde se concentran las mayores masas forestales, y que suponen el 10,72 % del total del parque.
El norte, oeste y sudoeste del municipio también se encuentra integrada en otra zona de especial conservación, en el L. I. C. (Lugar de Importancia Comunitaria) de la Sierra de Alcaraz y del Segura, Cañones del Segura y del Mundo, (ES4210008), incluidas en la Red Natura 2000. Del mismo modo, el norte y oeste del territorio municipal, se encuentra dentro de la (Zona de Especial Protección de las Aves) ZEPA ES0000388, incluida en la Red Natura 2000 con una superficie de 8 626,57 Ha de la misma, incluida en este municipio.

## Historia
El 14 de junio de 1845 se firmó la escritura de convenio entre los comisionados de la aldea de Molinicos y los de Elche de la Sierra sobre la separación de la dehesa de Molinicos y límites jurisdiccionales que se deben fijar en su separación. Previamente, el 13 de mayo de 1789 Molinicos solicitó al arzobispado de Toledo la creación de una parroquia. Con fecha de 6 de febrero de 1791 se nombró el primer cura. Las parroquias de Elche de la Sierra y Ayna se resistieron al principio.Las aldeas fueron Los Alejos, Cañada Morote, Casa de la Rambla, El Puerto, Pinilla, Fuente Carrasca, Horno Ciego, El Retamar y El Rubielo. La situación geográfica de Molinicos, en el centro de la comarca de la Sierra del Segura albaceteña, ha hecho a este término municipal partícipe de todos los avatares históricos, que, de una u otra forma, han gestado el carácter de estas tierras.

### Prehistoria

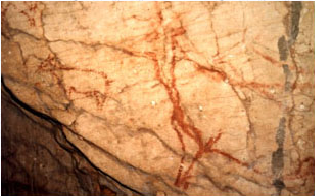
Pinturas rupestres en la Cueva del Niño, en el vecino municipio de Ayna

Durante el paleolítico, debieron de existir pobladores dentro de los territorios de lo que hoy conforman el municipio de Molinicos, pues en las inmediaciones del mismo se encuentra el importante yacimiento de la Cueva del Niño en Ayna, con pinturas rupestres de más de 10 000 años de antigüedad. Ya en el neolítico, debieron de sucederse grandes transformaciones en estas tierras, y dando comienzo el poblamiento de varios lugares de su término, tales como el cerro de Los Chóvales, la cueva de Cortes, o Piedra Picazos, todas ellas cerca de La Vegallera, lo que le convirtió en el núcleo más avanzado de Molinicos, según atestiguan ciertos vestigios aparecidos.
En cuanto al período prerromano es de destacar el íbero, que también dejó pruebas de su paso por Molinicos, y es que son varios los hallazgos de esta época de la historia de la península que se han encontrado cerca del municipio, (el poblado íbero de la Piedra de Peñarrubia, el Tolmo de Minateda en Hellín, o la esfinge de Haches en Bogarra.

### Edad Antigua

#### Romanos
La dominación romana supuso para toda la comarca la unificación de las diferentes tribus indígenas que la poblaron antiguamente. El municipio de Molinicos fue incluido, en un primer momento, en el territorio de la Hispania Citerior, y más tarde en la Tarraconensis, aunque finalmente formara parte de la jurisdicción Cartaginensis. Muy cerca de Molinicos se encontraban importantes ciudades romanas como Saltigi (Chinchilla de Monte-Aragón), Ilunum (Hellín), Balazote o Castrum Altum, (Peñas de San Pedro).
El municipio se encontraba entre dos importantes calzadas y rutas romanas:
- La vía Hercúlea, camino que unía Cádiz con Roma, y que venía desde Mentesa Oretana (actual Villanueva de la Fuente en Ciudad Real), hacia Saguntum (Puerto de Sagunto en la provincia de Valencia). Esta vía romana no fue creada ex novo, sino que aprovecharía la infraestructura viaria de los antiguos caminos íberos, reforzándola y aumentándola.

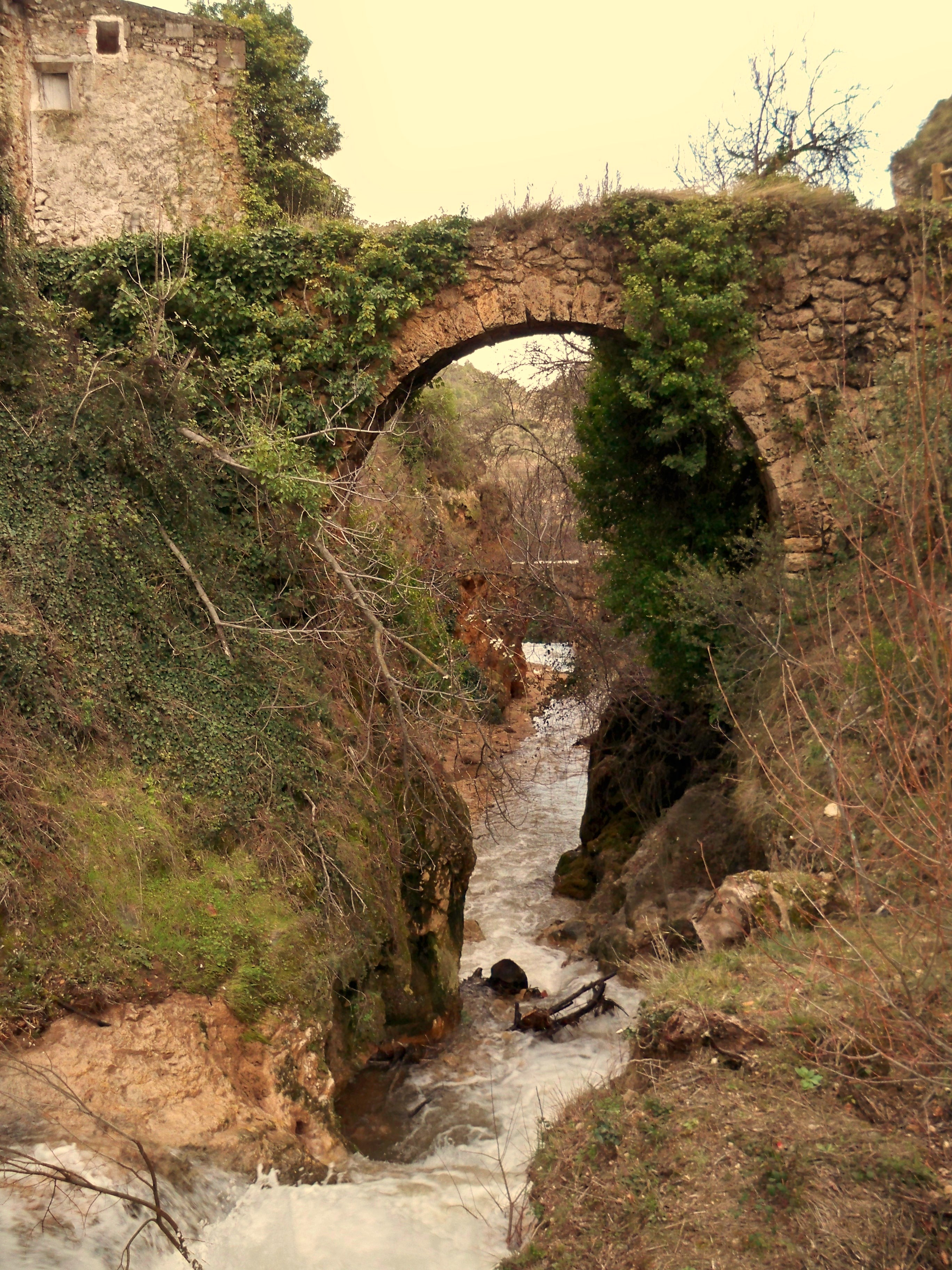
Acueducto medieval sobre el arroyo Morote

- La otra era un ramal de la vía romana Córduba-Saguntum, donde a la altura de Santisteban del Puerto (antigua Ilugo) se desviaba hacia Cartago Nova (Cartagena), pasando por el valle del río Guadalimar hasta llegar a la cuenca del río Mundo, en dirección a Hellín (Illunum), donde enlazaba con otra importante vía, la de Complutum a Cartago Nova.

#### Visigodos
El Bajo Imperio romano se caracterizó como una época de inestabilidad política, de decadencia de la ciudad y el consiguiente establecimiento en el campo. Algunas ciudades se fortifican, pero progresivamente las oleadas de bárbaros, y los bagaudas, bandas de campesinos hambrientos que atentaban contra las grandes propiedades harán desquebrajarse al imperio en Hispania. En este contexto se sitúa el foedus o tratado entre el emperador Constancio y el visigodo Valla del año 415, en poco más de cien años los visigodos estaban asentados en la península ibérica.
No existió un proceso de ruptura, sino de asimilación de la cultura romana por las poblaciones godas, o mejor dicho hispanovisigodos. Convertida la población hispana al catolicismo en el año 589, uno de los aspectos más interesantes fue el de la religiosidad. En la provincia de Albacete dos conjuntos rupestres dedicados al culto se encuentran en la comarca de Hellín, de tipo eromítico (La Camareta) y cenobítico (Alboragico), caracterizados por la presencia de cruces latinas y la orientación al Oriente.
Posteriormente, la presencia visigoda también debió de sentirse en Molinicos, pues se encontraba a caballo entre Alcaraz, donde se descubrió un jarro litúrgico de bronce, y Villares, donde se conoce la Gutta medieval, un municipio por tanto de esta época. En este periodo se pierde la anterior unidad del territorio quedando circunscrita la zona de Molinicos dentro de la región de la Orospeda que durante algún tiempo fue también conquistada por los bizantinos. Tras varias décadas de debilitamiento visigodo, se produce la entrada de los musulmanes en la península con el desembarco en Gibraltar el 27 de abril de 711, de Táriq Ibn Ziyad lugarteniente del gobernador de Tánger.

### Edad Media
Árabes

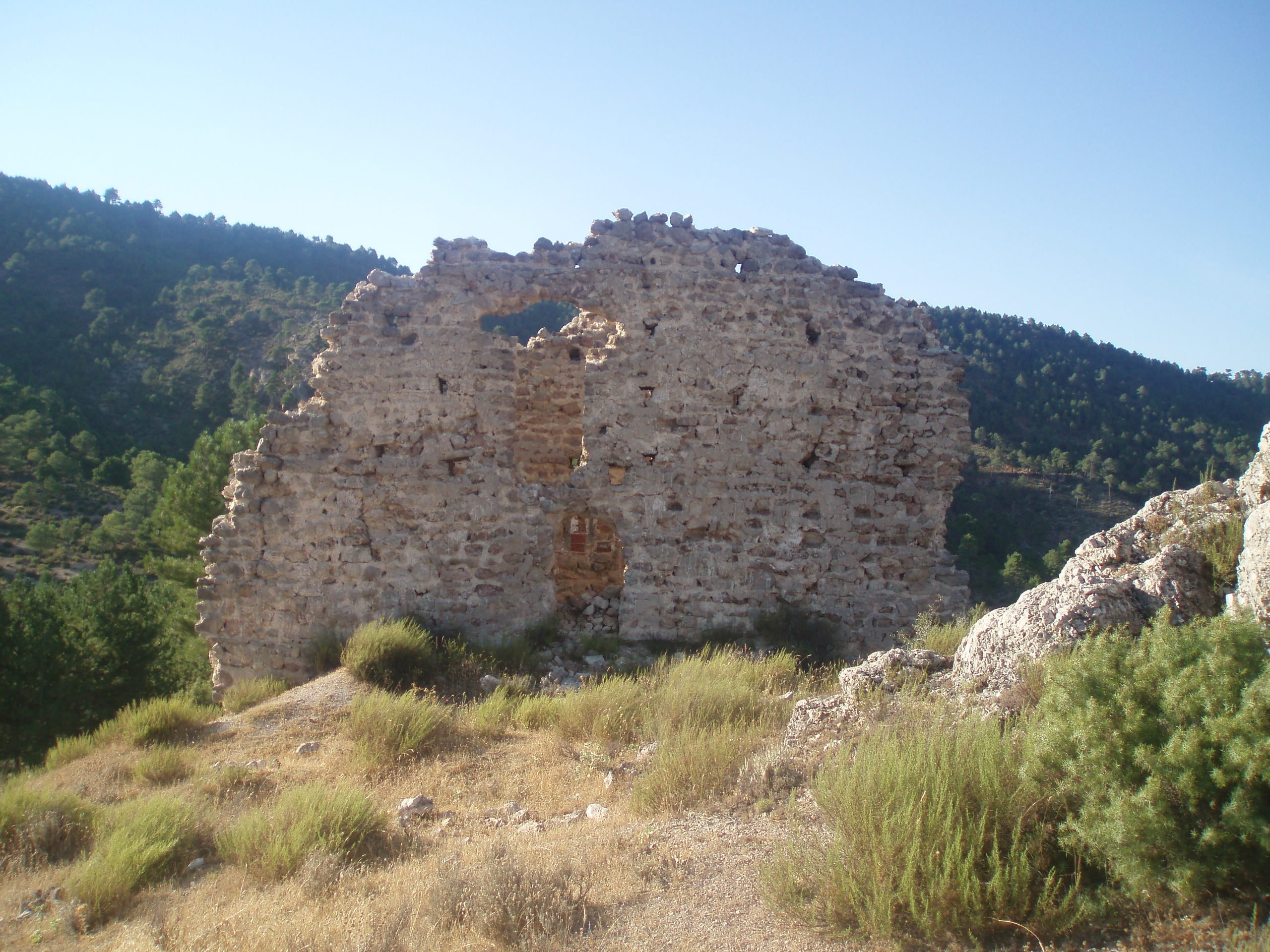
Castillo de El Santo, o de San Vicente de La Vegallera, erigido sobre las ruinas de una fortaleza romana

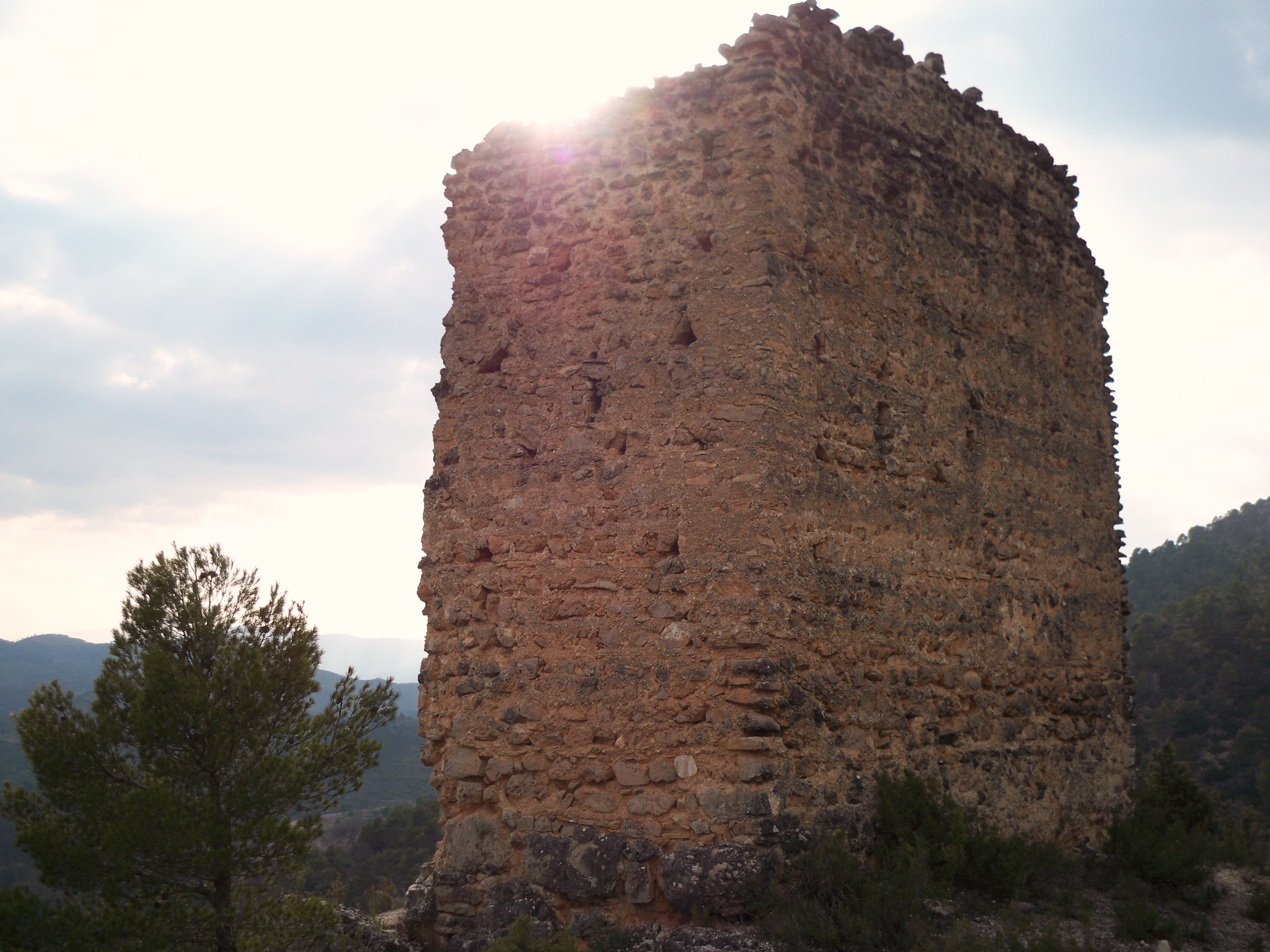
Atalaya de Torre - Pedro, fechada en el

División administrativa de la península ibérica en el

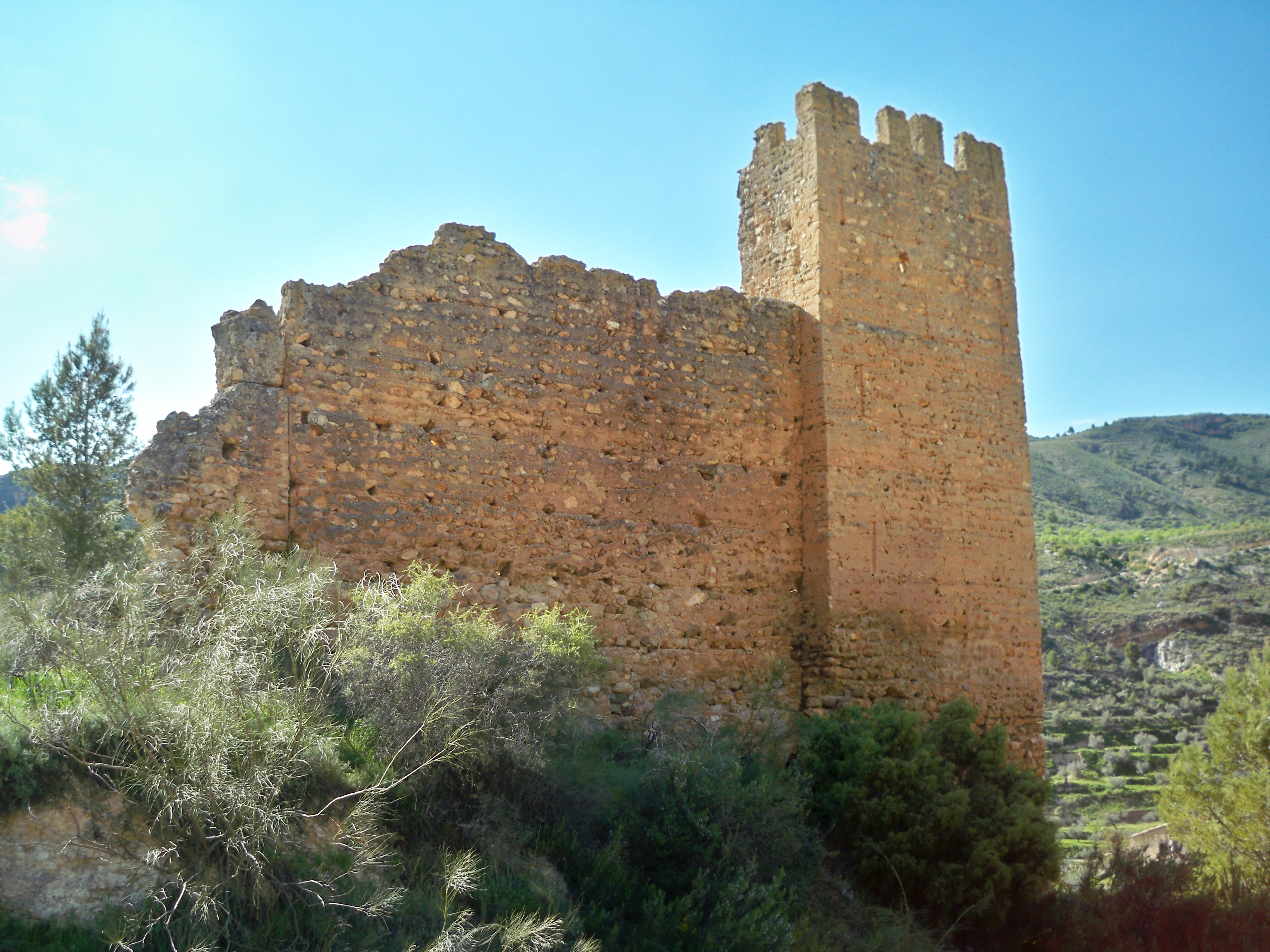
Castillo de Las Huertas (cerca de Molinicos), fechado en el

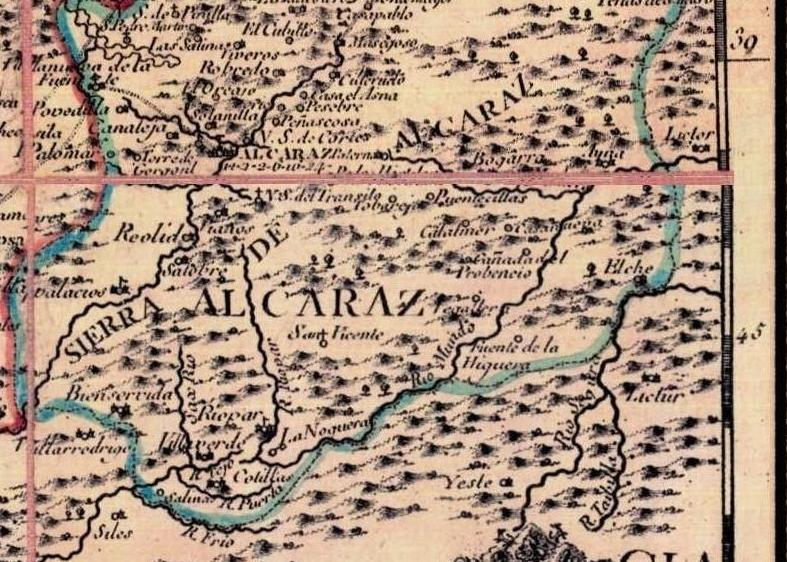
Mapa histórico del Alfoz de Alcaraz del año 1765 en donde aparecen varias poblaciones de Molinicos

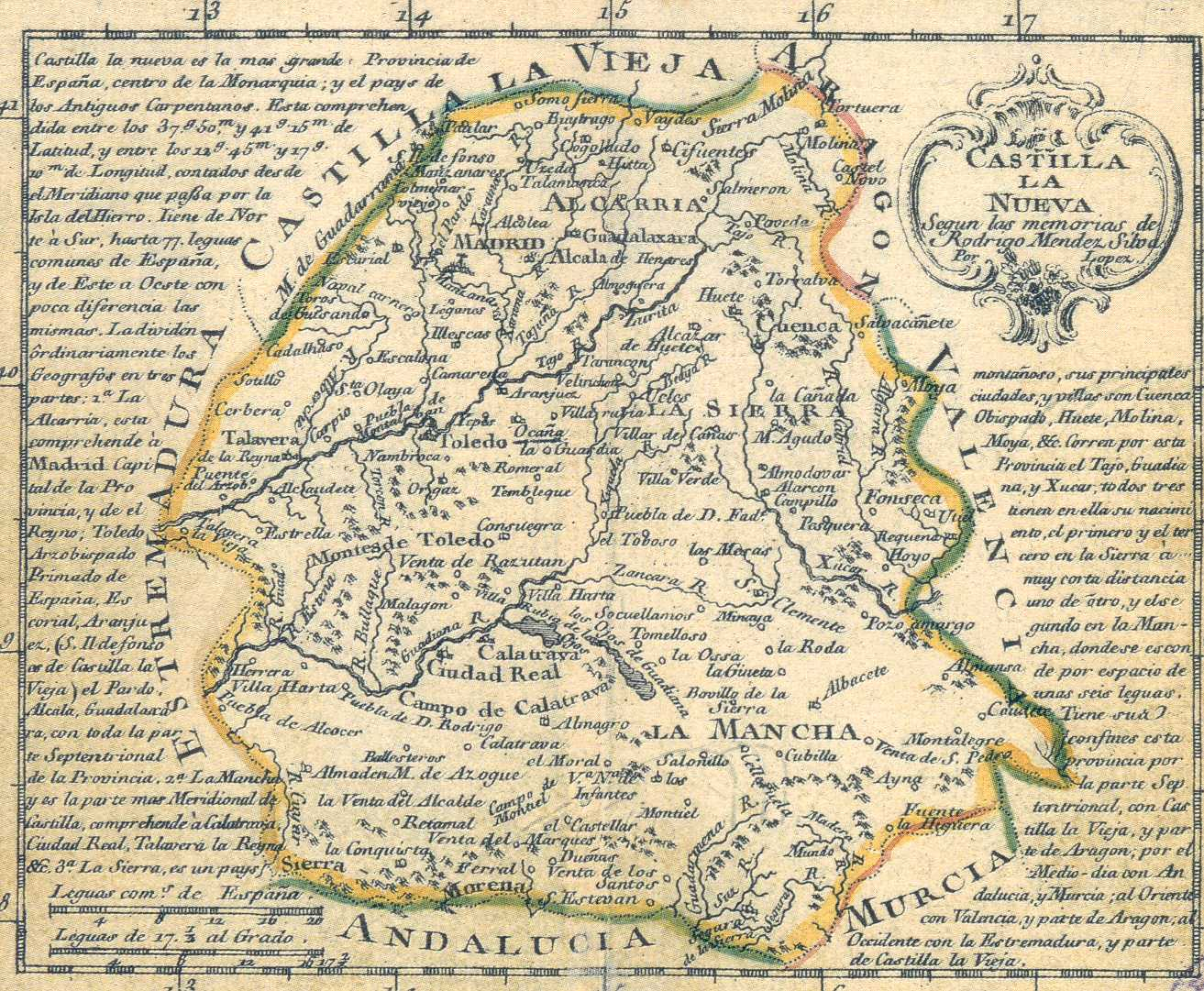
Mapa de Castilla la Nueva (1785) en donde aparece la localidad de Fuente - Higuera dentro del municipio de Molinicos

Los árabes toman Alcaraz en el 712, por lo que la zona de Molinicos debió sucumbir ante las huestes musulmanas en fechas muy cercanas, e incorporarse a la circunscripción de Tudmir, que al principio (713-779) fue un pequeño reino visigodo semindependiente, y más tarde una cora o provincia árabe.
Alcaraz se convirtió en un importante centro para los árabes de la zona, que la ocuparon durante más de 300 años, y extendió su poder a los territorios aledaños, bien mediante el empleo de las armas, bien mediante compra. Es de destacar, que según una Carta bilingüe (escrita en castellano y árabe granadino), el Concejo de Alcaraz compra los terrenos de Sierra (a 80 km de Alcaraz y situada entre Hellín y Tobarra) a Aboadalla, -moro fijo del alcayat (señorío) de Albacete- al precio de ochocientos maravedíes y veinte carneros, pagaderos antes del día de San Miguel de ese mismo año, por lo que claramente se incluía en el Alfoz de Alcaraz a los territorios de Molinicos al estar situados a menos de 20 km de la ciudad alcaraceña.
Entre los siglos X y XII se construyeron en Molinicos numerosas atalayas y torreones, que aunque con diversa tipología, tenían la función de vigilar para la defensa de grandes castillos como los de Riópar o Alcaraz. Concretamente en el municipio encontramos las de Torre - Pedro, el Morcillar, La Vegallera, el Cortijo León, o la del propio Molinicos, y es que estas tierras fueron durante muchísimos años frontera entre la zona cristiana y la musulmana.
Con la disgregación del Califato de Córdoba (1030), y la aparición de los reinos de Taifas, el municipio de Molinicos se envuelve en una espiral de vaivenes territoriales que lo hacen pasar a pertenecer a la Taifa de Toledo en una situación limítrofe y fronteriza con la de Denia (actual provincia de Alicante) al que pertenecían los vecinos de Yeste y Hellín. Más tarde, sobre todo tras la conquista cristiana de Toledo (1085), y la decadencia del reino de Denia, el territorio pasa a pertenecer al reino taifa de Murcia.
A finales de este periodo, la situación de Molinicos y sus aldeas era de continuo conflicto por situarse en una región fronteriza entre los musulmanes de Murcia, el Concejo de Alcaraz o a la Encomienda Santiaguista, según las situaciones de las contiendas.
La reconquista
A últimos del siglo XII y comienzos del XIII, la frontera cristiano-musulmana oscilaba en función de las batallas, y el monarca castellano, Alfonso VIII, se esforzaba por fijarla entre el curso medio del río Júcar y contra las estribaciones de Sierra Morena.
Así lo hizo entre 1211 y 1213, interviniendo en la batalla de las Navas de Tolosa (1212), en la que salieron derrotados definitivamente los almohades, y que marcó el inicio de la conquista de Granada.
Aunque los cristianos aliados con el rey moro de Murcia tomaron la ciudad de Alcaraz en 1170, pronto fueron expulsados por los almohades, hasta que Alfonso VIII tras recorrer el curso del río Júcar e ir progresivamente tomando sus fortalezas, acude al castillo musulmán de "Hisn al-Karas" (actual Alcaraz), y tras varios días de lucha consigue ponerle cerco y hacerla capitular definitivamente el 22 de mayo de 1213, siendo testigo el Arzobispo de Toledo, Rodrigo Ximénez de Rada. El entonces rey de Alcaraz, era independiente del reino taifa de Murcia, de este modo logró que Alcaraz fuera la puerta de entrada de Castilla hacia el mar Mediterráneo, Granada y Murcia.
A partir de esa fecha, serán los cristianos quienes, desde la fortaleza de Alcaraz, hostiguen a los musulmanes que pueblan los territorios vecinos, y vayan extendiendo la reconquista a los lugares próximos. Al mismo tiempo, se procede a la organización del concejo alcaraceño y a su repoblación el Fuero de Cuenca, concediéndolo Alfonso VIII por estas fechas como Fuero de Alcaraz.
Las tierras del actual municipio de Molinicos fueron conquistadas en varias avanzadas cristianas, aunque debió de ocurrir entre 1213 (toma de Alcaraz), y 1242 (toma de Yeste). Estas tierras fueron probablemente repobladas por algunos caballeros que intervinieron en la campaña de las Navas de Tolosa, aunque la mayoría de población era mudéjar, puesto que el rey dejó una fuerte guarnición militar destinada a la defensa de la fortaleza de Alcaraz y a la pacificación y conquista de los territorios circundantes entre las que estaría Molinicos.
Desde 1213 hasta 1243 todo Molinicos estuvo dentro de la iniciativa reconquistadora del Concejo de Alcaraz, pues caseríos como la actual Fuente-Higuera pertenecían al Concejo de Alcaraz entre 1236-1243 tal y como indican unas quejas del Concejo por la invasión de los santiaguistas de Yeste y Segura de la Sierra, al estar en una región fronteriza entre estas y Murcia.
Los vecinos de Molinicos colaboraron de forma activa en la conquista de la cercana localidad de Huéscar, fortaleza de gran poder dentro del Reino de Granada, y cuya caída supuso un gran impulso en la toma del reino musulmán.
Ya durante la primera mitad del siglo XIII se dan situaciones conflictivas en el municipio con tendencia a la disgregación, pues mientras una parte sigue con Alcaraz (la más occidental), otra pasa a los musulmanes de Murcia (la parte más oriental), e incluso algunas localidades llegan a ser independientes por la conquista de algún noble como es el caso de San Vicente (actual La Vegallera) que en 1471 pasa a Pedro Manrique, y que se mantiene en una situación privilegiada hasta 1565. El 15 de enero de 1477 los Reyes Católicos legitimaban la ocupación de San Vicente como premio a sus servicios en la guerra de sucesión a la corona de Castilla.
En esta etapa el territorio de Molinicos debió de andar muy desgajado, pues una parte perteneció a los Manriques, otra a Juan Pacheco entrando en la propia disputa de estas familias. Así cuando el Adelantado de Murcia, Pedro Fajardo, llegó hasta Alcaraz en 1475 debió tomar anteriormente Molinicos, aunque poco después Alcaraz intentó recuperar otra vez el territorio perdido.
En 1477 los Reyes Católicos hicieron entrar a toda la zona de Molinicos en la Santa Hermandad, junto a Alcaraz y Cartagena, al igual que el Marquesado de Villena.

### Edad Moderna
Finalizando la Edad Media varias fueron las aldeas de Alcaraz que se independizaron para formar municipios independientes. Así Molinicos pasó a formar parte de Ayna el 22 de septiembre de 1564, mientras que la zona noroeste del actual municipio con La Vegallera a la cabeza, debió de brillar con luz propia.

### Edad Contemporánea

#### SigloXIX
Guerra de la Independencia
Una vez comenzada la guerra de la Independencia española (1808-1814), y la entronización de José I Bonaparte, el gobierno decide ordenar el territorio de España dividiéndolo en 38 prefecturas a imagen de las establecidas en Francia, y en 111 subprefecturas, según el proyecto del clérigo Llorente, con el nombre de las mismas relativas a accidentes geográficos (fundamentalmente ríos y cabos), aunque no llegó a entrar en vigor. El actual municipio de Molinicos se encontraría dividido en dos, mientras que la parte noroeste del municipio pertenecería de la prefectura de Ojos del Guadiana (actual provincia de Ciudad Real), y de la subprefectura de Alcaraz, el resto lo haría en la prefectura de Segura (actual provincia de Jaén).
Durante la Guerra de la Independencia, varios vecinos de la zona de Cañada del Provencio y La Vegallera, comandados por el sacerdote de la Cañada del Provencio, marchan a Alcaraz a defender la ciudad de las tropas napoleónicas, sobre todo entre 1810 y 1811, siendo perseguidos por estos, así como por desertores del ejército español.
Una vez expulsado el ejército francés de la zona el 13 de febrero de 1812, se celebrará en La Vegallera, la primera misa en la recién creada iglesia de la localidad, dedicada a la Inmaculada Concepción, habiendo solicitado la misma al Arzobispo de Toledo.
Emancipación
El término municipal de Molinicos no fue tan extenso como lo es actualmente, sino que se fue configurando a través del paso por diferentes municipios hasta que en 1846 consiguiera definitivamente su emancipación.
El 21 de junio de 1846, y mediante Real Orden del Ministerio de Gobernación, de 26 de mayo de ese mismo año, se manda incluir a las localidades de Fuente-Higuera, Los Alejos y Fuente Carrasca en el distrito municipal de Molinicos.
El 19 de julio de 1858, el Pleno de la Diputación de Albacete estudia una petición de los vecinos de la zona norte de Los Alejos para pasar de Bogarra a Molinicos, fundando su petición por la menor distancia que les separa de Molinicos que de Bogarra. Poco después, y en esa misma sesión, la Diputación estudia también la segregación de La Alfera, Las Ánimas y El Quejigal de Alcaraz, para pasar a Molinicos, empleándose como argumentación...en que de aquel punto distan seis leguas de penoso camino, cuando de este solo le separa una. Alcaraz se oponía a esta segregación aduciendo la escasez de término que sufría. Pero la Diputación, tras indicar que en el expediente se sigue la Ley de 8 de enero de 1845, determina que...sin género de duda a los recurrentes asiste entera justicia..., y, por consiguiente, se debe proceder a su agregación a Molinicos, incluyendo...la porción de terrenos comunes, baldíos o de propios que se les señale en porción exacta con el número de habitantes.
Finalmente, el 14 de octubre de 1860, el Ayuntamiento de Molinicos en Pleno aprueba la agregación de la zona norte de Los Alejos al municipio, y el 28 de octubre de ese mismo año, tras varios conflictos que surgieron con Alcaraz, el Ayuntamiento de Molinicos procede a la aprobación de la agregación de La Alfera, Las Ánimas y El Quejigal, como localidades de pleno derecho del municipio de Molinicos.
El 12 de noviembre de 1860, se produce la agregación de Mesones o Riomundo, como entonces se conocía a Molinicos tras una nota del Pleno de la Diputación de Albacete, en la que se indica que se han recibido sendas comunicaciones de los alcaldes de Alcaraz y Molinicos, en las que se hace saber que la aldea de Riomundo, que era de Alcaraz, pasa a pertenecer a Molinicos.
El 15 de mayo de 1861, el Pleno del Ayuntamiento de Molinicos, tras la solicitud de los habitantes de La Vegallera, y de la Cañada del Provencio de segregarse de Alcaraz para pasar a Molinicos, toma un acuerdo por el cual cuando se produjera la incorporación se comprometía a recibirlos como vecinos de pleno derecho. No sería de extrañar, por la antigüedad de la existencia de Alcaraz, que la ciudad conservara ciertos privilegios sobre sus aldeas, y que los vecinos quisieran asegurarse los plenos derechos cuando se incorporaran a Molinicos.
El 3 de marzo de 1863 la Diputación Provincial, mediante Pleno considera que Alcaraz no puede atender debidamente a los vecinos de Cañada del Provencio y La Vegallera por su lejanía y, por tanto, se beneficiarían de su incorporación a Molinicos. Aprueba por tanto la incorporación de estas localidades al municipio de Molinicos.
El 23 de abril de 1863 la reina Isabel II firma la Real Orden por la cual se segregan Cañada del Provencio y La Vegallera de Alcaraz agregándose a Molinicos, y finalmente el 22 de noviembre de 1863, el Pleno del Ayuntamiento de Molinicos procede a la aprobación de la agregación de Cañada del Provencio y La Vegallera al término municipal de Molinicos, poniendo así fin al proceso de ampliación del municipio iniciado en 1846, y configurando el actual territorio.

#### SigloXX
Desde mediados del siglo XIX, y hasta mediados del siglo XX, el incremento de la población es exponencial, pasando de los 1232 habitantes en el año 1857, a los 4989 que vivían en Molinicos en 1950. A partir de aquí, la falta de empleo y las difíciles condiciones de vida hicieron que muchas personas emigraran en busca de unas condiciones de vida mejor.
En 1929 se solicita la creación de diez escuelas en todo el municipio, concretamente en las localidades de Mesones, La Alfera, Los Alejos, Pinilla, Cañada de Morote, El Pardal, Torre-Pedro, El Morcillar, Cañada del Provencio y La Vegallera, puesto que el aumento de la población hacía necesaria la instrucción de los niños, y el volumen de los mismos era elevado.
La Guerra Civil en este municipio se desarrolla entre 1936 y 1939, y aunque no existieron batallas, o bombardeos, sí que se desarrollaron varios acontecimientos violentos sobre un clima de hostilidad y que causaron la muerte de varias personas, e incluso destrucciones importantes en edificios religiosos por todo el término municipal.
Durante los años de la posguerra española, se plantea un contencioso de segregación por parte del vecino municipio de Riópar para anexionarse tanto la localidad de La Vegallera como la Cañada del Provencio. Durante ese mismo, en todo el municipio se recogieron firmas en contra del mismo, y en 1950 se planteó un contencioso que, finalmente, fallaría el Tribunal Supremo a favor de su permanencia en el municipio de Molinicos, lo cual fue celebrado con una gran fiesta y cohetes.
Precisamente en 1950 se inicia la carretera que conecta la carretera autonómica CM-412 con la localidad de La Vegallera, pasando por otras localidades como Pinilla, Los Alejos, La Alfera, Las Ánimas y Cañada del Provencio, que tras varios problemas y retrasos sería terminada en 1970, lo que permitía el acceso a la misma con automóvil. No obstante, no sería hasta 1990 cuando se asfaltaría la calzada sobre el mismo trazado que tenía la pista forestal anterior.

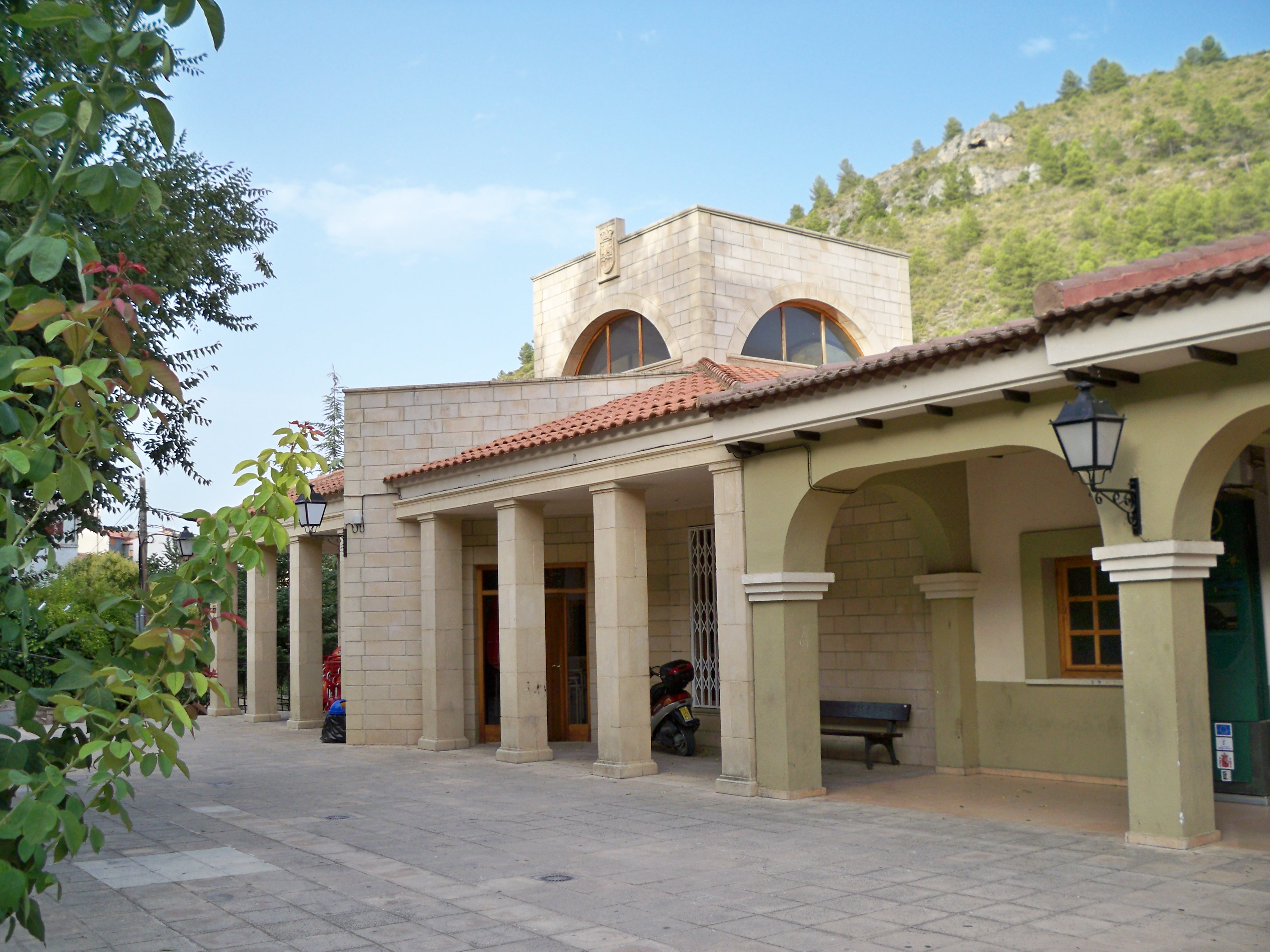
Casa de la Cultura, construida en los años 1990

A pesar de la creación en 1950 de la diócesis de Albacete, no es hasta 1969 cuando la parroquia de Molinicos, junto con la de La Vegallera y Cañada del Provencio, así como otras de la zona, (no así la de Yeste, que pertenecía a la diócesis de Cartagena), pasaran a formar parte de esta procedente de la archidiócesis de Toledo, la cual aún poseía importantes territorios en la sierra de Alcaraz y norte de la provincia de Jaén. Se aunaba así las circunscripciones eclesiásticas y civil.
Un punto importante dentro de la historia de Molinicos en los últimos años fue el incendio que se produjo en 1994, en el vecino municipio de Yeste, y que también afectó al de Molinicos. En total se calcinaron 14 284 h, y cerca de 1300 personas de ambos municipios tuvieron que ser evacuadas.

## Demografía
Molinicos cuenta con una población de 785 habitantes (INE 2024).
| Gráfica de evolución demográfica de Molinicos entre 1857 y 2021 |
| |
| Población de derecho según los censos de población del INE Población de hecho según los censos de población del INEEn 1845 aparece este municipio porque se segrega del municipio Elche de la Sierra |

En la evolución poblacional se observan dos etapas evidentes y distintas. La primera hasta 1950, con una clara tendencia al crecimiento, incluso desmesurado, y la segunda, a partir de 1950, con un despoblamiento continuo que coloca su población por debajo de la existente en 1900. En la última década se aprecia un descenso menor, tendiendo al estancamiento de la población. Otro fenómeno es la progresiva concentración de la misma en el casco urbano de Molinicos, en tanto que las aldeas y cortijos tienden a la despoblación, salvo casos excepcionales.
Molinicos llegó a tener cerca de los 5000 habitantes en los años 1950, siendo su cúspide poblacional; las escasas oportunidades de trabajo para ese aumento de población, obligaron a la emigración de gran número de personas hacía tierras más prósperas, sobre todo al extranjero (Francia, Alemania y Suiza), o a regiones españolas como Cataluña, País Vasco, Baleares y Comunidad Valenciana, y también a la capital provincial.
Todos los veranos, y fiestas tales como Navidad, aquellos emigrantes y sus familias vuelven a retornar por poco tiempo a la localidad que les vio nacer. Aunque en Molinicos y aldeas viven cerca de 1100 personas, en épocas estivales y festivas se rondan los 3500 habitantes. El Plan de Ordenación Municipal de Molinicos estima que el retorno de varios de los emigrantes del municipio de forma escalonada en los próximos años, unida al crecimiento de la población local (mucho menor en porcentaje) supondrá un crecimiento de la población que pasaría desde los 1348, hasta los 2468 habitantes de hecho.
Molinicos no ha sido ajeno a la inmigración que ha experimentado España en la última década. En 2009, en el municipio vivían personas de 11 nacionalidades, y tres continentes. Según el Instituto Nacional de Estadística, en el informe del Padrón municipal de 2009, el 3,4 % de la población del municipio es de origen inmigrante. La nacionalidad más numerosa es la británica (47 % del total), seguida de lejos por la argentina (10 %), y en tercer lugar la comparten la francesa y la boliviana (8 %). A las anteriormente citadas hay que añadirles las de Chile, Paraguay, Colombia, Ecuador, Argelia, Rumanía, Italia y Alemania.

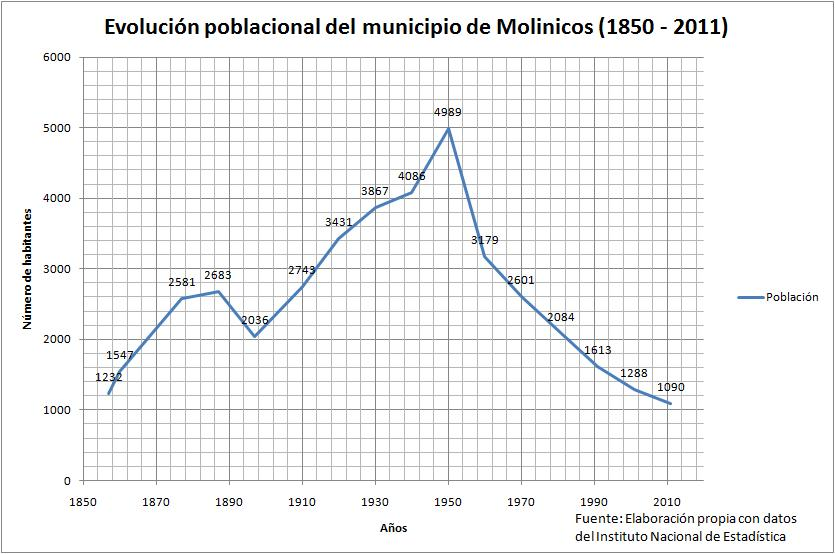
Evolución demográfica por decenios desde la emancipación.
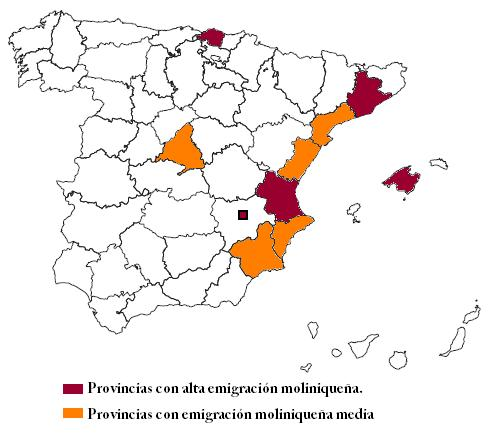
Lugares de destino de la emigración moliniqueña durante el siglo XX.
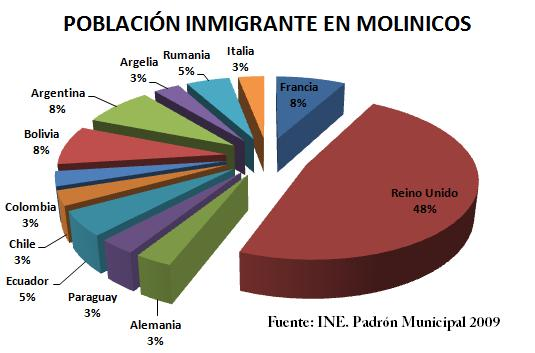
Procedencia de los inmigrantes en el municipio de Molinicos en 2009.

## Urbanismo

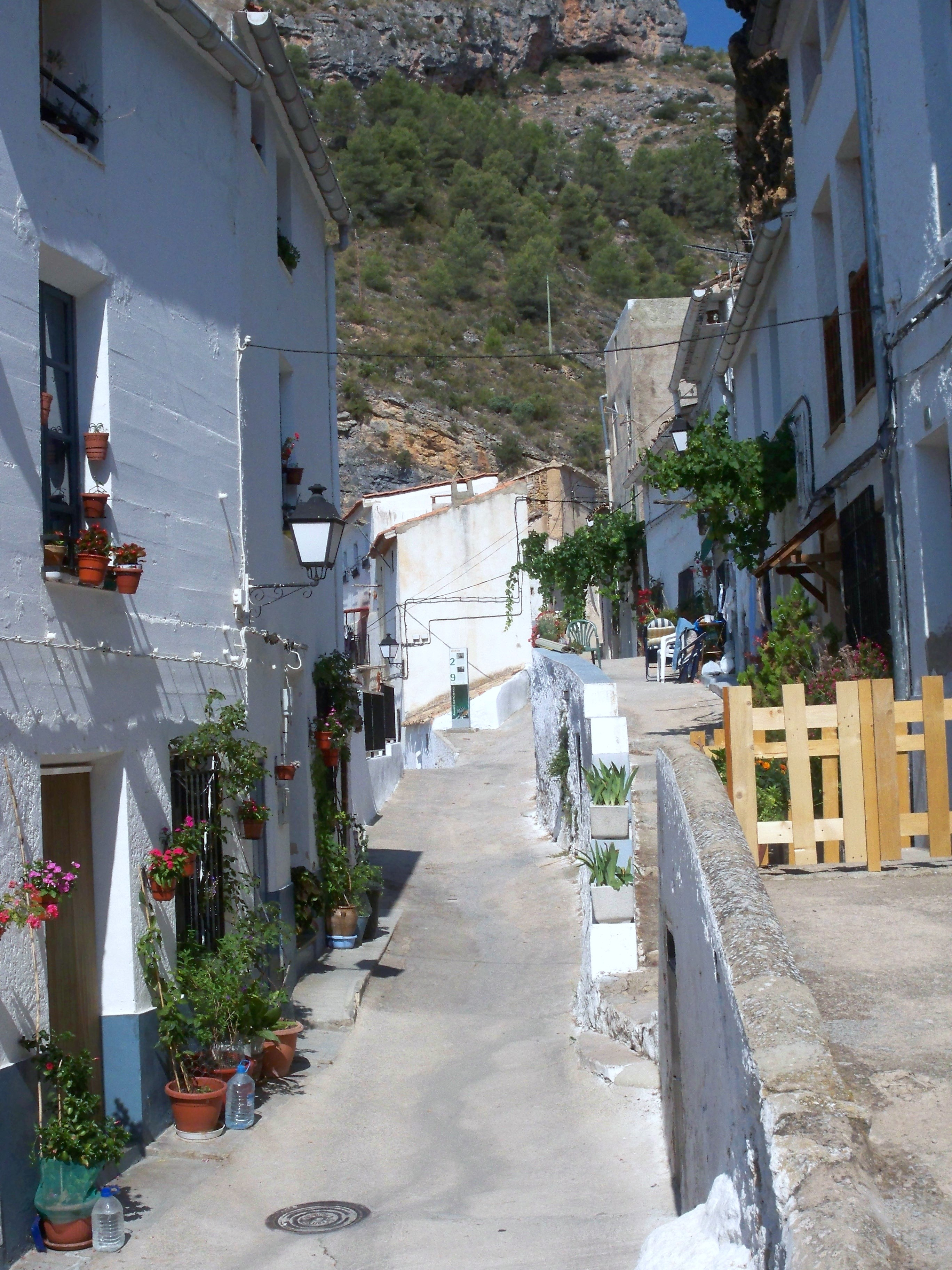
Calle Molinos, una de las más pintorescas de la localidad, famosa por acoger varias escenas de la película Amanece que no es poco

En octubre de 1986 hubo un intento de aprobar una serie de normas subsidiarias de planeamiento municipal, aunque finalmente no fueron ratificadas, por lo que, hasta la aprobación del plan de 2010, seguía vigente desde su aprobación en diciembre de 1979 el Plan de Delimitación de Suelo Urbano, aprobado por la Comisión Provincial de Urbanismo, ampliamente superado por la realidad actual.
El Plan de Ordenación Municipal (POM) de Molinicos, fue ratificado en mayo de 2010, y tiene como objeto la total ordenación del territorio comprendido dentro del término municipal de Molinicos, sustituyendo en su totalidad al planeamiento anterior.
Para potenciar el crecimiento de Molinicos, el nuevo POM creó nuevos sectores de suelo urbanizable para la creación de zonas residenciales en respuesta a la demanda de vivienda existente en el municipio.
También se proyectó la creación de nuevas zonas con destino industrial, puesto que en el planeamiento de 2010 no se destinaba suelo para tal fin. De igual forma, se establece una ordenación del suelo rústico, tanto estructural como detallada, con el fin de regular las actividades que se realizan en este tipo de terrenos, estableciendo zonas de especial protección, tanto ambiental, natural y cultural para proteger el patrimonio del municipio.
La superficie interior al perímetro de delimitación del suelo urbano alcanza una extensión de 487 480 m², que será ampliada hasta 621 706 m² aproximadamente.
Se plantea un aumento del suelo residencial, unido a un crecimiento de la población (desde los 1348 hasta los 2468 habitantes de hecho), puesto que se trataría de residencias de ocupación estacional (emigrantes que regresan a Molinicos en determinadas épocas, el turismo rural…), aunque también de primera vivienda, sobre todo en la población de Molinicos.
Según el último censo de población y vivienda, que data de 2001, en Molinicos existían 1030 viviendas, de las que las viviendas de segunda residencia suponen el 53 % del total de las mismas. Con este Plan de Ordenación Municipal se pretende la construcción de 1195 nuevas viviendas, en su mayoría destinadas a segunda residencia.

## Economía

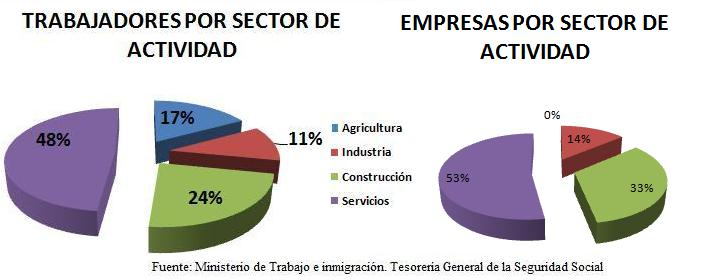
Estructura productiva de Molinicos

Tradicionalmente el municipio ha tenido como principal actividad económica todo lo relacionado con el sector primario, tanto ganadería y la agricultura, como el sector maderero. Hoy en día, la principal actividad del municipio es el sector servicios, gracias a la diversificación de la base económica, aunque la importancia de la agricultura sigue teniendo una fuerte presencia en el tejido productivo.
En la estructura productiva de Molinicos, mientras que el 35,12 % de los empleados son autónomos, el 64,88 % son trabajadores por cuenta ajena.
Por sectores, el sector servicios concentra a la mitad de todas las empresas del municipio, y también a la de los trabajadores, siendo este el sector que ha experimentado un mayor crecimiento en los últimos años (fundamentalmente debido al auge del turismo rural, con capacidad para más de 120 plazas). Por otro lado, se observa como la construcción sigue teniendo una fuerte consistencia en la economía de Molinicos, puesto que agrupa al 25 % de las empresas, y a más del 23 % de los trabajadores.
La industria es escasa en la zona de Molinicos, y de pequeñas dimensiones, siendo la totalidad de las mismas radicadas en el municipio de carácter manufacturero. No obstante cerca del 11 % de los asalariados del municipio, y del 14 % de las empresas se dedican a esta labor.
Por último, el sector agrícola ha sido el que mayores descensos ha sufrido, y aunque no existen empresas dedicadas a este sector en el municipio, en 2010 ocupaba al 17 % de los empleados, de ahí su importancia en la economía moliniqueña.
El paro sigue siendo mayoritariamente femenino, prueba de ello es que en 2007, mientras que en el ámbito masculino el paro afectaba al 4,9 % de esta población, en el femenino lo hacía al 10,5 % del mismo, año este de bonanza económica.

### Sector primario
El municipio de Molinicos cuenta con una amplia diversificación del sector primario, que emplea en menor o mayor tiempo a un importante porcentaje poblacíonal.
Agricultura

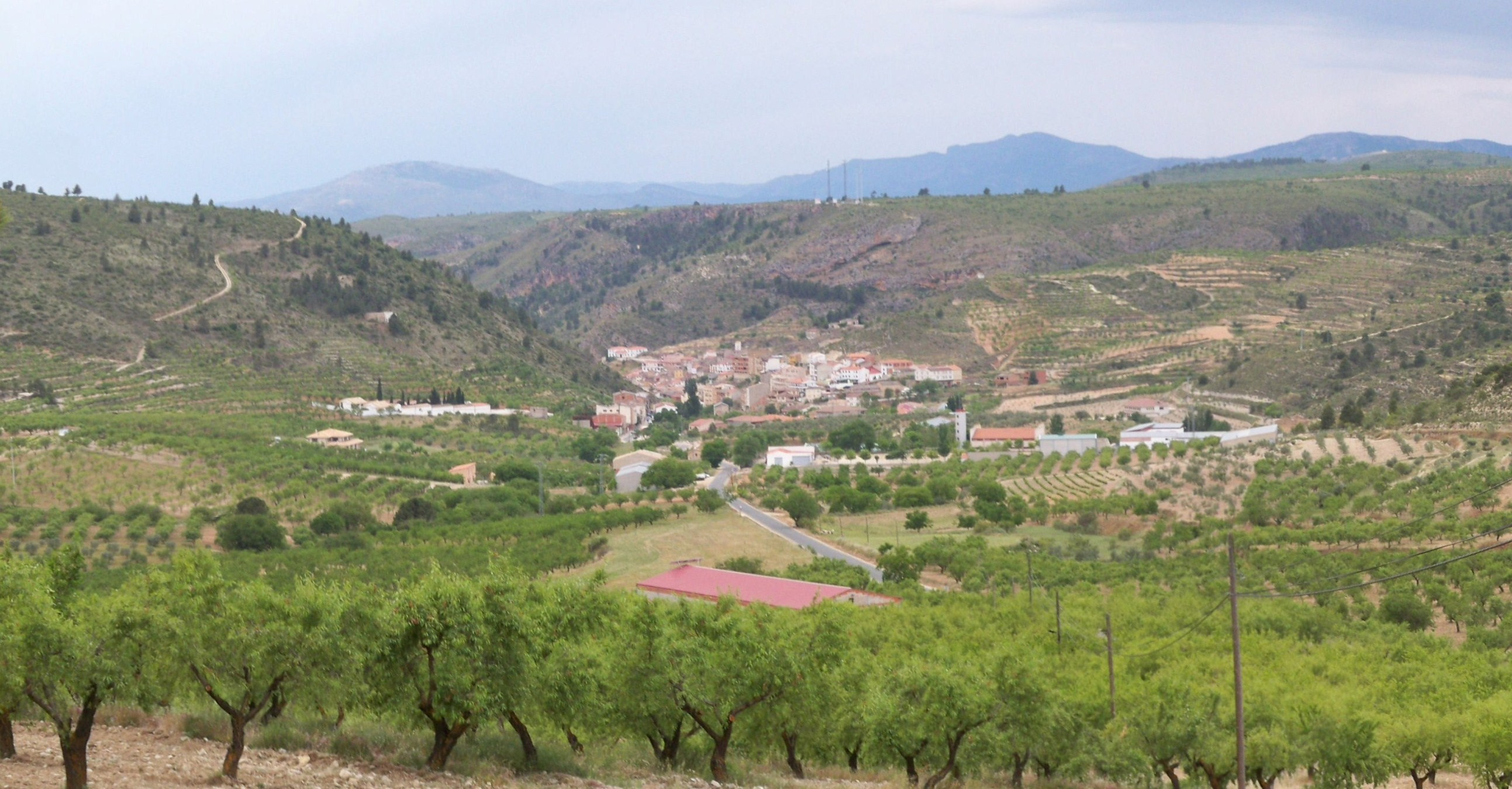
Almendros en el valle de entrada a Molinicos

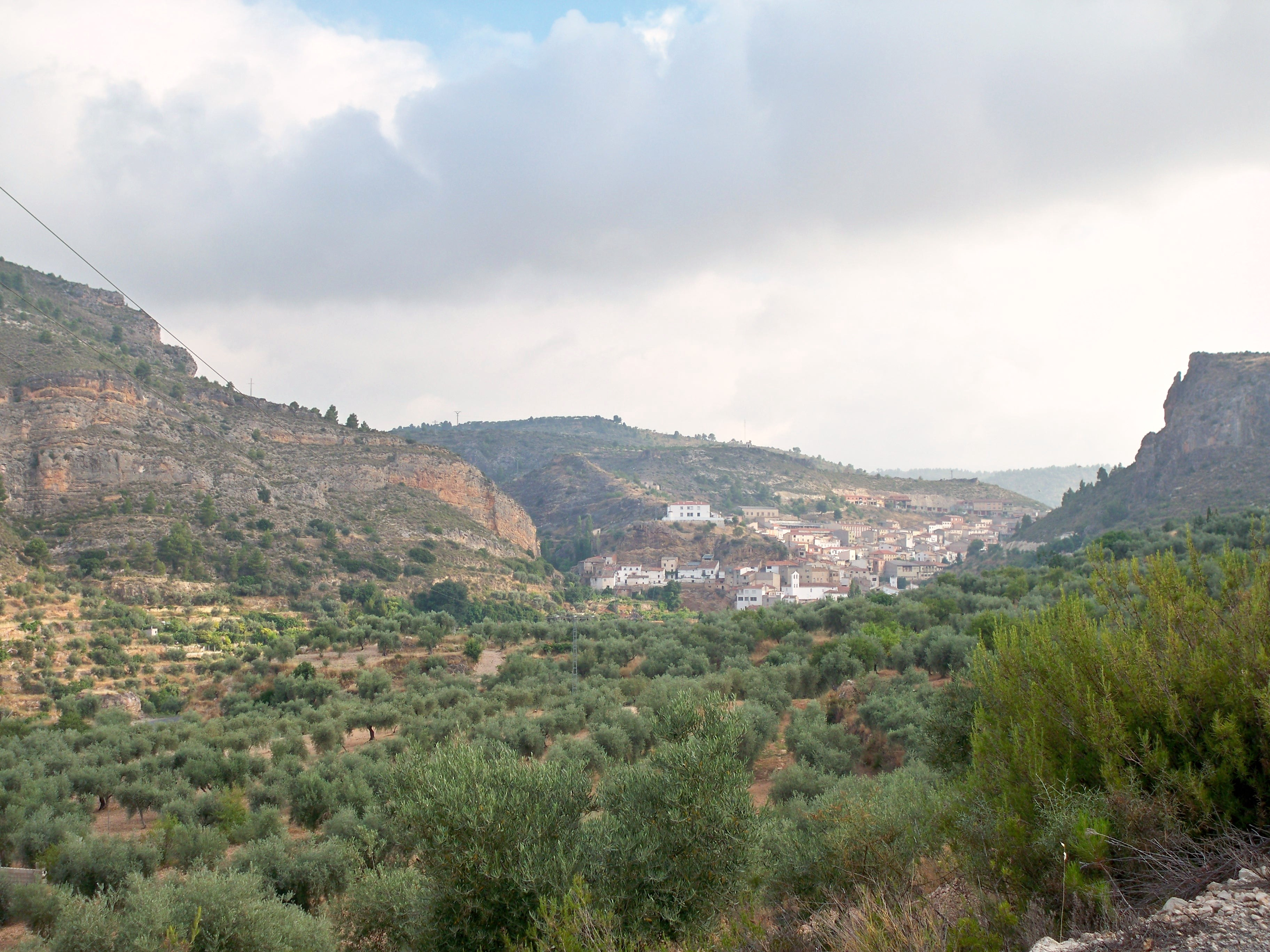
Casco antiguo de Molinicos rodeado de olivos

La mayoría de las explotaciones agrarias del municipio tienen un reducido tamaño, puesto que el 66,85 % de las explotaciones tienen entre 0,5 y 5 hectáreas, mientras que sólo un 1,67 % tienen más de 50 h. En su mayoría, estas pequeñas explotaciones están relacionadas con la horticultura de autoconsumo y se establecen en los aledaños de las poblaciones, proporcionando a los habitantes verduras y frutas de temporada.
Entre los cultivos, los más destacados son el olivar y el almendro, aunque también existen algunos cultivos de cereal y viñedo.
El olivar significa cerca del 30 % de las tierras labradas y cuenta con varias variedades de aceituna, siendo las más importantes la picual, cuquillo, manzanilla, cornicabra, gordal y una variedad autóctona de Molinicos que es llamada picolimón.
El cultivo tradicional del olivo tiene una dilatada historia en el municipio, aunque está dando paso a nuevas formas de cultivo como el ecológico, y prueba de ello es que se ha pasado de un importante número de almazaras existentes en el municipio a una moderna Cooperativa de carácter comarcal.
También es importante el cultivo del almendro, que ocupa cerca del 45,2 % de las tierras labradas, siendo el principal cultivo del mismo. En este caso, el número de variedades es mucho más amplio, aunque fundamentalmente se cultivan las variedades demayo largueta, marcona, desmayo rojo y guara. El cultivo del almendro es de reciente implantación en comparación con el del olivo, y data de mediados del siglo XX. Los nuevos métodos de cultivo y recolección están cambiando la mentalidad de los agricultores del municipio.
Antiguamente tuvo muchísima importancia para Molinicos el cultivo y posterior aprovechamiento del esparto, laderas enteras de montañas muestran dejan hoy testimonio de aquella importancia que llevó aparejada la construcción de toda una industria relacionada con el mismo. También todo lo relacionado con el cereal tuvo mucha importancia, siendo episodios memorables la siega y posterior trilla de las semillas.
Ganadería
La ganadería ha sido otra actividad que ha protagonizado la economía del municipio desde tiempos remotos. La principal actividad ganadera se encuentra relacionada con el sector ovino con un 77,62 % del total de las unidades ganaderas, seguidas del caprino, con un 10,69 % de las mismas. Molinicos se encuentra dentro de la zona de la I.G.P. (Indicación Geográfica Protegida) del Cordero Segureño.
El municipio cuenta con una de las cabañas apícolas más importantes de toda la provincia de Albacete, llegando a representar a mediados de los años 1990 cerca del 50 % del total de la misma. Se trata de una actividad muy tradicional que se encuentra en fase de modernización, aunque muy amenazada por las masivas importaciones de Asia.
Sector maderero
Si la ganadería y la agricultura han representado un importante elemento económico en Molinicos, el sector de la madera no se ha de quedar atrás, puesto que el 78 % de la superficie del municipio se encuentra ocupada por pastos con arbolado y especies forestales. Aunque no son de muy buena calidad, las mejores maderas de pino se encuentran en la zona de La Celada y Las Peraltas (noroeste y suroeste del municipio).
La madera era empleada fundamentalmente para elaborar cajas de embalaje, palos, leña, fabricación de carbón vegetal, y resina. El gremio de la carpintería moliniqueño hunde sus raíces en el siglo XIX, llegó a exportar a varios puntos de España, e incluso a la actual Burkina Faso en África, durante la expansión industrial de la segunda mitad del siglo XX. También hay varias carpinterías y serrerías en el municipio.

### Sector secundario

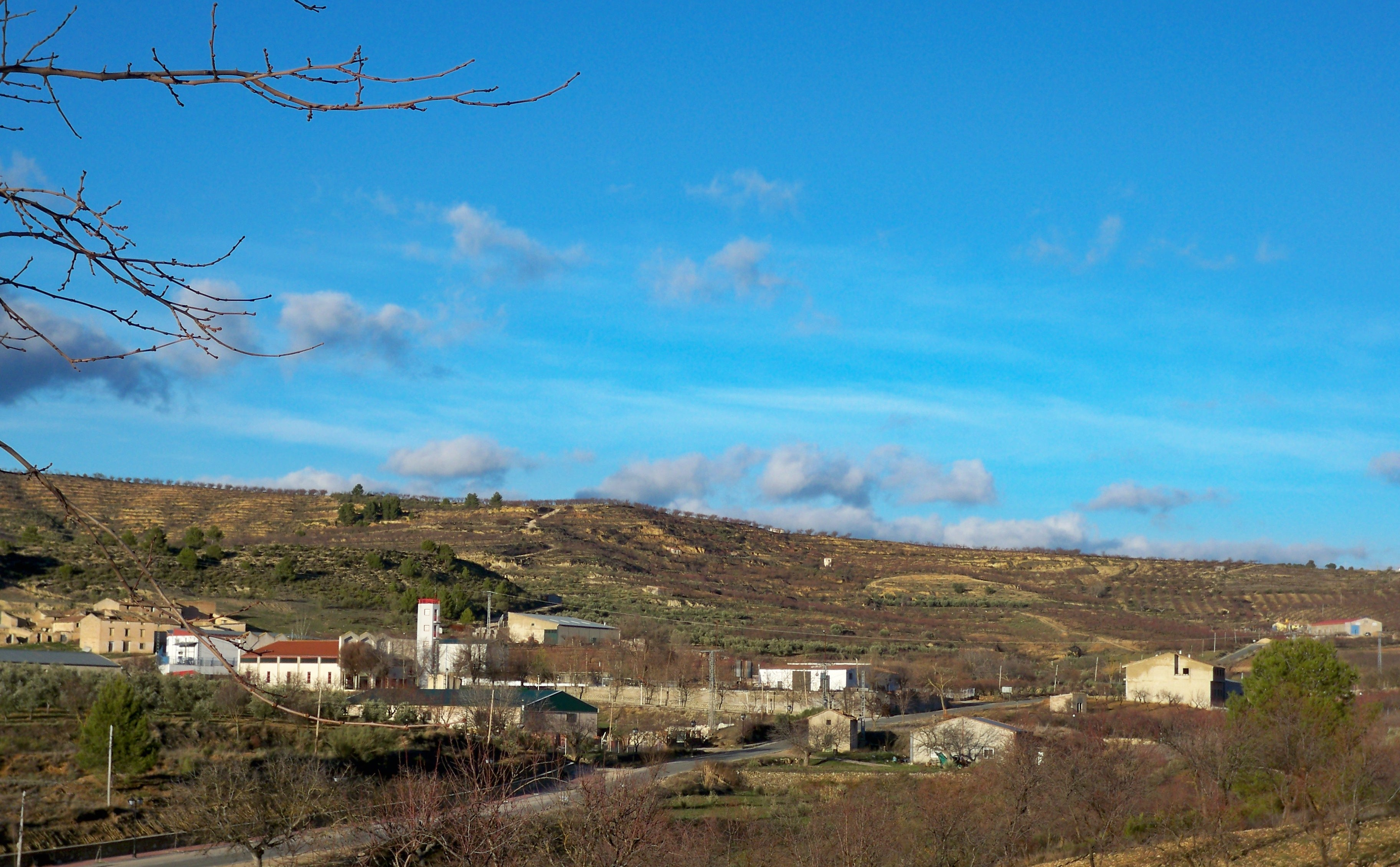
El Chotil, zona agroindustrial de Molinicos

La oferta de empleo del sector secundario en Molinicos se produce principalmente en la construcción y en la industria manufacturera. El sector de la construcción está muy desarrollado, y es muy importante desde el punto de vista del personal que contratan y desde el punto de vista del autoempleo. En este sector la movilidad es constante, por lo que muchas de estas empresas salen del municipio para realizar el trabajo.
Las industrias tradicionales en el municipio son de diversos tipos:
- Pequeña industria de tipo familiar o artesanal: Formada por pequeños talleres de carpintería metálica, fabricación artesanal de panadería, etc.
- Mediana industria de derivados agrícolas: Destinada a la elaboración y transformación de distintos productos agrícolas y ganaderos.
- Mediana industria no agrícola: Dentro de este apartado se encuentra la industria de materiales de construcción y forestal.

El número de industrias representa un 13,9 %, de las actividades económicas registradas en Molinicos. La industria se puede considerar especialmente centrada en el industria manufacturera. Este tipo de industria ofrece la importante característica de ser empresas de mayor plantilla; por lo tanto, es este sector el que emplea a más población (especialmente mujeres).
Destacan las industrias manufactureras, principalmente del sector agroalimentario, que también proporcionan una gran cantidad de puestos de trabajo. Entre ellas destacan una cooperativa comarcal que cuenta con productos relacionados con el campo, fundamentalmente aceite (convencional y ecológico) y productos como la miel, y un matadero industrial que fabrica carne y embutidos, y que distribuye su producción tanto dentro de la comarca, como en provincias limítrofes.
Según el Impuesto de Actividades Económicas, hay un total de 36 actividades industriales en la zona, de las cuales, 25 están relacionadas con el sector de la construcción, 9 a la industria manufacturera, principalmente agroalimentario (industria de pan y bollería, almazaras, matadero, etc) y forestal, 1 actividad relacionadas la extracción de áridos y otra dedicada a la transformación del metal. El nuevo P. O. M. de Molinicos contempla una zona a la entrada de la localidad de Molinicos destinada a concentrar las actividades industriales (polígono industrial).

### Sector terciario

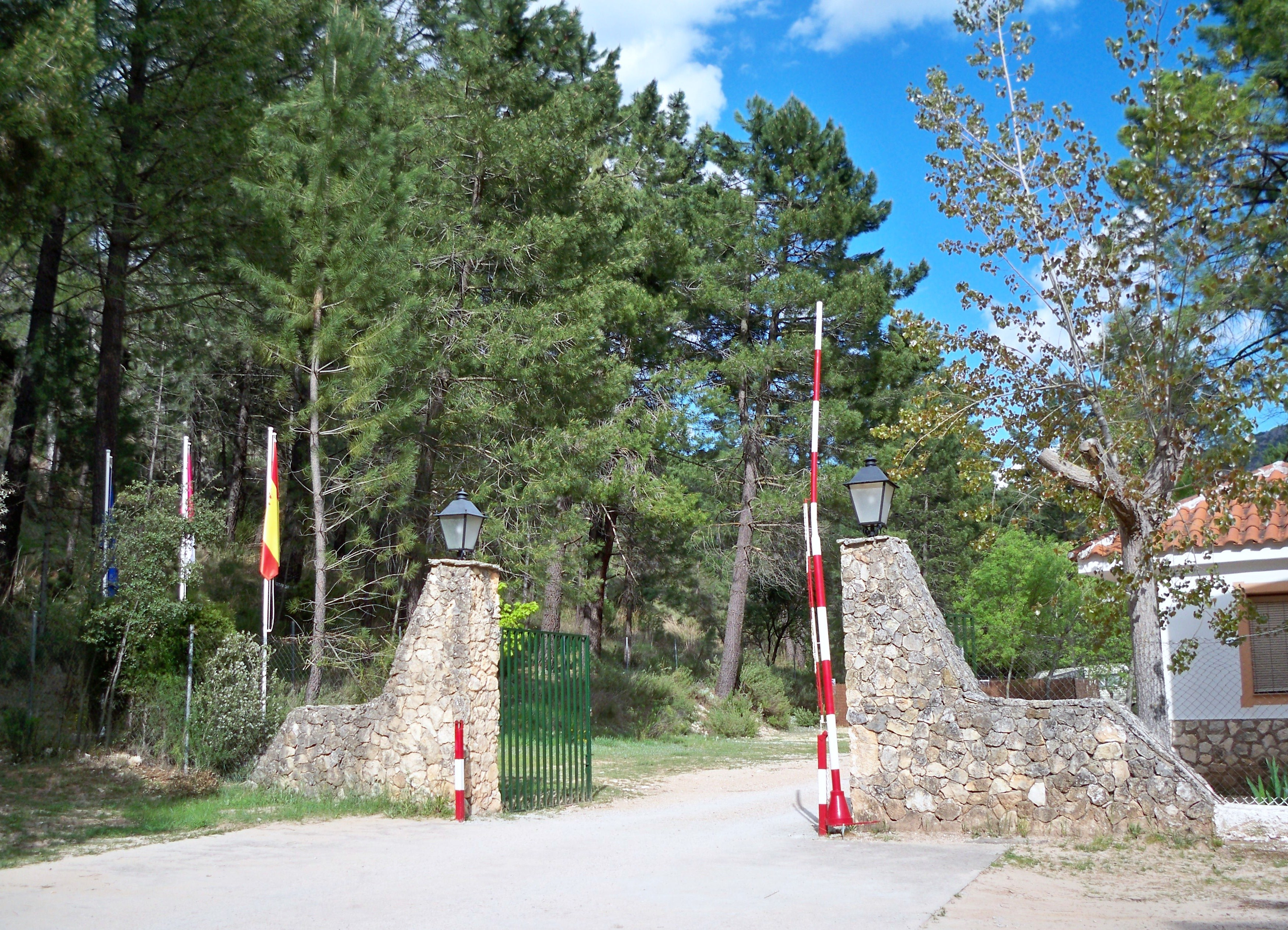
Entrada al Camping Río Mundo situado en la localidad moliniqueña de Mesones

El sector terciario está experimentando un gran crecimiento en todos los municipios de la Sierra del Segura debido al auge del turismo rural, entre otros factores, lo que ha propiciado la creación de varias empresas del sector servicios, bares, comercios, etc.
En Molinicos, el comercio desempeña un papel importante dentro de la actividad económica, ya que hay gran cantidad de ellos y de una gran variedad, considerándose que dentro del propio núcleo urbano la población está provista de gran cantidad de artículos sin necesidad de desplazarse para su adquisición a núcleos urbanos de mayor tamaño. Dentro del municipio, el conjunto de este sector está constituido por empresas de mantenimiento, establecimientos hosteleros y pequeños comercios, polo este último que agrupa la mayor parte de empresarios.
El patrimonio natural del que dispone el municipio y el auge del turismo rural, hacen que el turismo sea una potencial fuente de ingresos para explotar por el municipio.

## Administración y política

### Gobierno municipal

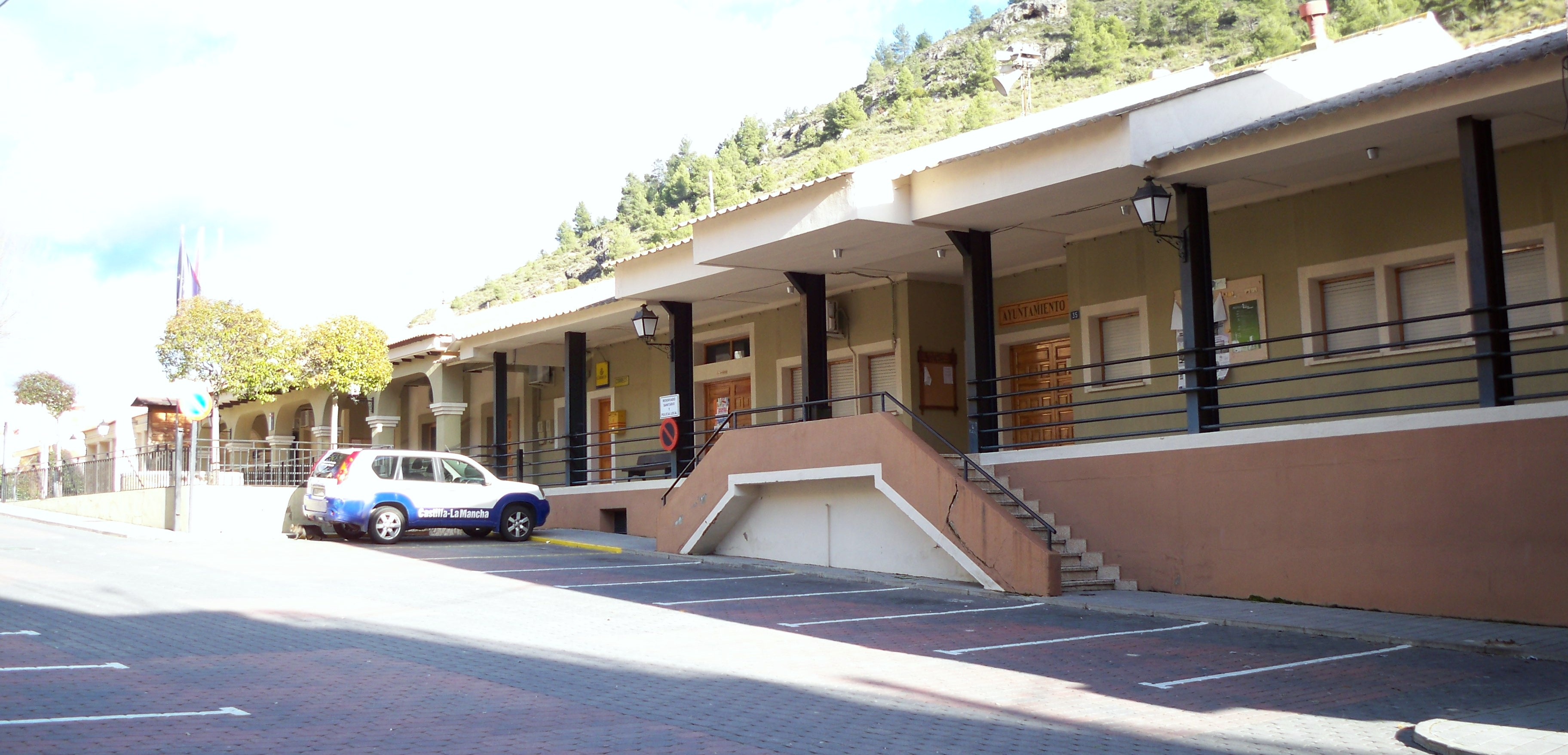
Ayuntamiento de Molinicos

En las elecciones municipales celebradas en mayo de 2015 la constitución del Ayuntamiento fue de 5 concejales pertenecientes al Partido Socialista (PSOE) y 2 al Partido Popular (PP). A consecuencia de dichos resultados, el pleno municipal eligió alcaldesa por 4 años a María Dolores Serrano Gutiérrez, del Partido Socialista.
La época de mayor inestabilidad política del municipio de Molinicos, desde la instauración de la democracia, se concentra en la segunda mitad de la década de 1980, cuando se producen varias dimisiones de ediles dentro del Consistorio.
| Periodo   | Nombre                          | Partido | Partido                                  |
| --------- | ------------------------------- | ------- | ---------------------------------------- |
| 1979-1983 | Amando García Sánchez           |         | Agrupación Unión de Aldeas (AUDA)        |
| 1983-1984 | Jesualdo Roldán García          |         | Partido Socialista Obrero Español (PSOE) |
| 1984-1987 | Amando García Sánchez           |         | Partido Socialista Obrero Español (PSOE) |
| 1987-1991 | José García Rodríguez           |         | Partido Socialista Obrero Español (PSOE) |
| 1991-2003 | Juan Mena García                |         | Partido Socialista Obrero Español (PSOE) |
| 2003-2015 | José González Osuna             |         | Partido Socialista Obrero Español (PSOE) |
| 2015-2023 | María Dolores Serrano Gutiérrez |         | Partido Socialista Obrero Español (PSOE) |

La política en el municipio de Molinicos ha estado presidida siempre por dos grandes partidos, aunque estos protagonistas han ido variando con el devenir de los resultados electorales.
Si tras la aprobación de la Constitución, el triplete formado por PSOE, UCD y la Agrupación Unión de Aldeas se repartían el total de los concejales disputados, la inesperada caída de UCD en las elecciones de 1983, propició que las elecciones fueran cosa de dos partidos, hecho que ha permanecido hasta la actualidad.
Los dos partidos, tanto PSOE como los independientes, rebautizando el partido como AIMA, volvieron a protagonizar las elecciones de 1983 y 1987, en donde los socialistas aumentaron la brecha que les separaba, logrando finalmente hacerse con el poder, situación que se ha repetido en los sucesivos comicios.
Esa dicotomía entre dos partidos cambió de protagonistas a partir de las elecciones de 1991, y con la caída de los independientes, dio paso a la lucha electoral entre el PSOE y el PP, que únicamente se alteró en 2003 por la vuelta a la escena política de los independientes, esta vez con MYA como iniciales, y también en las elecciones de 2011, en donde Amando García Sánchez, alcalde del municipio en la década de los 80, se presentó como cabeza de lista por las siglas ARM, Agrupación Electoral Río Mundo.
El papel del tercer partido ha sido crucial en algunos momentos, como ocurrió con el apoyo del PSOE a los independientes en las elecciones de 1979, con el fin de mantener un gobierno estable, aunque la mayoría del tiempo ha sido un papel secundario, caso de los partidos de la órbita de Alianza Popular en la década de 1980, o de Izquierda Unida en la década de 1990.
| Partido político                         | 2023  | 2023  | 2023       | 2019  | 2019  | 2019       | 2015  | 2015  | 2015       | 2011  | 2011  | 2011       | 2007  | 2007  | 2007       |
| Partido político                         | %     | Votos | Concejales | %     | Votos | Concejales | %     | Votos | Concejales | %     | Votos | Concejales | %     | Votos | Concejales |
| Partido Socialista Obrero Español (PSOE) | 80,86 | 486   | 6          | 86,29 | 535   | 6          | 65,29 | 427   | 5          | 58,56 | 465   | 6          | 67,95 | 547   | 6          |
| Partido Popular (PP)                     | 16,97 | 102   | 1          | 12,90 | 80    | 1          | 32,57 | 213   | 2          | 28,72 | 228   | 2          | 31,18 | 251   | 3          |
| Agrupación Electoral Río Mundo (ARM)     | –     | –     | –          | –     | –     | –          | –     | –     | –          | 11,34 | 90    | 1          | –     | –     | –          |

### Organización territorial
En el municipio existen dieciséis entidades singulares de población según el nomenclátor de 2014. No obstante, existen también numerosos caseríos o cortijos diseminados que son habitados de forma esporádica o que se utilizan para la realización de tareas agrícolas o ganaderas.
Casi todas las aldeas han perdido población, y algunas han desaparecido, como es el caso del de Casas del Enazar, Cortijo del Santo, Las Hermanas, Las Huertas, El Estrecho o El Montañés, entre otras. Solamente han resistido las localidades más grandes que incluso pierden población como es el caso de La Vegallera, Los Collados, El Pardal, Fuente-Higuera, Mesones y Los Alejos.

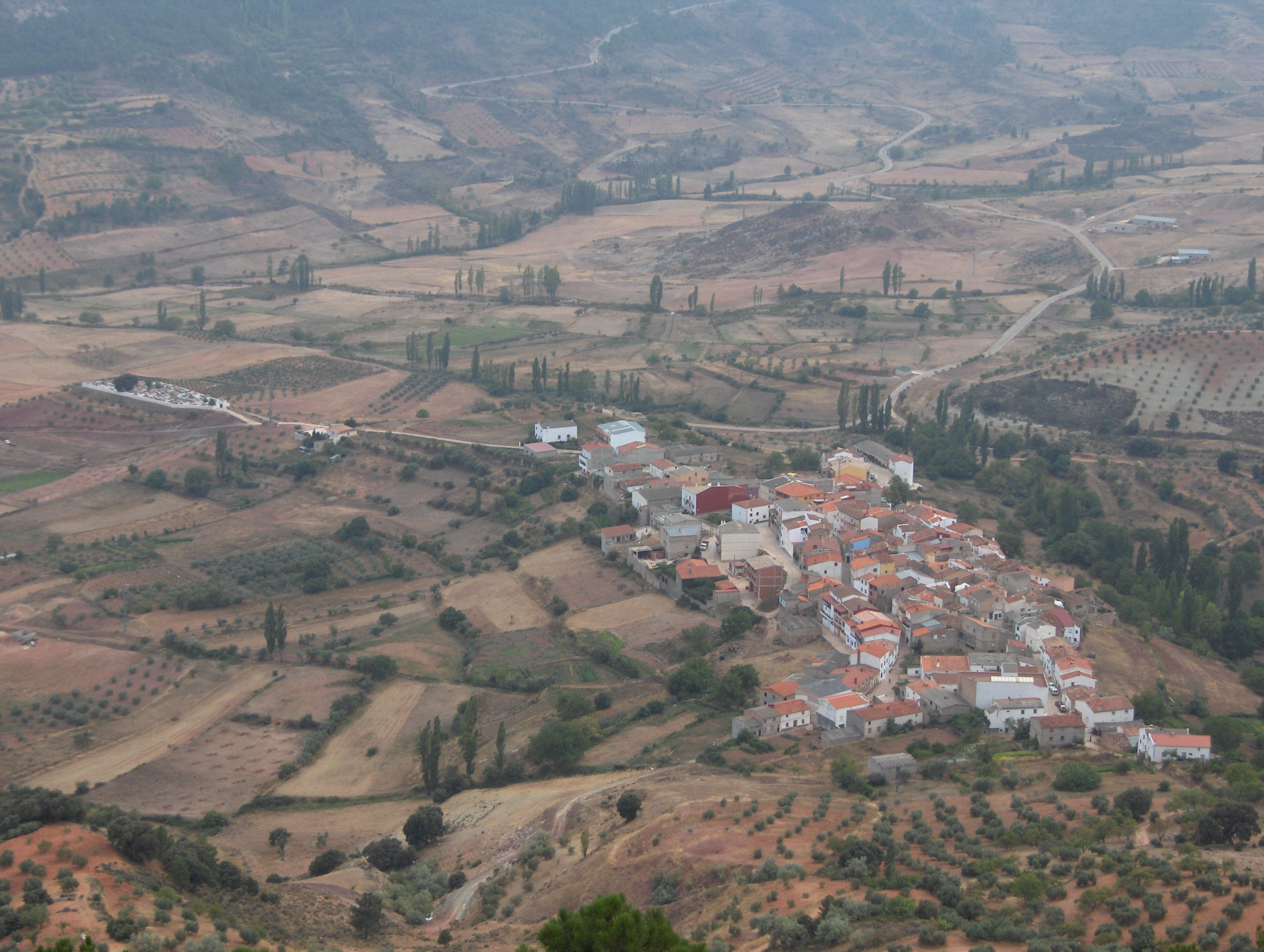
Panorámica de La Vegallera.
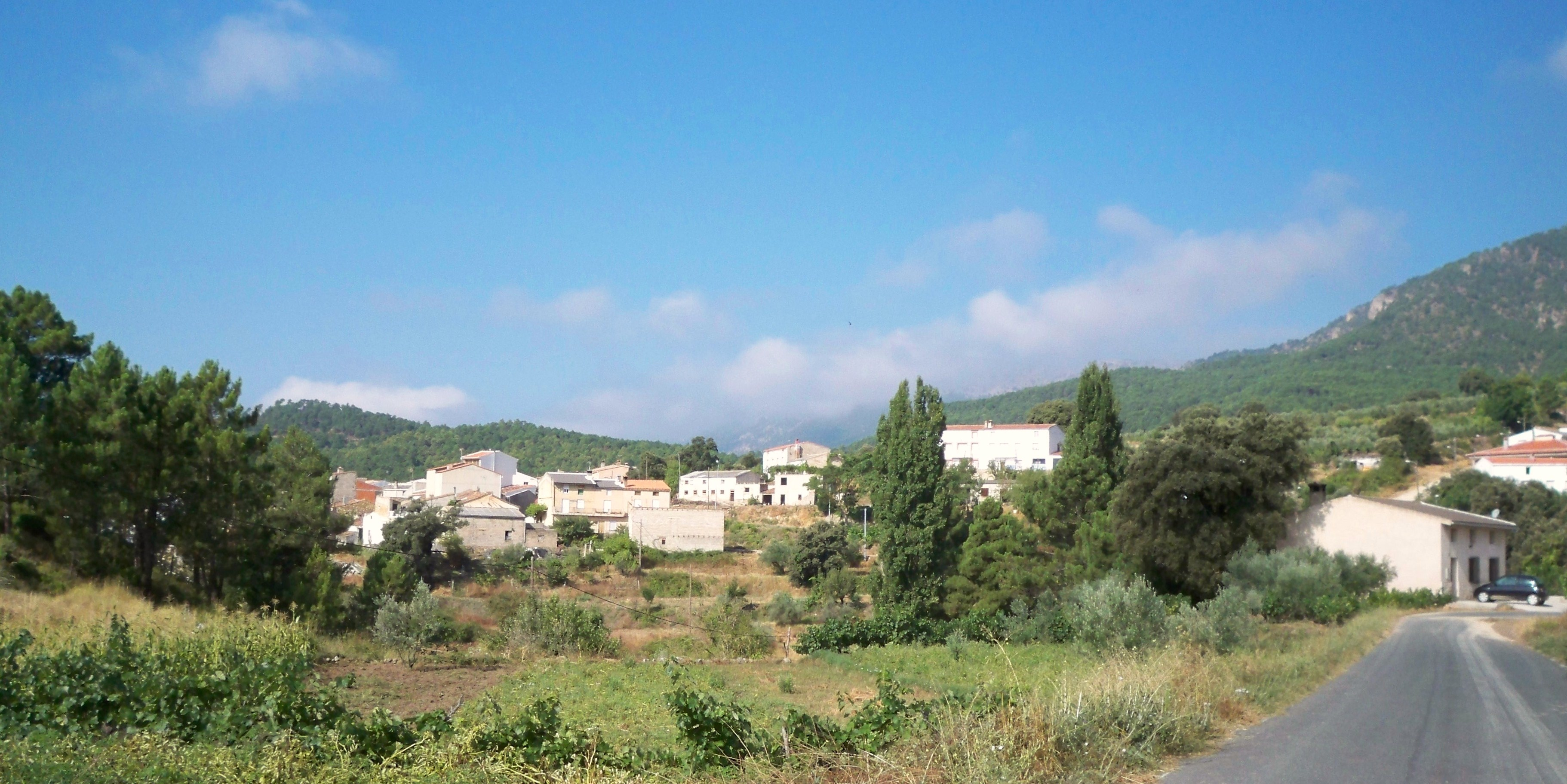
Vista de Los Collados.
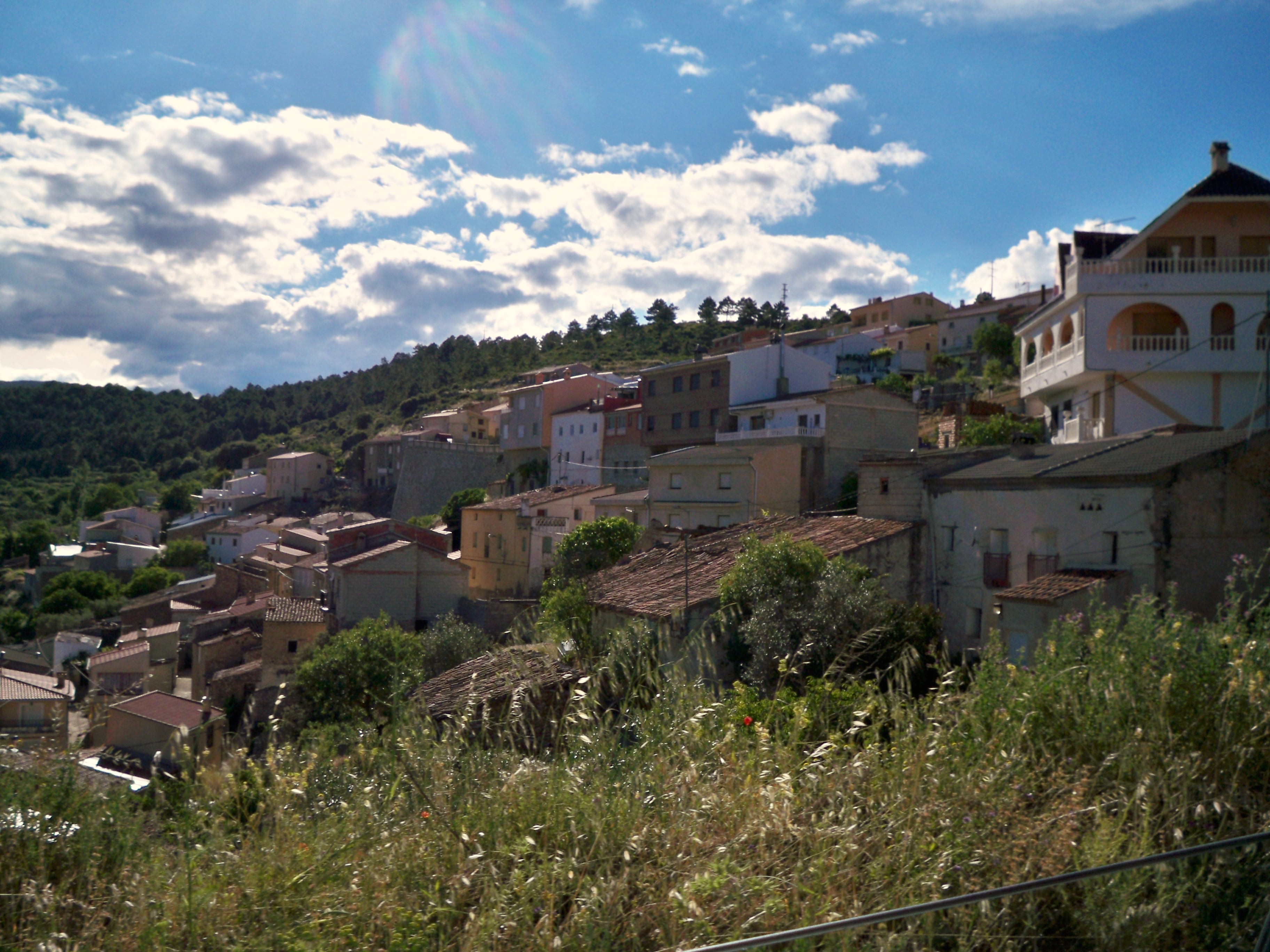
Imagen de El Pardal.
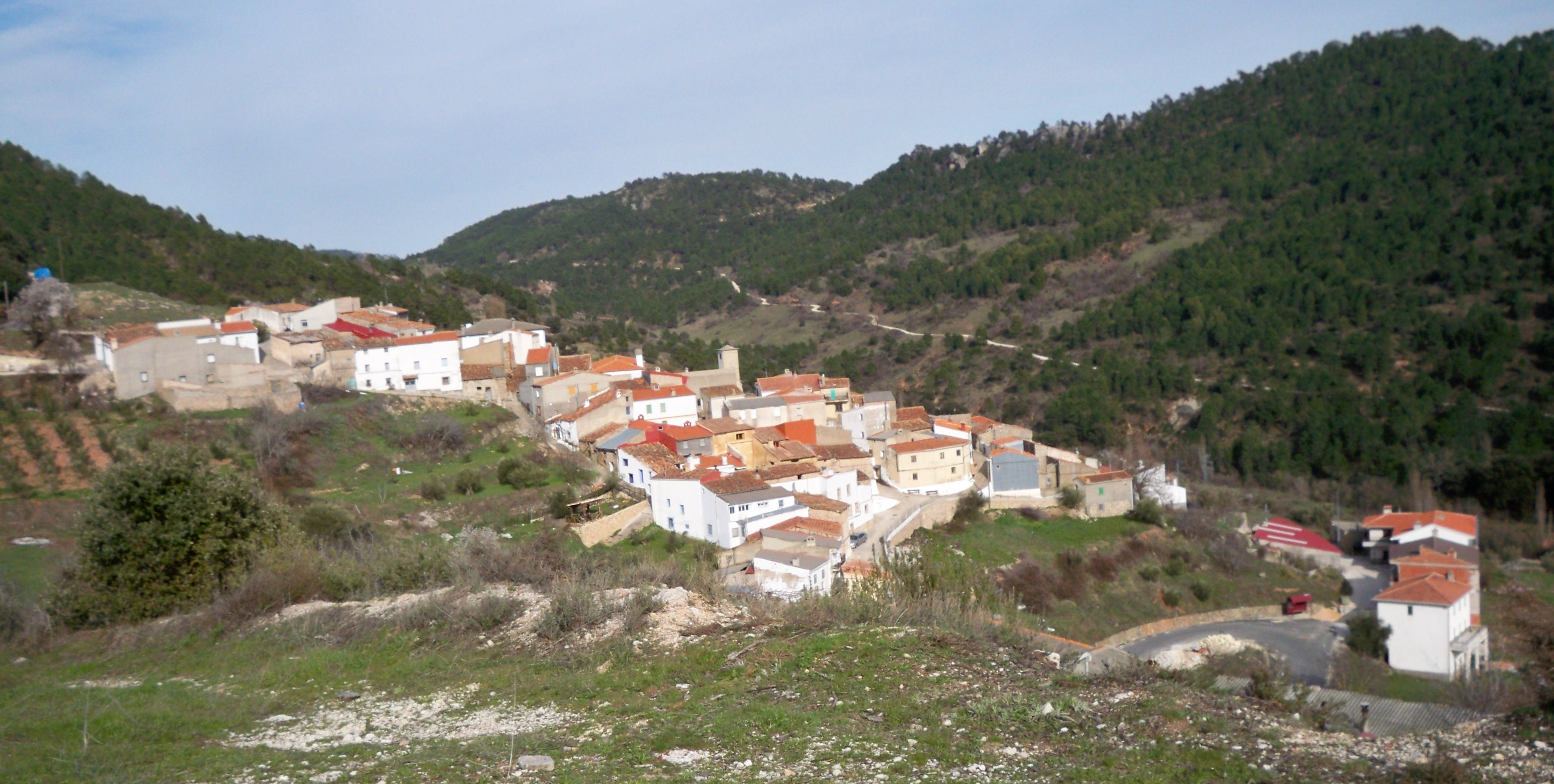
Fotografía de Cañada del Provencio.

| Nombre               | Categoría histórica | Altitud | Coordenadas                                | Distancia a la capital (en km) |
| -------------------- | ------------------- | ------- | ------------------------------------------ | ------------------------------ |
| Molinicos            | villa               | 823     | 38°59′44″N 01°51′21″O / 38.99556, -1.85583 | -                              |
| Los Alejos           | aldea               | 725     | 38°30′20″N 2°14′23″O / 38.50556, -2.23972  | 9,0                            |
| La Alfera            | aldea               | 780     | 38°30′07″N 2°17′7″O / 38.50194, -2.28528   | 13,0                           |
| Las Ánimas           | aldea               | 790     | 38°30′45″N 2°17′11″O / 38.51250, -2.28639  | 14,0                           |
| Cañada de Morote     | aldea               | 1050    | 38°28′45″N 2°17′14″O / 38.47917, -2.28722  | 5,0                            |
| Cañada del Provencio | aldea               | 1070    | 38°31′08″N 2°21′17″O / 38.51889, -2.35472  | 19,0                           |
| Los Collados         | aldea               | 1100    | 38°27′11″N 2°19′24″O / 38.45306, -2.32333  | 11,0                           |
| Fuente Carrasca      | aldea               | 1060    | 38°30′25″N 2°13′30″O / 38.50694, -2.22500  | 6,0                            |
| Fuente - Higuera     | aldea               | 970     | 38°29′38″N 2°14′28″O / 38.49389, -2.24111  | 5,0                            |
| Las Hoyas            | aldea               | 1050    | 38°28′32″N 2°16′00″O / 38.47556, -2.26667  | 5,0                            |
| Los Chóvales         | pedanía             | 1100    | 38°32′00″N 2°18′00″O / 38.53333, -2.30000  | 18,9                           |
| Mesones              | aldea               | 800     | 38°29′40″N 2°21′42″O / 38.49444, -2.36167  | 17,0                           |
| El Pardal            | aldea               | 1080    | 38°29′52″N 2°18′1″O / 38.49778, -2.30028   | 5,5                            |
| Pinilla              | aldea               | 990     | 38°30′18″N 2°13′11″O / 38.50500, -2.21972  | 4,2                            |
| El Quejigal          | aldea               | 780     | 38°30′30″N 2°18′24″O / 38.50833, -2.30667  | 17,0                           |
| Torre - Pedro        | aldea               | 980     | 38°27′01″N 2°16′00″O / 38.45028, -2.26667  | 6,0                            |
| La Vegallera         | aldea               | 1200    | 38°32′45″N 2°19′28″O / 38.54583, -2.32444  | 21,0                           |

### Instituciones públicas

Molinicos pertenece a la comunidad autónoma de Castilla-La Mancha

En el municipio existen organismos y entidades dependientes de todos los niveles en que está dividida la Administración Pública de España, desde el más cercano al ciudadano o Administración Local, pasando por la Administración Autonómica, hasta alcanzar el nivel superior o Administración General del Estado.
Administración local
El municipio de Molinicos se organiza políticamente a través de un Ayuntamiento de gestión democrática cuyos componentes se eligen cada cuatro años por sufragio universal. El censo electoral está compuesto por todos los residentes empadronados en Molinicos mayores de 18 años, de nacionalidad española, y de los demás ciudadanos de la Unión Europea. Según lo dispuesto en la Ley del Régimen Electoral General, que establece el número de concejales elegibles en función de la población del municipio, la corporación municipal de Molinicos está formada por 9 concejales.
Molinicos es uno de los municipios que cuenta con un Foro de Participación Ciudadana, que fue creado a finales de 2008 en virtud del programa Agenda 21, que aboga por el desarrollo sostenible de los municipios. Por ello, el Ayuntamiento ratificó en junio de 2004 la Carta de Aalborg.
Administración autonómica
La Consejería de Educación de la Junta de Comunidades de Castilla-La Mancha es la encargada de gestionar tanto al profesorado, como a los centros de enseñanza básica, así como el Centro de Educación de Adultos que hay en Molinicos. Siendo la Delegación Provincial de Educación de Albacete el organismo encargado de la coordinación a nivel provincial.
La Sanidad en Molinicos, también está gestionada por el SESCAM (Servicio de Salud de Castilla-La Mancha), cuyas competencias corresponden a la Consejería de Sanidad y Bienestar Social de la Junta de Comunidades. Molinicos se encuentra dentro de la Gerencia de Atención Primaria de Albacete, y de la Gerencia de Atención Especializada de Hellín.
El municipio de Molinicos cuenta con una Unidad de Gestión del SEPECAM (Servicio Público de Empleo de Castilla-La Mancha), y con un Agente de desarrollo local.
Administración judicial
En Molinicos hay un juzgado de paz ubicado en las dependencias del Ayuntamiento, cuya secretaría se ha unido a la de otros seis municipios, creando la Agrupación de Secretarías de Juzgados de Paz número 12 de Albacete.
El municipio de Molinicos perteneció durante varias décadas al ya extinguido partido Jjudicial de Yeste, que posteriormente sería integrado en su totalidad en el partido judicial de Hellín, número 4 de la provincia de Albacete, que agrupa a 13 municipios, y que atiende a cerca de 60 000 personas.

## Servicios

### Educación
En Molinicos existen dos colegios de educación primaria, que están agrupados en el C. R. A. de San José de Molinicos, anteriormente denominado colegio público de Molinicos. Además, en la Casa de la Cultura se encuentran el aula de educación para adultos, que ofrece formación académica para mayores de 18 años, y la Universidad Popular de Molinicos, que oferta cursos y charlas sobre los más diversos ámbitos. La parte educativa del municipio se completa con la biblioteca municipal, donde hay material en diverso formato y cuenta con un centro de internet, y la adhesión del mismo dentro del programa de la Universidad Rural Paulo Freire, que trata de afrontar y tomar conciencia del valor de la cultura rural.
| Tipo de centro                                     | Dirección                                     |
| -------------------------------------------------- | --------------------------------------------- |
| CRA San José                                       | Molinicos, avenida de la Guardia Civil, 15    |
| Colegio público de educación primaria de Vegallera | La Vegallera, 11                              |
| Centro de Educación Personas Adultas               | Casa de la Cultura de Molinicos, C/ Mayor,35  |
| Universidad Popular                                | Casa de la Cultura de Molinicos, C/ Mayor, 35 |

### Sanidad

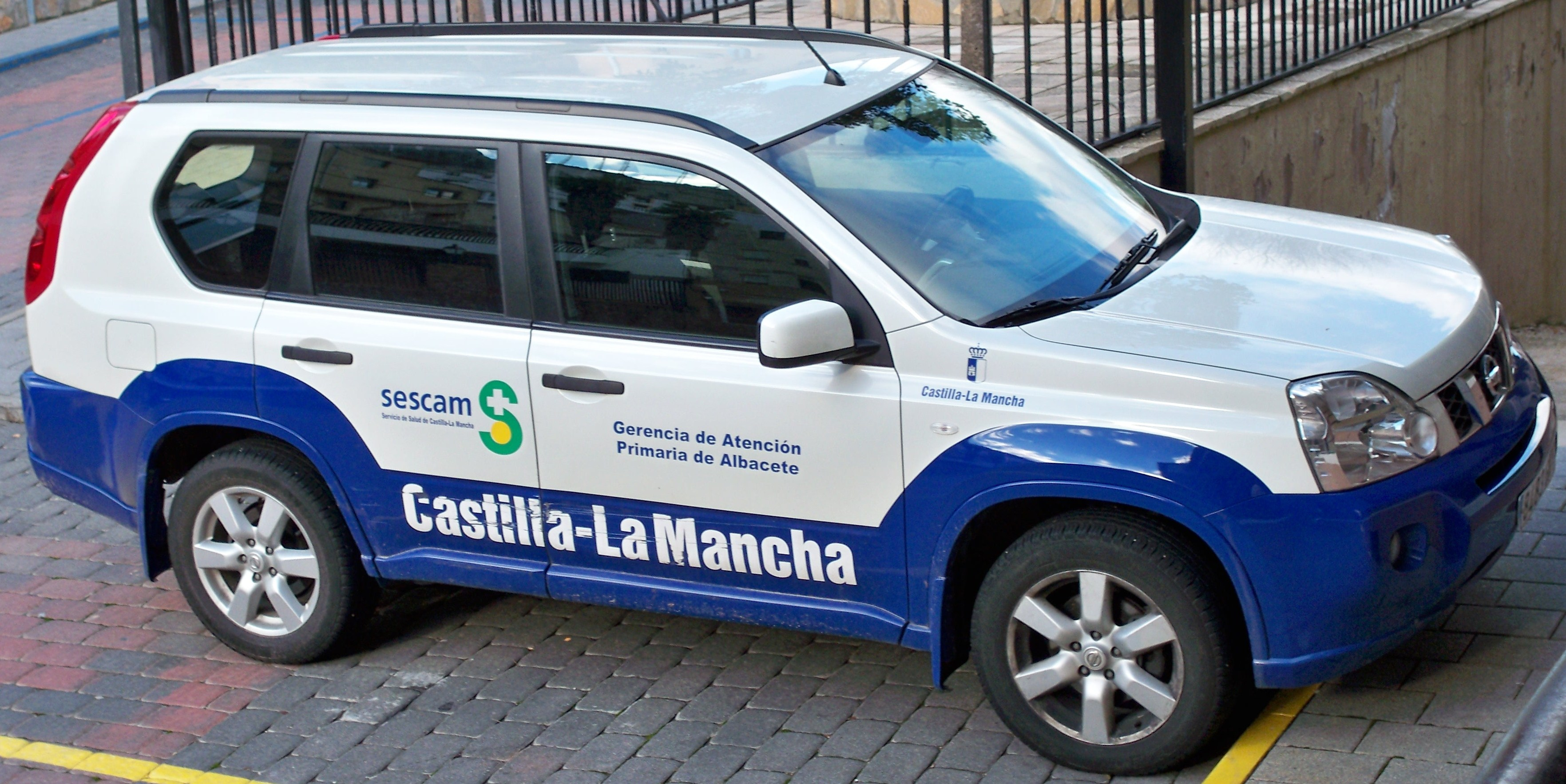
Vehículo adaptado a la alta montaña del Sescam destinado en Molinicos

Dentro del término municipal de Molinicos hay once consultorios médicos, que se encuentran incluidos en la demarcación del Hospital Comarcal de Hellín, siendo gestionados por el Servicio de Salud de Castilla-La Mancha (SESCAM). El Consultorio de Salud de Molinicos cuenta con servicio de urgencias 24 horas, y varios facultativos que coordinan la labor en los diferentes centros auxiliares. Además, en la localidad existe una farmacia situada en la calle Nueva.
| Tipo de centro                              | Dirección                                    |
| ------------------------------------------- | -------------------------------------------- |
| Consultorio de salud de Molinicos           | Molinicos, C/ Mayor 23.                      |
| Consultorio auxiliar “Los Alejos”           | Los Alejos                                   |
| Consultorio auxiliar “La Alfera”            | La Alfera                                    |
| Consultorio auxiliar “Las Ánimas”           | Las Ánimas                                   |
| Consultorio auxiliar “Cañada del Provencio” | Cañada del Provencio                         |
| Consultorio auxiliar “Los Collados”         | Los Collados                                 |
| Consultorio auxiliar “Fuente - Higuera”     | Fuente - Higuera                             |
| Consultorio auxiliar “Mesones”              | Mesones                                      |
| Consultorio auxiliar El Pardal              | El Pardal                                    |
| Consultorio auxiliar Torre - Pedro          | Torre - Pedro                                |
| Consultorio auxiliar Vegallera              | La Vegallera                                 |
| Hospital Comarcal de Hellín                 | C/ Juan Ramón Jiménez, s/n Hellín (Albacete) |

.

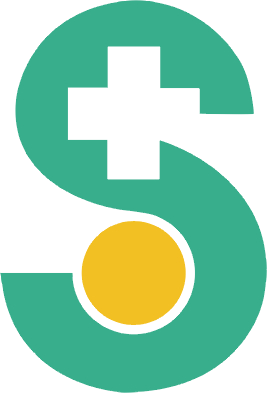
Logotipo del SESCAM

El Hospital Comarcal de Hellin atiende a una población cercana a las 65 000 personas de varios municipios de la zona sur de la provincia de Albacete, entre ellos el de Molinicos.
También en el término de Molinicos hay cuatro cementerios (Molinicos, La Vegallera, El Pardal y Cañada del Provencio), y próximamente se inaugurará un tanatorio de carácter municipal.
Dentro la organización del Ayuntamiento figuran como competencias municipales, según el artículo 42 de la Ley General de Sanidad donde dispone qué, los Ayuntamientos, sin perjuicio de las competencias de las demás Administraciones Públicas, tendrán las siguientes responsabilidades mínimas en asuntos relacionados con la Sanidad:
- Control sanitario del medio ambiente: Contaminación atmosférica, abastecimiento de aguas, saneamiento de aguas residuales, residuos urbanos e industriales.
- Control sanitario de industrias, actividades y servicios, transportes, ruidos y vibraciones.
- Control sanitario de edificios y lugares de vivienda y convivencia humana, especialmente de los centros de alimentación, peluquerías, saunas y centros de higiene personal, hoteles y centros residenciales, escuelas, campamentos turísticos y áreas de actividad físico deportivas y de recreo.
- Control sanitario de la distribución y suministro de alimentos perecederos, bebidas y demás productos, directa o indirectamente relacionados con el uso o consumo humanos, así como los medios de su transporte.
- Control sanitario de los cementerios y policía sanitaria mortuoria.

### Servicios sociales
El Ayuntamiento de Molinicos cuenta con una OMIC (Oficina Municipal de Información del Consumidor) que ofrece sus servicios desde el Consistorio, siendo Molinicos cabecera del área de los Servicios Sociales de la Diputación Provincial de Albacete que agrupa a seis municipios, y atiende a una población de cerca de 5600 personas. El área de los Servicios Sociales del municipio, gestiona servicios, programas y actuaciones que tratan de dar respuesta a las necesidades y demandas de los ciudadanos, priorizando actuaciones sobre aquellos sectores de población más desfavorecidos.
El Hogar del Jubilado, que se encuentra en la Casa de la Cultura, acoge gran número de personas mayores, donde disfrutan de la tranquilidad en sus instalaciones y al mismo tiempo se realizan diversos actos y actividades recreativas.
Está prevista la próxima inauguración de la residencia de ancianos San José, con una capacidad para 30 personas, que se ha ubicado en la antigua residencia de estudiantes de la avenida de la Guardia Civil.

### Seguridad ciudadana

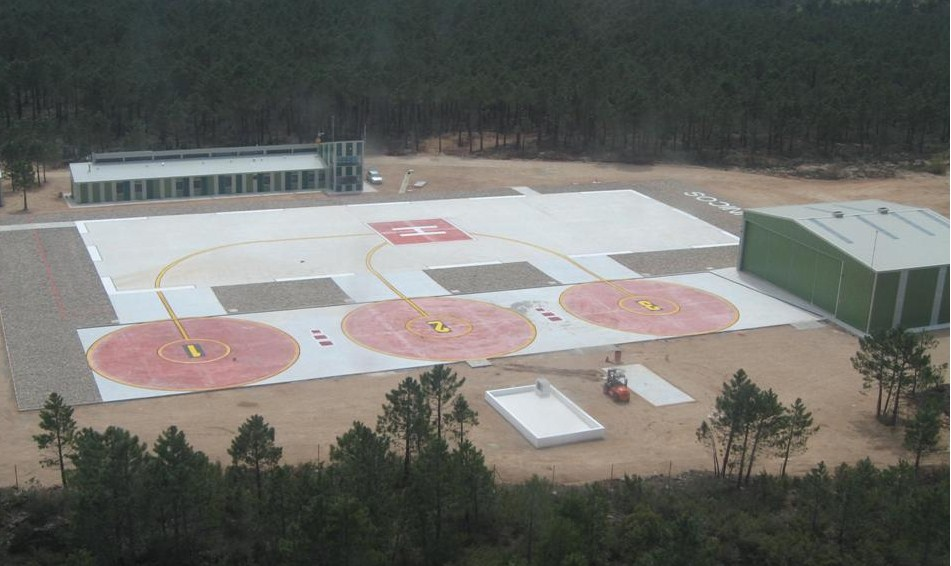
Centro Comarcal de Emergencias en la Base Aérea de Cañadillas (Fuente-Higuera)

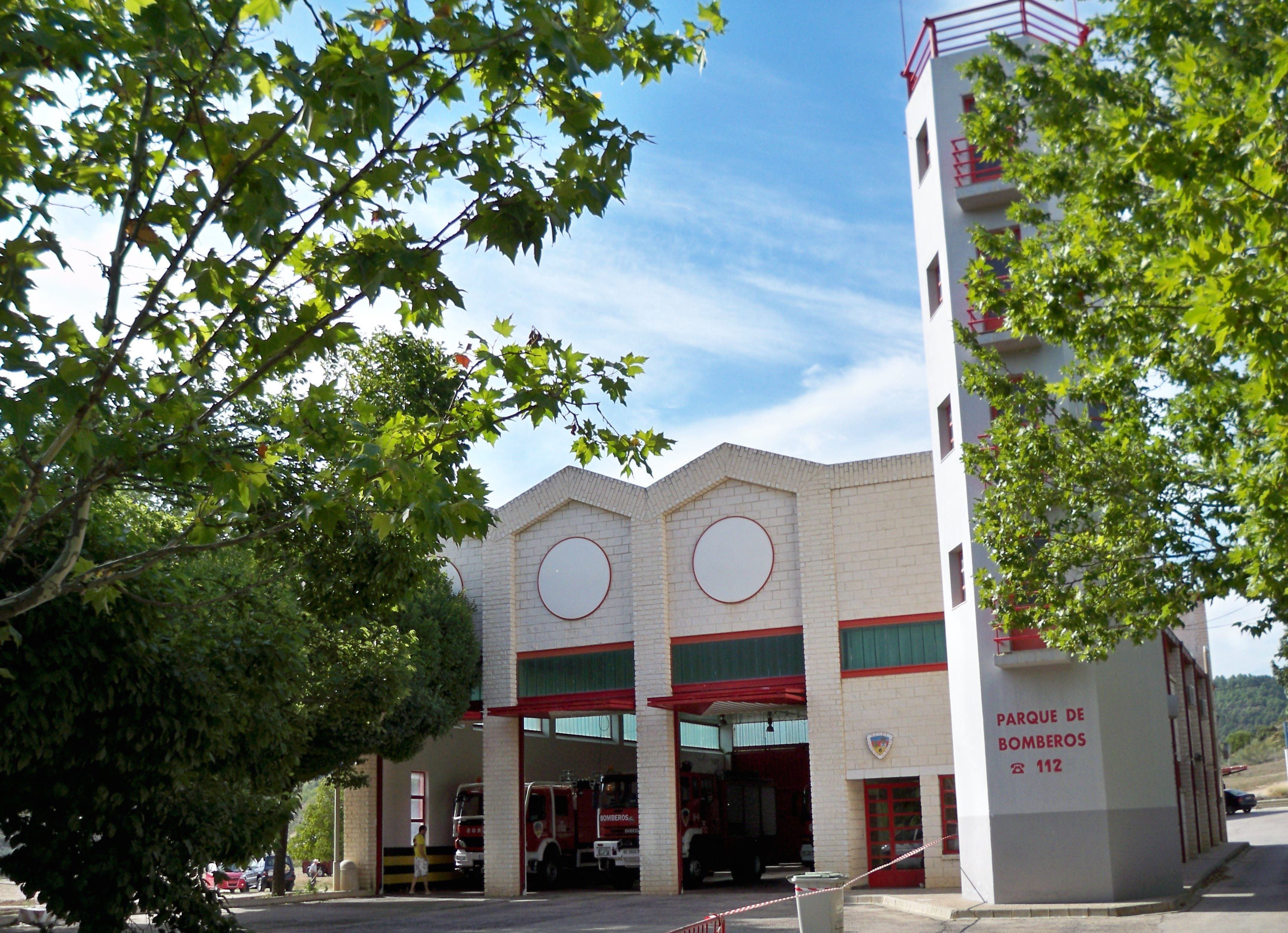
Parque Comarcal de Bomberos de Molinicos del SEPEI

La dotación de Policía municipal y la de Guardia Civil, con que cuenta Molinicos, soluciona todos los problemas de pequeña delincuencia que pueda haber, y de mantener el orden en las aglomeraciones de personas que se producen en las festividades más señaladas.
Molinicos cuenta con una Casa cuartel de la Guardia Civil, situada en la calle del mismo nombre, que se encuadra en la compañía de Hellín, dependiente de la Comandancia de Albacete.
Además, Molinicos cuenta con una agrupación de voluntarios de Protección Civil, que presta sus servicios ante el requerimiento de las autoridades en casos de emergencia, o como control en festividades y eventos de interés general. Sus orígenes se remontan a 2005 cuando se aprueba su reglamento.
Dentro del municipio, concretamente en la base aérea de Cañadillas situada en Fuente-Higuera, se sitúa el Centro Comarcal de Emergencias de la sierra del Segura, albergando un helipuerto con capacidad para tres naves, con una superficie de más de 8000 m²; un hangar con 544 m², con un equipo mecánico para cada helicóptero, y el edificio principal que tiene una superficie de 560 m².
En dicho edificio hay una estancia para los pilotos, otra para los brigadistas, con su propia cocina, un gimnasio, dos vestuarios, una sala de usos múltiples (para dar formación e información) y la sala del emisorista, que cuenta con una red de comunicaciones que opera con doble banda, la aérea y la terrestre, desde la que se puede controlar todo el helipuerto.
Además tiene un generador eléctrico, para que la base pueda operar aunque falle el suministro, un sistema de abastecimiento de agua potable, calefacción de biomasa y un gran depósito de agua para que los helicópteros puedan cargarse en caso de haber un incendio (compuesto por 24 especialistas, dos responsables helitransportados y dos técnicos), y un hangar.
En el municipio también existe un parque de bomberos de zona, dentro de los servicios especiales de prevención y extinción de incendios (SEPEI) de la Diputación de Albacete. El parque de Molinicos, situado en la carretera de Albacete, atiende a 12 685 personas de ocho municipios del sureste de la provincia, con una superficie aproximada de 1475,70 km². Dicho parque, cuenta con un jefe de parque de zona, tres cabos de jefe de turno y quince bomberos.

### Abastecimiento
Electricidad

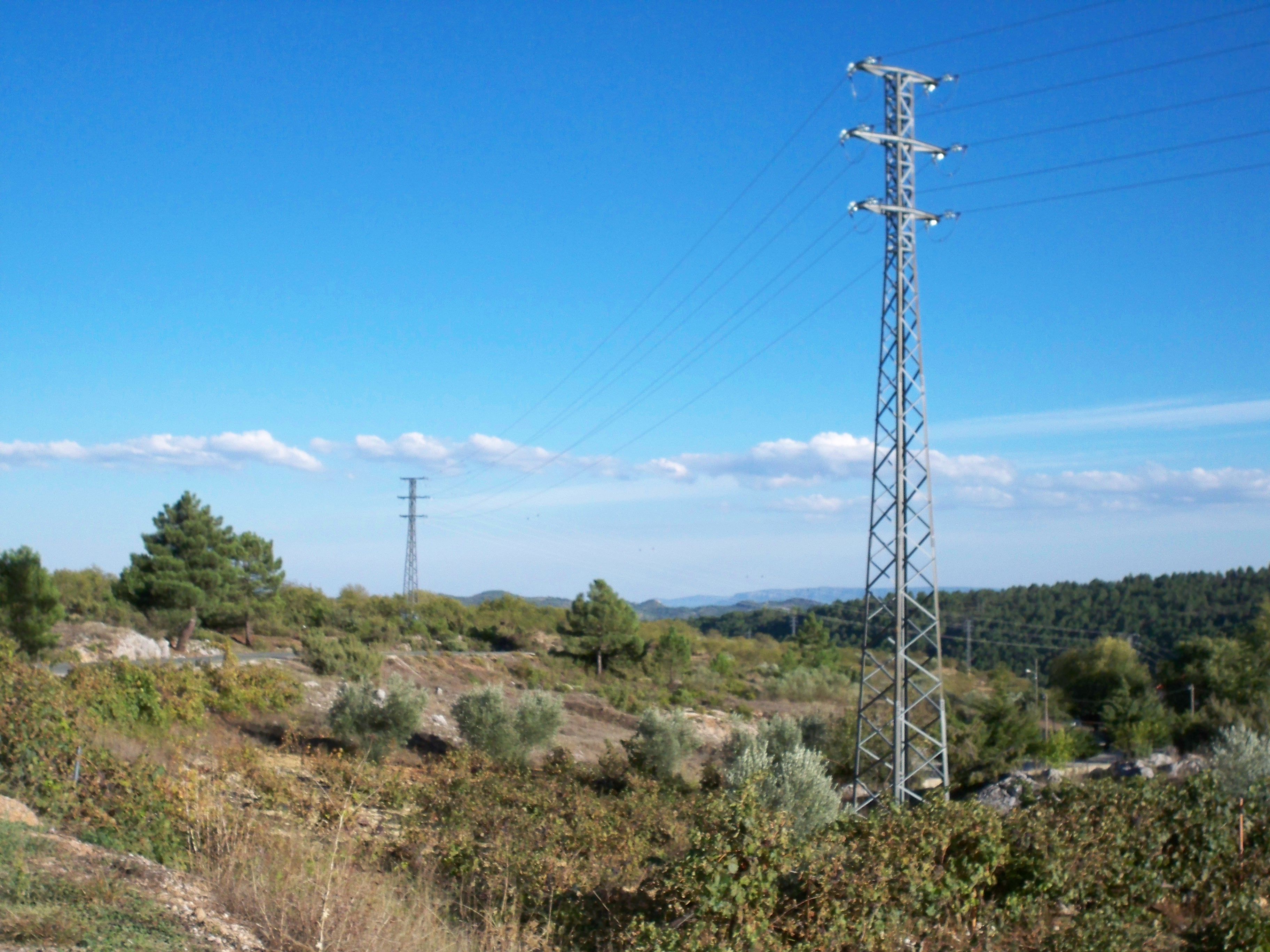
Línea eléctrica cercana a El Pardal

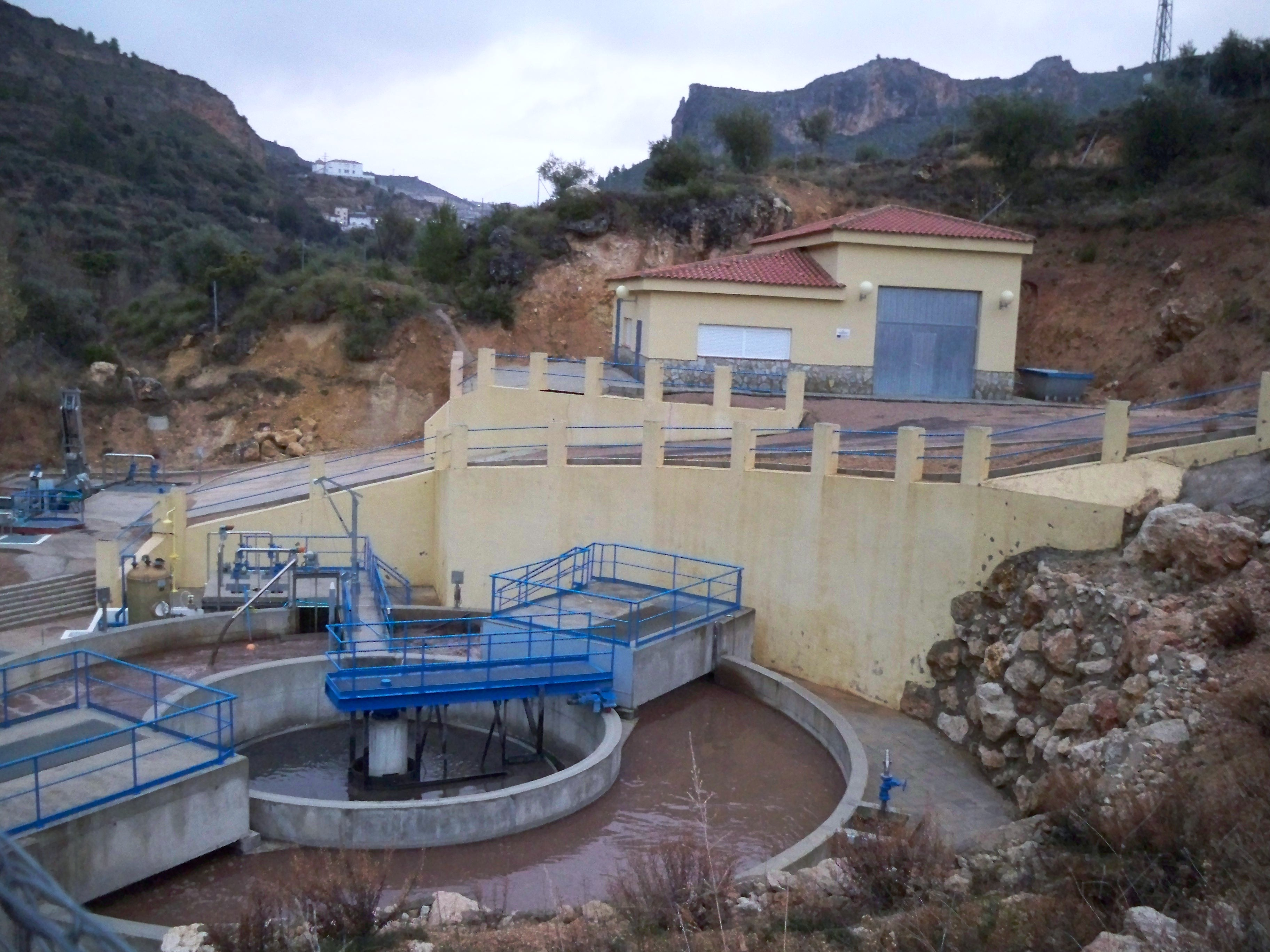
Parte de la EDAR de Molinicos en el paraje de la Era del Llano

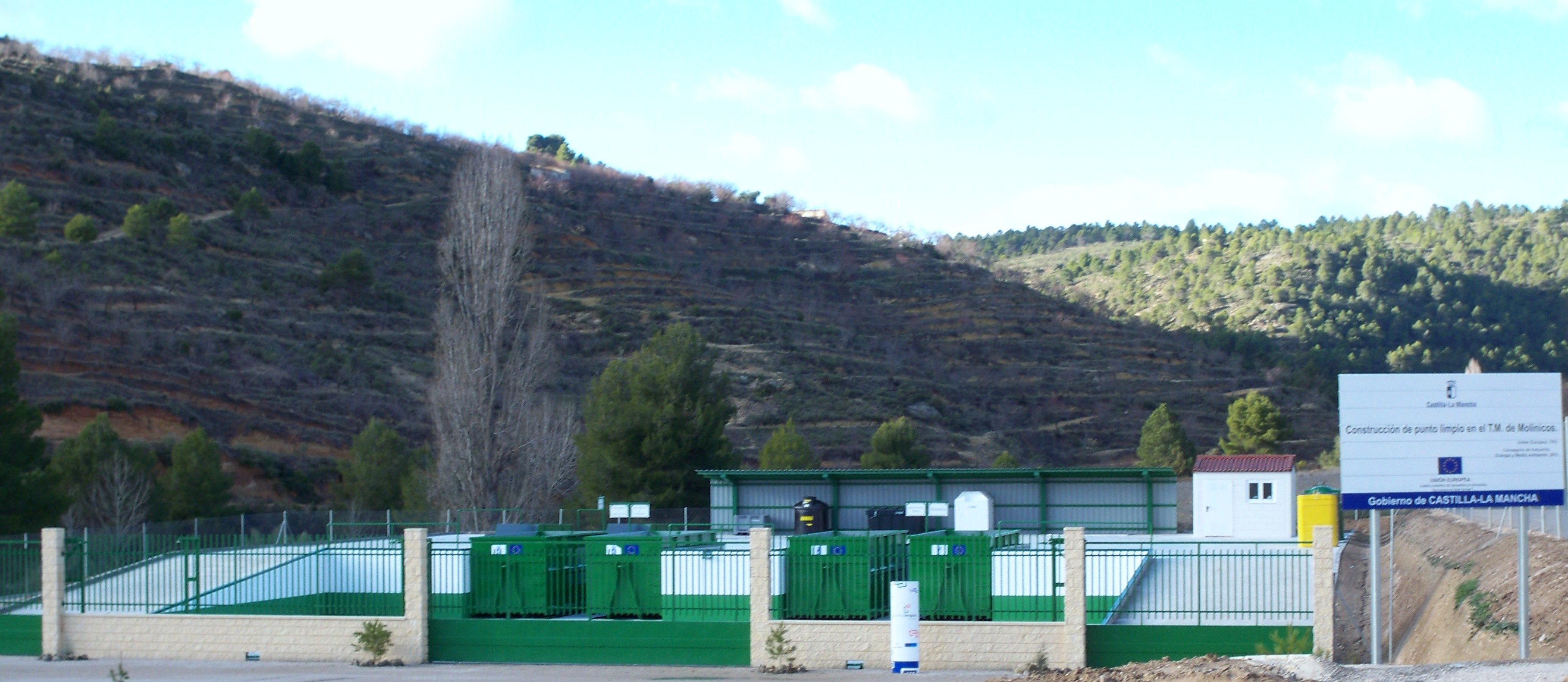
Punto Limpio de Molinicos

El suministro de electricidad lo realiza Iberdrola mediante veinte centros de transformación distribuidos por todo el término municipal, que transforman un total de 1470 kW, y que les da servicio eléctrico.
Agua potable
La titularidad y gestión del abastecimiento de agua potable corresponde al Ayuntamiento o a los propios vecinos dependiendo del núcleo del que se trate. Existen una serie de depósitos de agua con capacidad para cerca de 2 000 000 litros que abastecen al municipio en su totalidad, no obstante varios de estos depósitos se interconectan entre sí. El único tratamiento que se le da es la cloración, de la cual se encarga el Ayuntamiento. La calidad del agua es buena, controlándose periódicamente.
Aguas residuales
Hay una estación depuradora de aguas residuales en la localidad de Molinicos, dimensionada para la población, en temporada alta y para una previsión de 25 años, de 1000 habitantes. Además se está estudiando la posibilidad de dotar a varias poblaciones del municipio de EDAR's adaptadas a sus necesidades.

### Residuos urbanos
La recogida de los residuos sólidos urbanos se lleva a cabo por la Mancomunidad Sierra del Segura. La recogida es selectiva, trasladándose a la estación de transferencias de Hellín, haciéndose diariamente en el núcleo principal, y en las demás localidades se realiza en días alternos.
También se ha proyectado la creación de un punto limpio para el municipio por parte de la Consejería de Industria, Energía y Medio Ambiente de la Junta de Comunidades de Castilla-La Mancha.

### Transporte y comunicaciones
Regulación del tráfico urbano
El artículo 7 de la Ley sobre Tráfico, Circulación y Seguridad Vial (aprobada por RDL 339/1990) atribuye a los municipios unas competencias suficientes para permitir, entre otras, la inmovilización de los vehículos, la ordenación y el control del tráfico y la regulación de sus usos.
Parque de vehículos de motor
El municipio de Molinicos cuenta con un parque total de vehículos de 949, según un estudio del Instituto de Estadística de Castilla-La Mancha con datos de 2010.
| Tipo de vehículo                            | Cantidad |
| ------------------------------------------- | -------- |
| Turismos                                    | 455      |
| Camiones y furgonetas                       | 245      |
| Autobuses                                   | 1        |
| Motocicletas                                | 52       |
| Tractores industriales                      | 4        |
| Ciclomotores                                | 151      |
| Otros vehículos (remolques y semiremolques) | 41       |
| Total                                       | 949      |

Vías de comunicación
El municipio de Molinicos es atravesado de este a oeste por la CM-412, que ejerce como eje vertebrador del municipio, así como de toda la Sierra del Segura, contando con dos aforos en Molinicos, que dan unos datos aproximados de 1000 vehículos día (996 y 1033 respectivamente), de los que el 90 % son vehículos ligeros, y el 10 % pesados.
| Identificador | Origen - Destino                 | Observaciones                                                                |
| ------------- | -------------------------------- | ---------------------------------------------------------------------------- |
| A-30          | Albacete-Cartagena               | 55 Hellín enlace CM-412                                                      |
| A-31          | Madrid-Albacete-Alicante         | 145 Almansa-Montealegre del Castillo enlace CM-412                           |
| A-32          | Bailen-Linares-Albacete          | Proyecto de desdoblamiento de la N-322                                       |
| N-322         | Bailen-Albacete-Requena          | Reolid                                                                       |
| C-415         | Ciudad Real-Alcaraz-Murcia       | Antigua carretera que coincide con el tramo CM-412 Riópar-Elche de la Sierra |
| CM-412        | Riópar-Molinicos-Hellín          | Vistas panorámicas de interés                                                |
| CM-3203       | Albacete-Ayna-Elche de la Sierra | Elche de la Sierra enlace CM-412                                             |
| CM-3204       | Siles (Jaén)-Riópar Molinicos    | Vistas panorámicas de interés                                                |
| CM-3206       | Yeste-Elche de la Sierra         | Vistas panorámicas de interés                                                |
| CM-3216       | Alcaraz-Riópar                   | Vistas panorámicas de interés                                                |

El municipio de Molinicos tiene una red de carreteras de carácter local que dan acceso a todas las poblaciones, así como una densa red de carriles y caminos rurales.

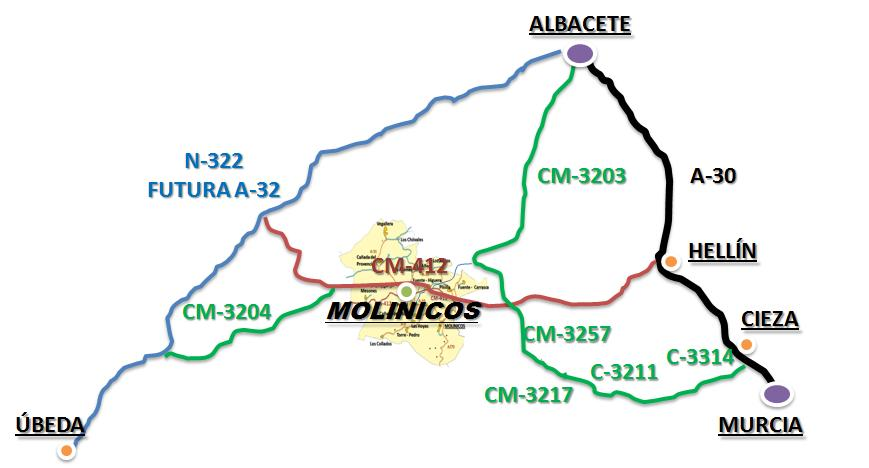
Principales vías de acceso a Molinicos.
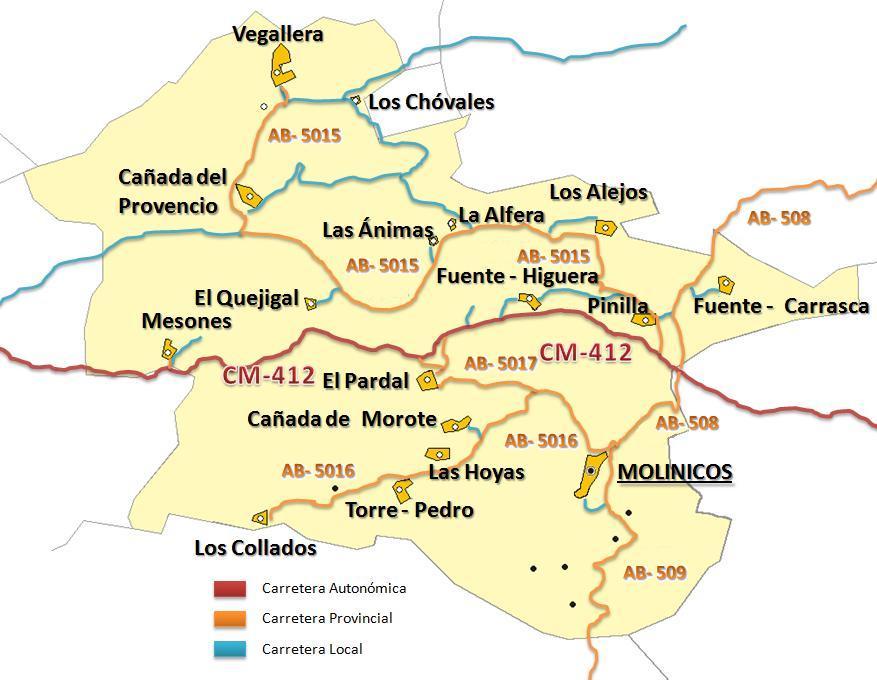
Mapa de carreteras del municipio de Molinicos.

Distancias
Molinicos se encuentra en pleno corazón de la sierra del Segura, en la parte meridional de la provincia de Albacete, a medio camino entre Andalucía, La Mancha y el Levante español.
| Ciudades    | Distancia (km) | Ciudades | Distancia (km) | Ciudades    | Distancia (km) | Ciudades | Distancia (km) |
| ----------- | -------------- | -------- | -------------- | ----------- | -------------- | -------- | -------------- |
| Albacete    | 91             | Toledo   | 266            | Ciudad Real | 189            | Cuenca   | 230            |
| Guadalajara | 326            | Madrid   | 304            | Hellín      | 55             | Almansa  | 131            |
| Murcia      | 138            | Valencia | 243            | Alicante    | 181            | Jaén     | 198            |
| Barcelona   | 589            | Sevilla  | 413            | Bilbao      | 689            | Zaragoza | 487            |
| La Coruña   | 897            | Lisboa   | 711            | París       | 1444           | Roma     | 1985           |

Transporte público

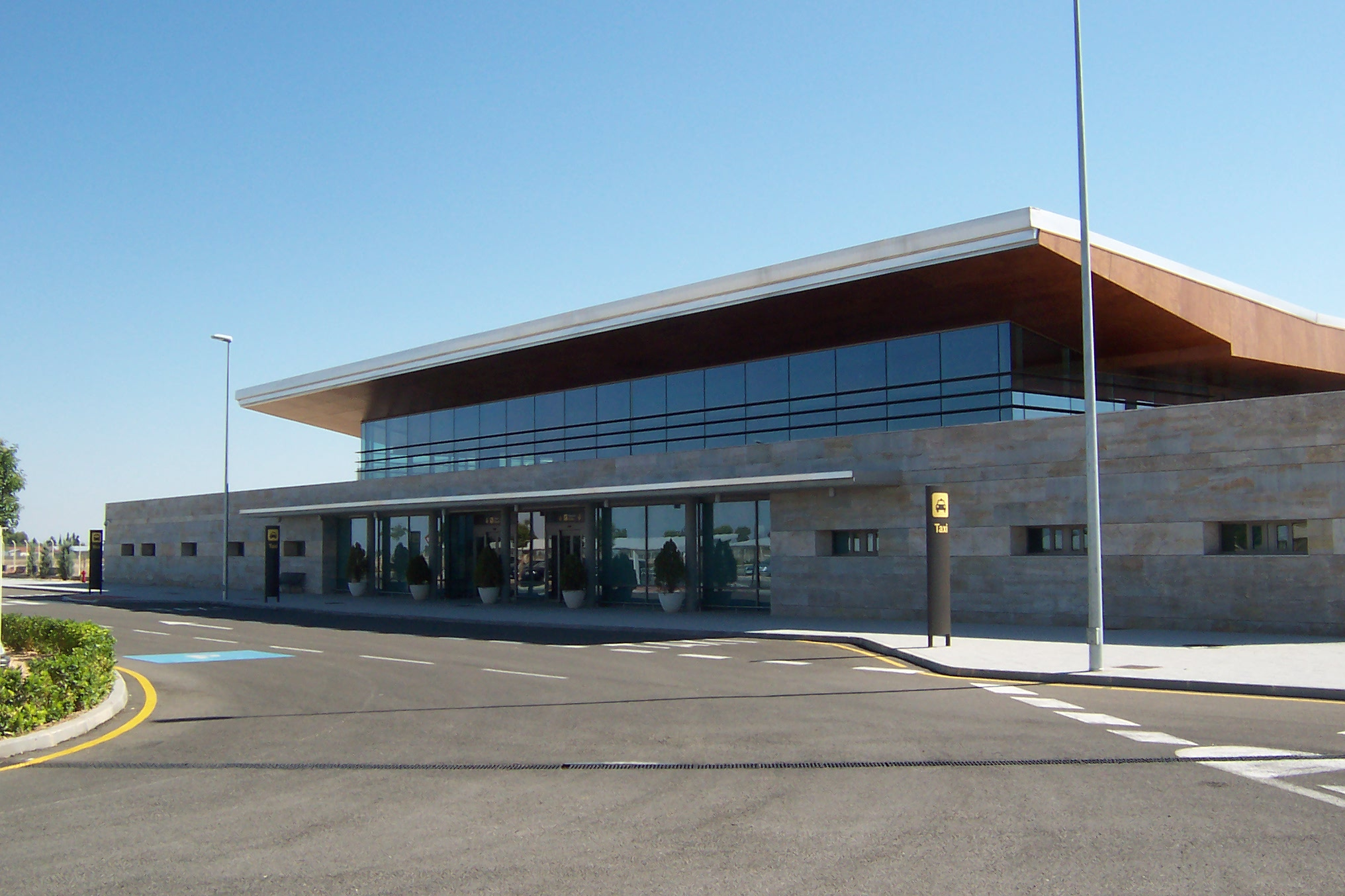
Terminal del aeropuerto de Albacete-Los Llanos, el más cercano al municipio

Molinicos dispone de un servicio de transporte público municipal que conecta las diferentes poblaciones del municipio con el núcleo principal, lo cual facilita la realización de gestiones administrativas, sanitarias o incluso compras. El servicio se realiza mediante un vehículo de reducido tamaño (microbús), debido a la estrechez de algunas carreteras y calles. Además de contar con un servicio de transporte de ámbito educativo que permite comunicar a estas poblaciones con los centros educativos.
Autobuses y taxis
Molinicos cuenta con dos líneas regulares de autobuses, una de carácter provincial y la otra de carácter interprovincial. Ambas realizan sus trayectos todos los días laborales, y facilitan la comunicación del municipio con el exterior.
- Línea Molinicos - Ayna - Albacete.
- Línea La Puerta de Segura (Jaén) - Molinicos - Hellín.

Ferrocarril
Molinicos no dispone de servicio de ferrocarriles, debiendo de desplazarse los potenciales usuarios de este servicio a la estación de Hellín, o a la estación de Albacete-Los Llanos, esta última con servicio de AVE. hacia Valencia, Cuenca y Madrid, e incluso hasta Murcia, Alicante o Almería se encontraba en obras en la primera década del siglo XXI. No obstante, Molinicos se encontraba dentro de varios proyectos del último cuarto del siglo XIX y primera mitad del XX, que pretendían dotar a esta zona de ferrocarriles.
Aeropuerto
Los aeropuertos de pasajeros más cercanos al municipio son el aeropuerto de Los Llanos de Albacete, que se encuentra a unos 91 km del municipio, el aeropuerto de San Javier de Murcia a 147 km de Molinicos, el del Altet de Alicante a 193 km, y el de Ciudad Real a 212 km.

## Patrimonio

### Patrimonio religioso
Iglesia de San José (Molinicos) (Finales del siglo XVIII)

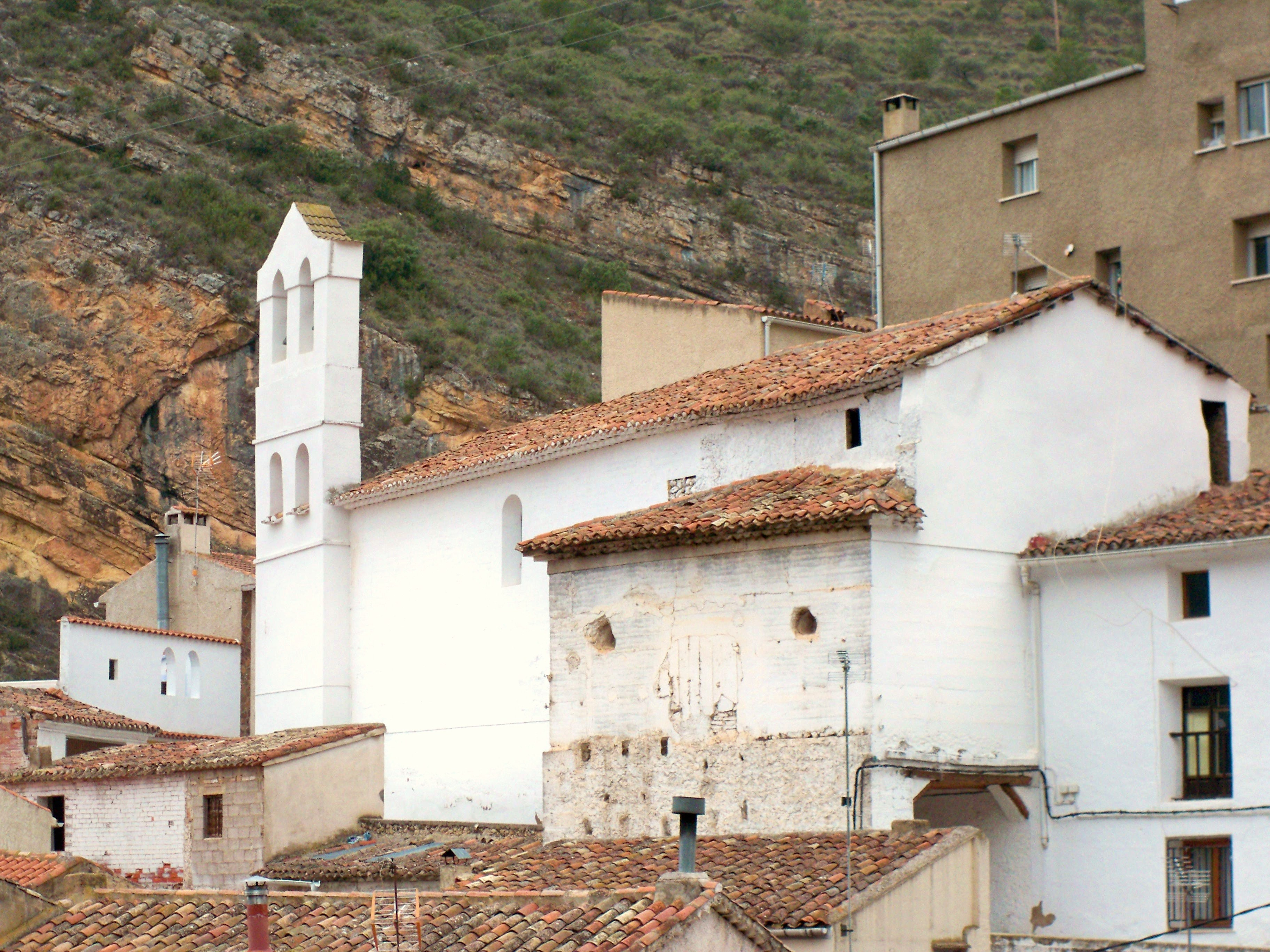
Iglesia de San José en Molinicos, finalizada en 1789

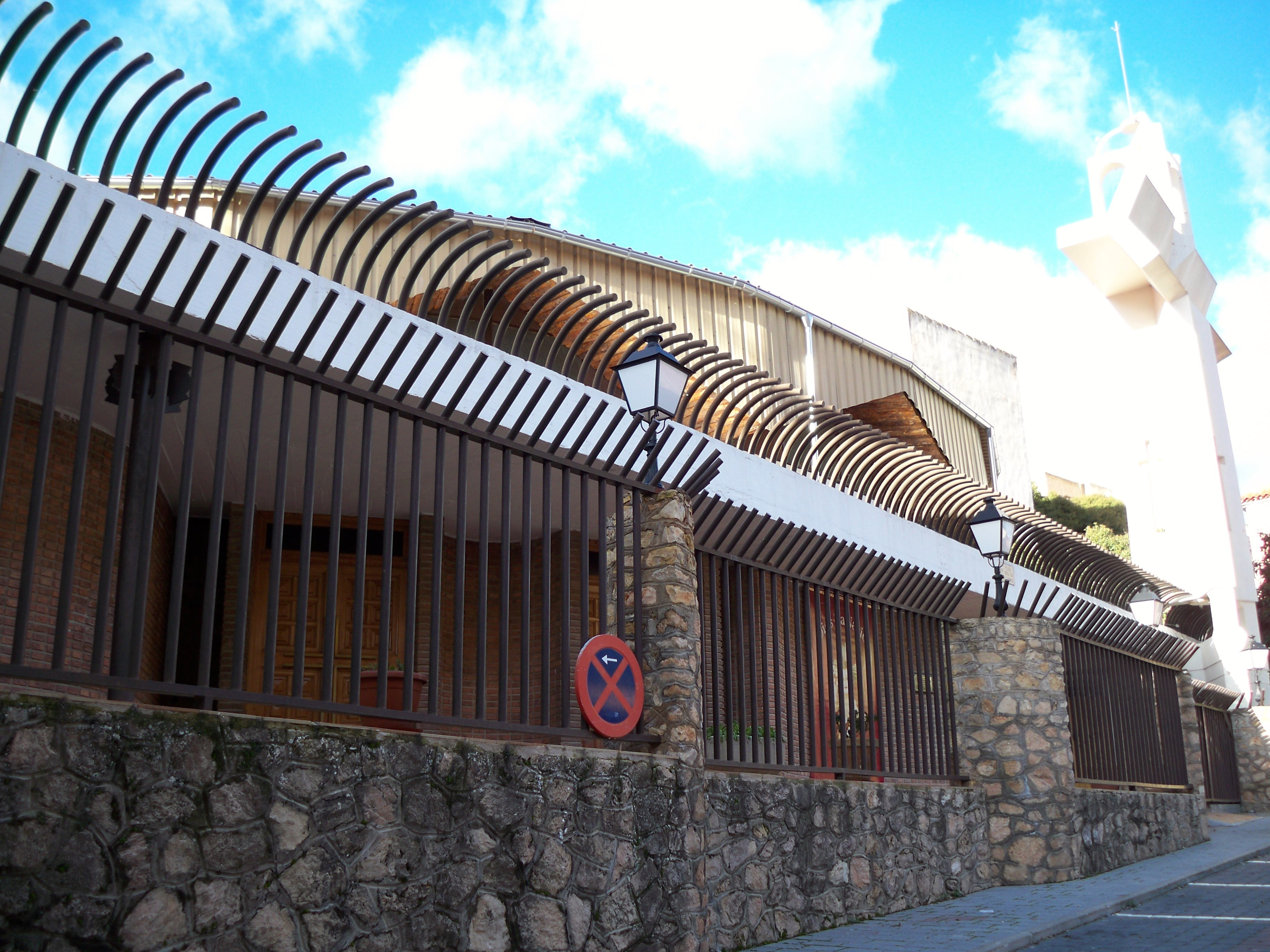
Iglesia de Nuestra Señora del Carmen de Molinicos

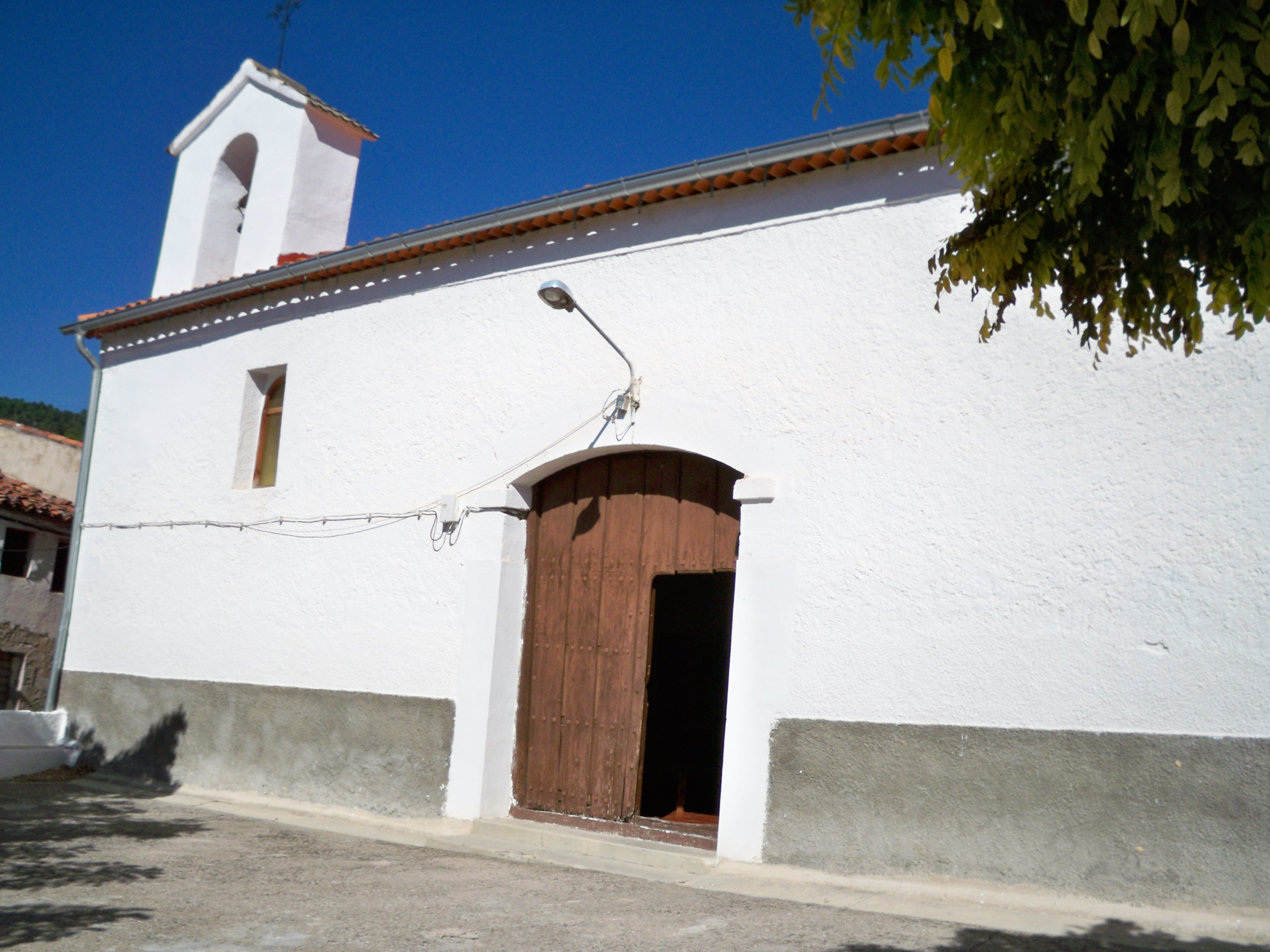
Iglesia de Cañada del Provencio, finales del

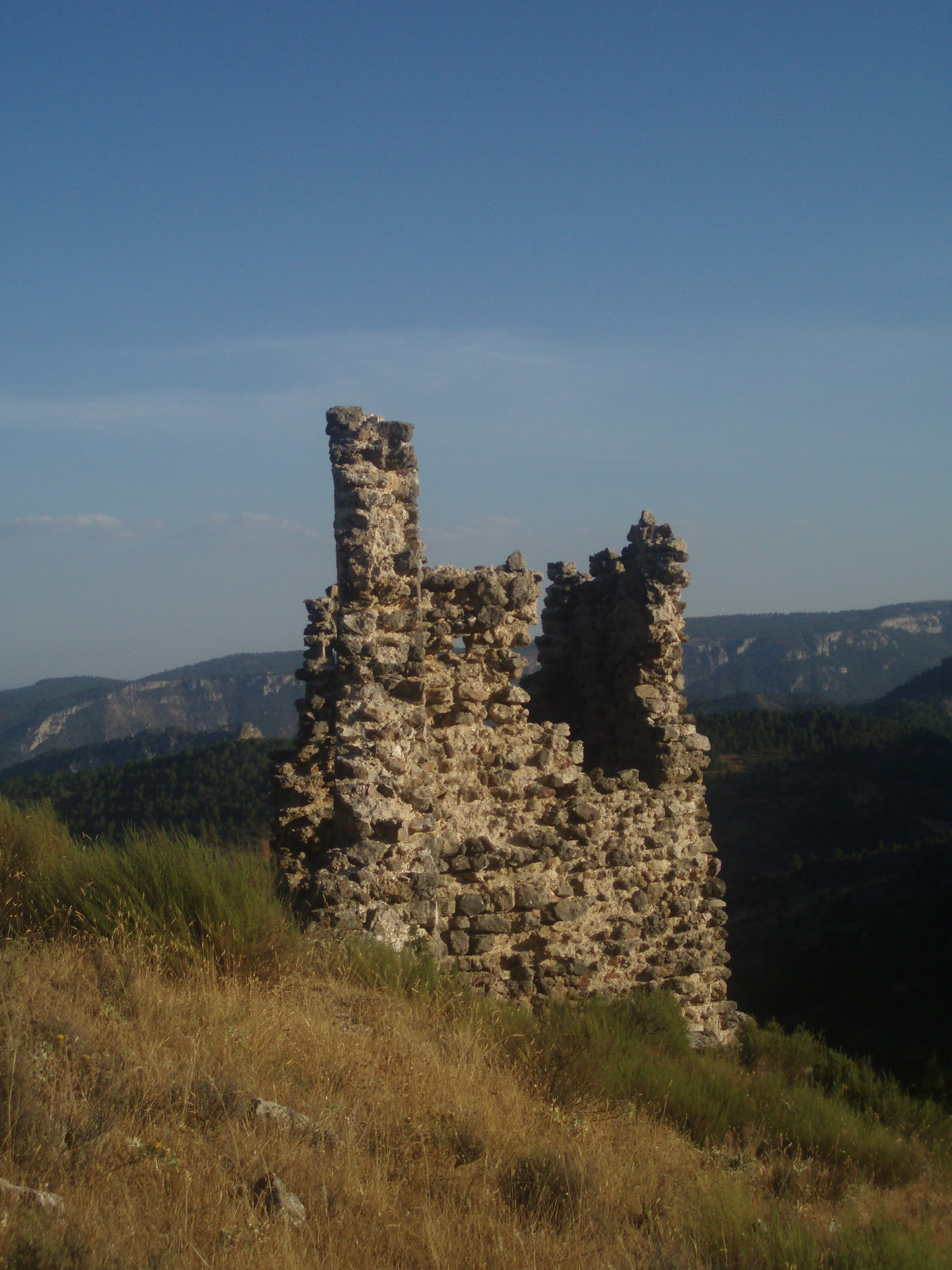
Vista lateral del Castillo de La Vegallera fechado en el

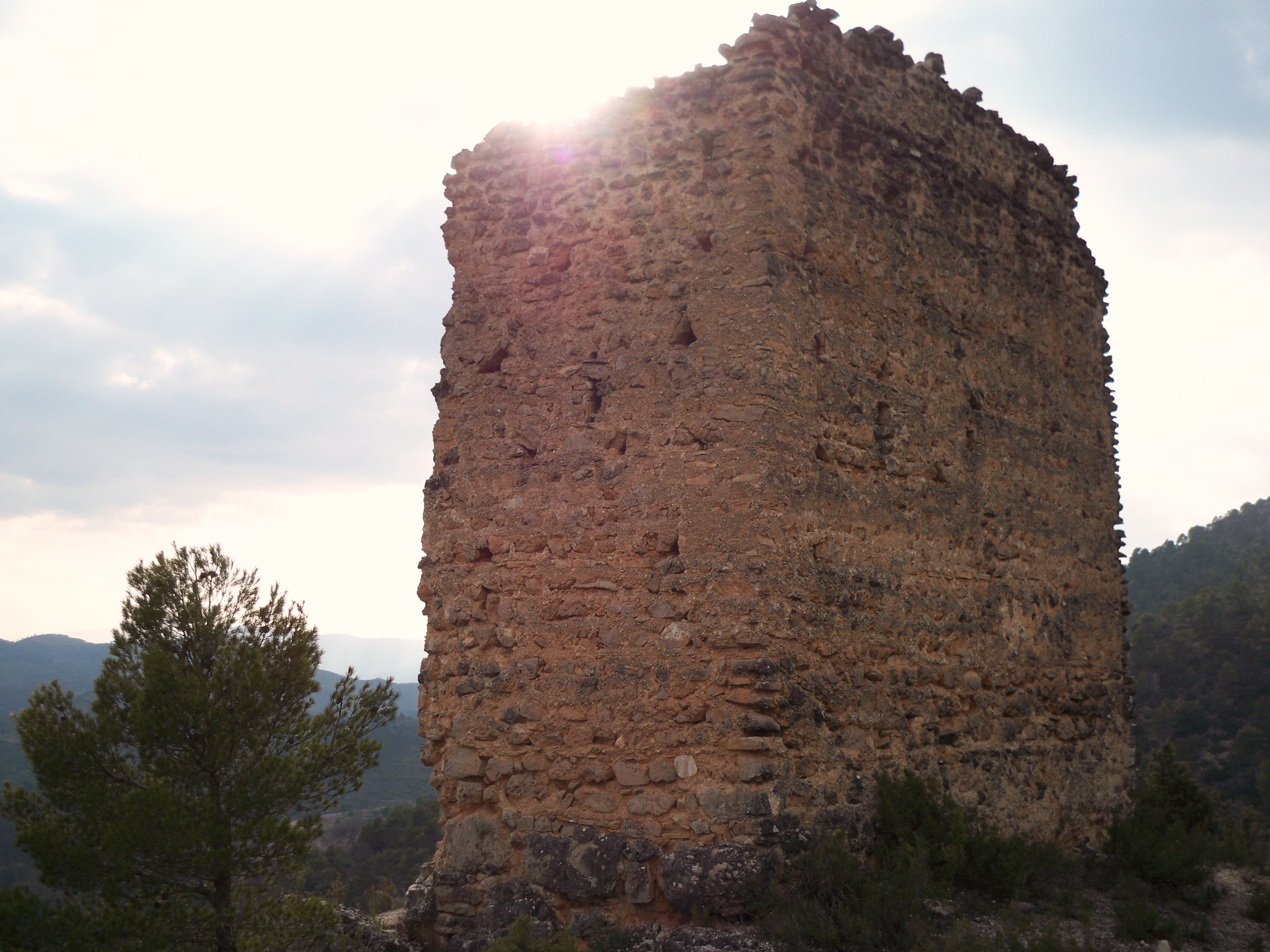
Atalaya de Torre - Pedro, fechada en el

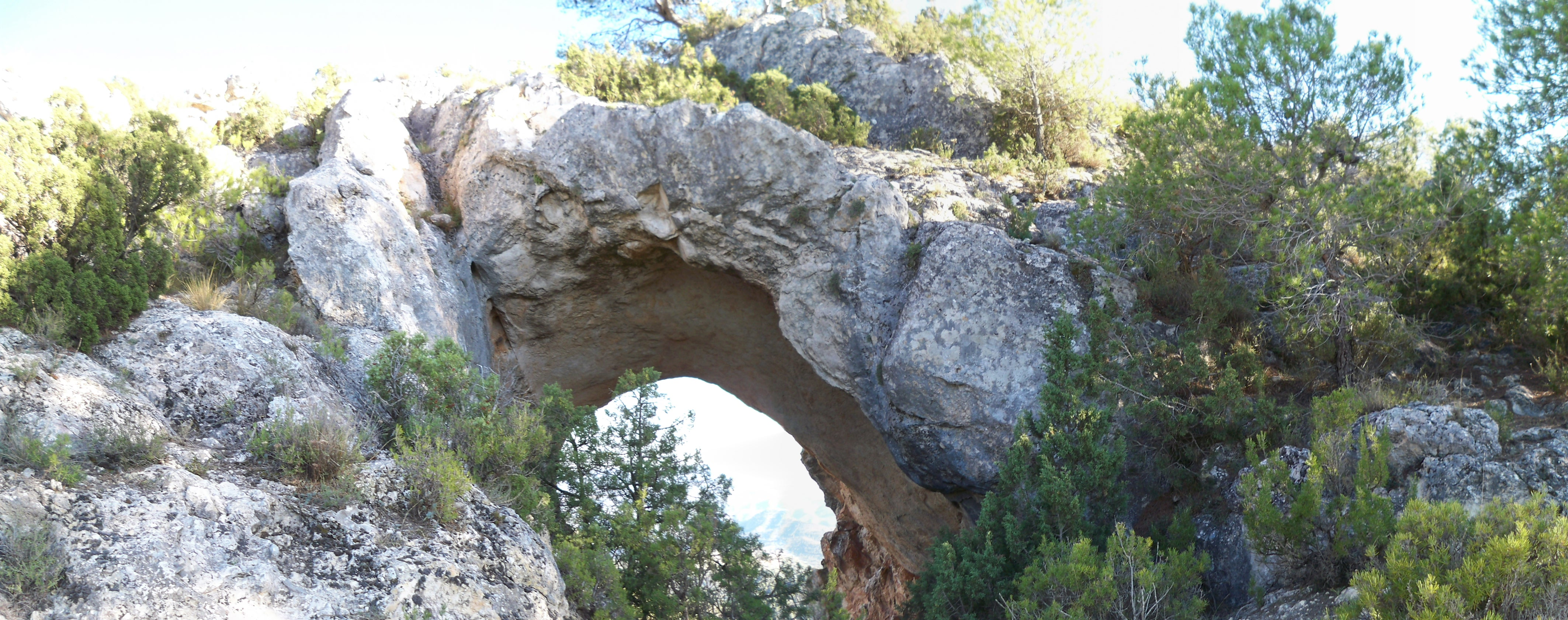
Monumento natural conocido popularmente como El Bujero, impresionante mole de roca horadada por la naturaleza

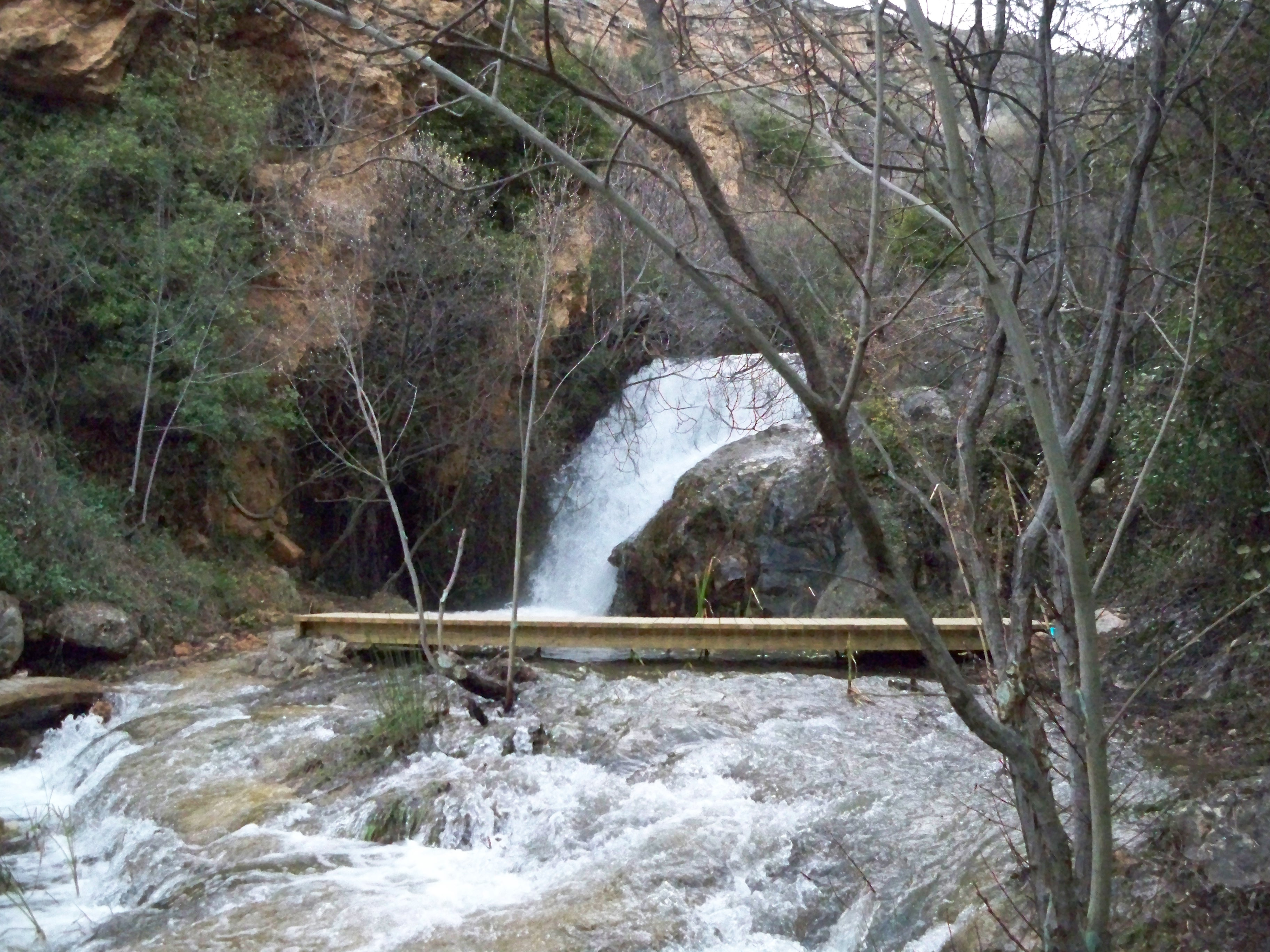
Cascada del Arroyo Morote en las inmediaciones del barrio de Los Molinos, en la zona conocida como La Poza

Terminada del 13 de mayo de 1789, fue la primera piedra de la posterior creación del municipio. Está advocada al patrón de la localidad y sufrió varios desperfectos durante la guerra civil española.
Iglesia de Nuestra Señora del Carmen (Molinicos) (finales del siglo XX)
Situada en pleno centro de la localidad, y de corte modernista, esta iglesia está consagrada a Nuestra Señora del Carmen, patrona de Molinicos. Fue construida en la segunda parte del siglo XX. Destaca su campanario en forma de cruz.
Iglesia de San Vicente Mártir de La Vegallera (principios del siglo XIX).
En pleno centro de La Vegallera se sitúa el templo dedicado a San Vicente. El edificio data de la primera mitad del siglo XIX, construido durante la guerra de Independencia española.
Iglesia de San Pablo Apóstol de Cañada del Provencio (finales del siglo XVIII).
Situada en un promontorio de la localidad de Cañada del Provencio, la iglesia de San Pablo Apóstol fue cabeza de la parroquia del mismo nombre que agrupaba a varias poblaciones del norte del municipio, hoy comparte esta condición con la de La Vegallera.

### Patrimonio civil y militar
Acueducto de Molinicos
Atalaya de Torre - Pedro
Atalaya Árabe de Molinicos
Castillo de Vegallera
Castillo de Molinicos
Plaza Mayor de Molinicos
Casco Antiguo de Molinicos

### Patrimonio natural
Molinicos cuenta con varios espacios naturales, tanto dentro del casco urbano de Molinicos, como en todo su término municipal, principalmente en la zona que está integrada dentro del parque natural de los Calares del Río Mundo y de la Sima.
Pino del Toril
En su variedad de pino laricio es uno de los ejemplares más grandes de España. Se trata de un enorme pino de unos quinientos años de edad, veinticinco metros de altura y cinco metros de cuerda, que se sitúa en la sierra del Agua, cercana a la localidad de Cañada del Provencio.

## Cultura

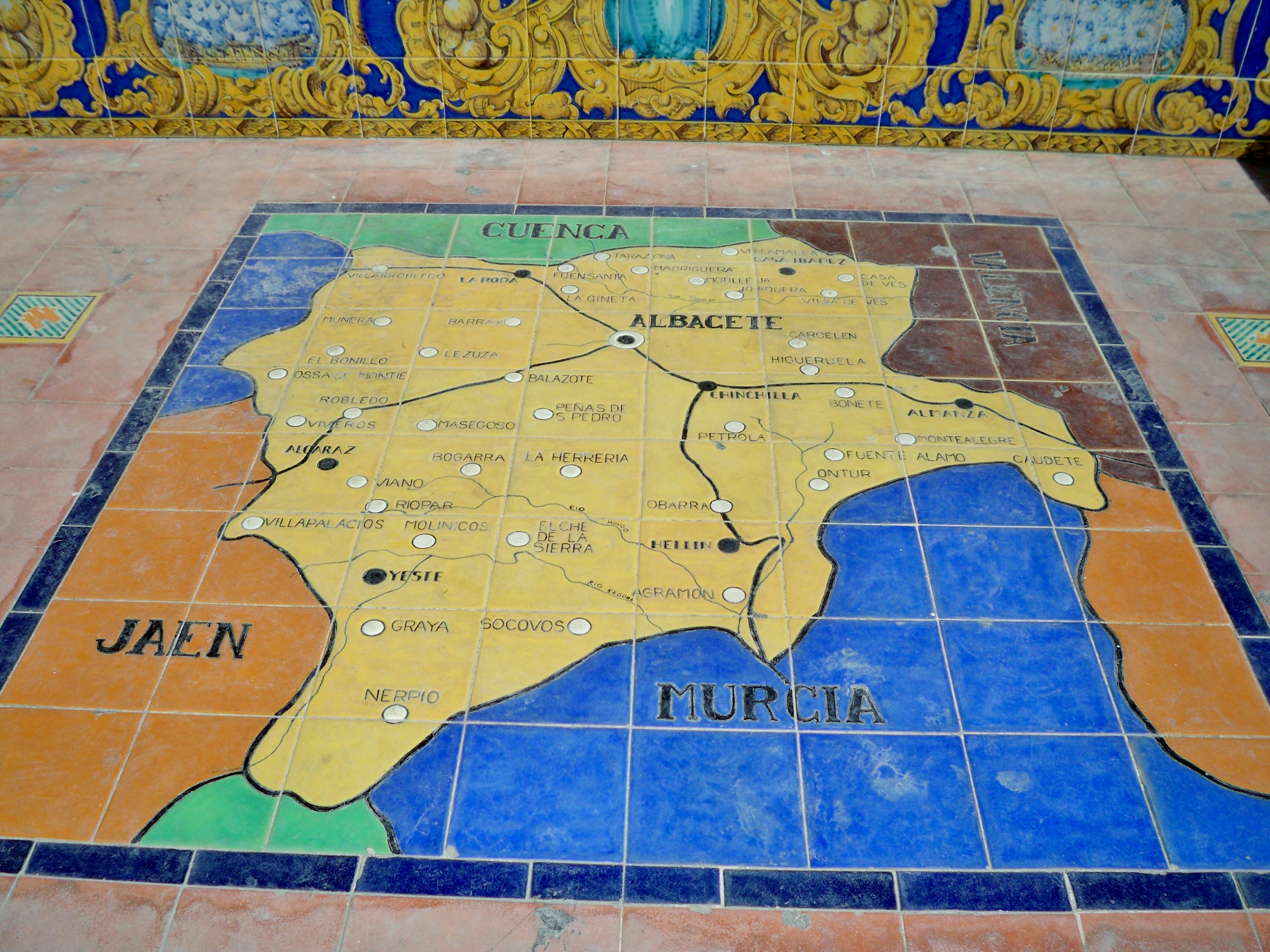
Mapa de la provincia de Albacete en la plaza de España de Sevilla para la Exposición Iberoamericana de Sevilla de 1929 en el que aparece Molinicos

### Actividades culturales
Varias son las actividades culturales que se desarrollan en el municipio de Molinicos a lo largo del año: Exposiciones de fotografía, de pintura, teatro, cine al aire libre,... que son organizadas por el Ayuntamiento, o por diversas asociaciones, y cuentan con el apoyo de la Mancomunidad de Municipios de la Sierra del Segura, la Diputación Provincial de Albacete o la Junta de Comunidades de Castilla-La Mancha. Entre las actividades culturales programadas destacan las siguientes:
- Festival de Arte Cine y Música en el medio rural Rizoma[90]

Heredero de los encuentros surrealistas que se han venido celebrando en Molinicos durante el mes de julio de varios años, es conmemoratorio del rodaje de la película Amanece, que no es poco.
- Certamen literario Premio Cachivaches de Relato Corto:[91][92] En su XIV edición (2011) el Premio Cachivaches de Relato Corto ha batido su récord de participación llegando al centenar de participantes, en su mayoría de Castilla - La Mancha, pero también del resto de la geografía española (Sevilla, San Sebastián, Valladolid), y también de Latinoamérica (Argentina, México o Chile).[cita requerida]

- Jornadas Micológicas de Molinicos:[93] En 2011 se celebrará su VII edición. Estas jornadas se llevan a cabo durante un fin de semana de otoño, y en ellas se dan cita importantes expertos micólogos de las Universidades de Castilla-La Mancha y Murcia, además de personas interesadas en el tema.[94]

- Concurso de Pintura Rápida Isabel Frías[95]

### Asociaciones culturales
Molinicos es un municipio donde el asociacionismo es un fenómeno latente y vivo, son muchos los vecinos que forman parte de alguna asociación, tanto cultural, vecinal, deportiva taurina u comarcal.

### Museos

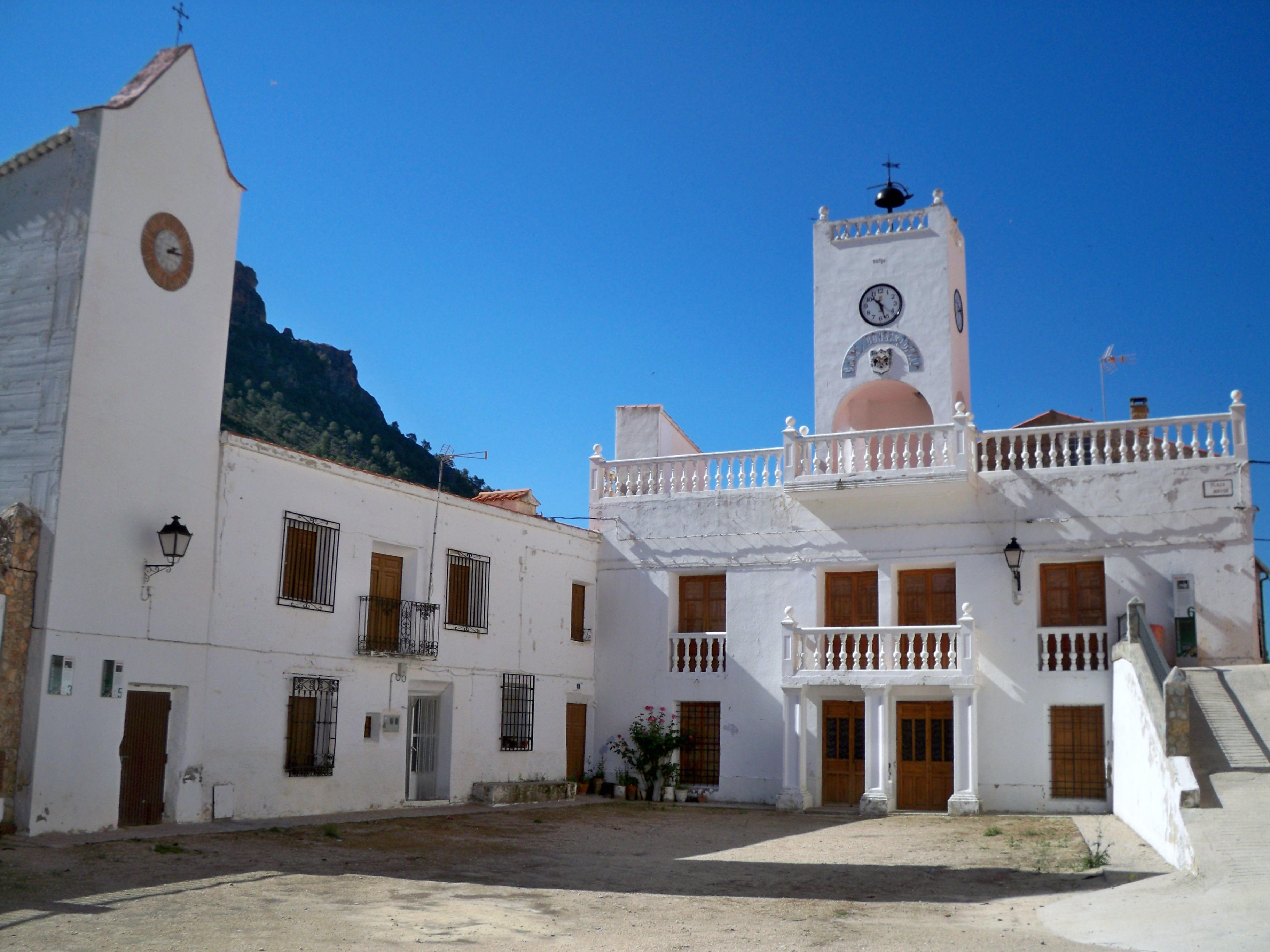
Plaza Mayor de Molinicos, con el Museo Micológico Casa del Nízcalo

En Molinicos cuenta con un museo en activo, el Museo Micológico de Molinicos Casa del Nízcalo, en el que se puede conocer la historia de las setas y sus propiedades, haciendo un recorrido de sus diferentes variedades.
En proyecto se encuentra La ruta de los oficios, otro museo de carácter abierto, que tiene en la temática de los antiguos oficios y el agua su principal aliciente. Para poner en marcha dicho museo, se están rehabilitando inmuebles de carácter etnográfico (antigua herrería, fábrica de mazos de picar esparto, molino harinero, vivienda tradicional). La ruta estará ubicada en el casco antiguo de la localidad, en un entorno privilegiado por su belleza y arquitectura.

### Cine
José Luis Cuerda, Amanece, que no es poco

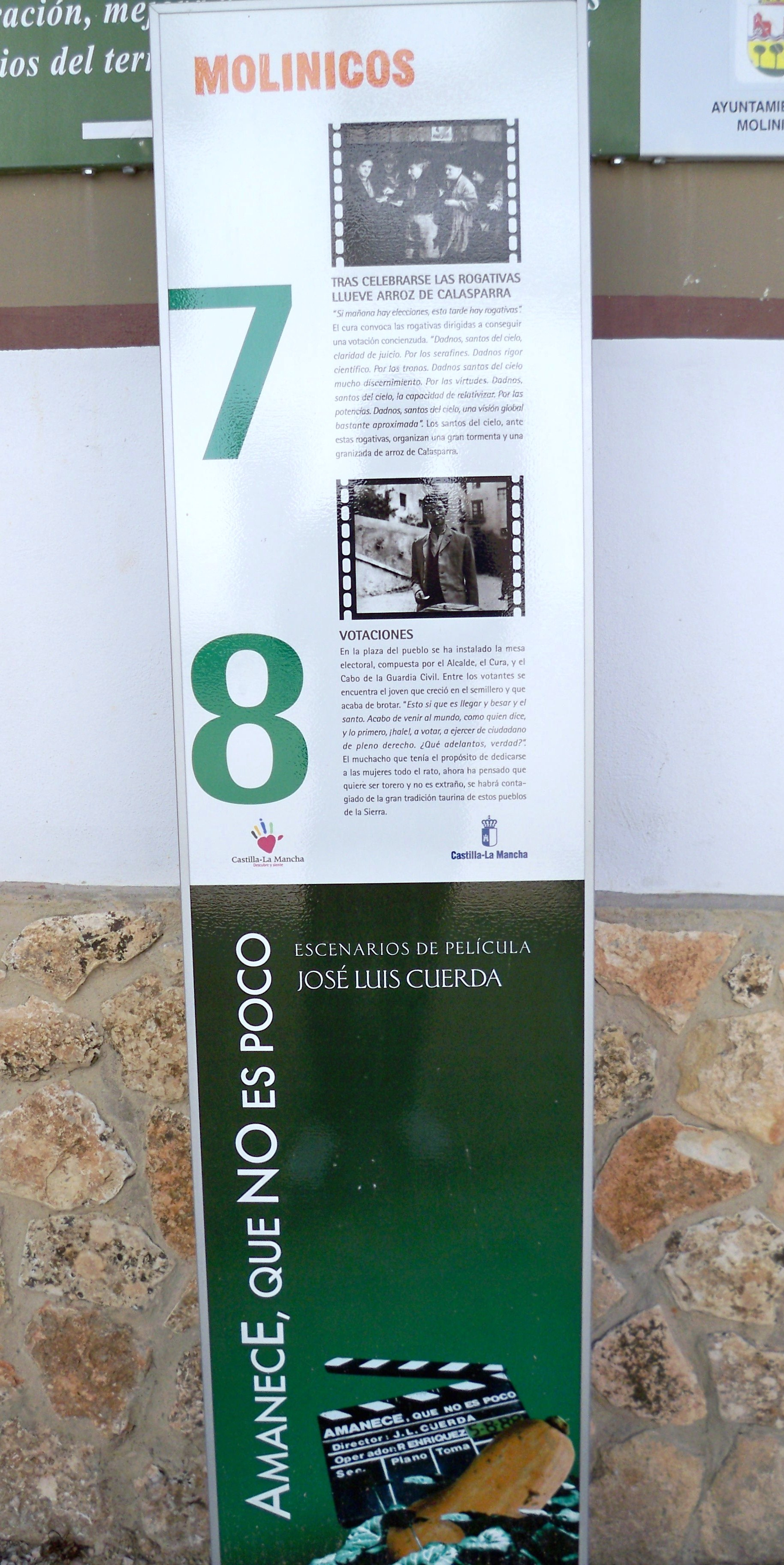
Hito indicador de la ruta de Amanece que no es poco

Los pueblos de Ayna, Liétor y Molinicos sirvieron de escenario a la película Amanece que no es poco del director albaceteño José Luis Cuerda, en la cual también participaron varios habitantes como extras. La esencia de sus gentes, sus costumbres y expresiones, los lugares del rodaje y las formas de vida de estos, han servido a la Junta de Comunidades de Castilla–La Mancha para crear, veinte años después, la ruta Amanece que no es poco, escenarios de película, basada en esta obra cinematográfica.
En el casco urbano de Molinicos tienen lugar varias escenas de esta gran película, aunque las más conocidas son:
- Llegada de Jimmy y su hijo Teodoro al pueblo. Tiene lugar en la confluencia de la calle Iglesia con la calle Molinos, y es interpretada por Luis Ciges y Antonio Resines.
- El desdoblamiento de Carmelo. En plena calle Molinos, con Miguel Rellan en el papel del borracho de Carmelo.
- Personaje sin personaje. Conversación entre los actores Antonio Resines y Quique San Francisco, en la plaza Mayor de la localidad.
- El alcalde se ahorca en la sala de juntas junto con Ngé Ndomo. Interpretados por Rafael Alonso y Samuel Claxton. La escena tiene lugar en la Casa de los Vidales, situada muy cerca de la plaza del Carmen.
- El libre albedrío. La secuencia se rodó en la plaza Mayor de Molinicos. Se trata de uno de los diálogos más brillantes de la película, que llevan a cabo los geniales Casto Sendra más conocido como «Cassen» y José Sazatornil «Saza».
- El pueblo se niega a hacer flash-back. Probablemente la escena más recordada de toda la película, tiene lugar en plena plaza Mayor, concretamente desde los balcones del antiguo Ayuntamiento (hoy Museo Micológico Casa del Niscalo).
- Tras celebrarse las rogativas, llueve arroz de Calasparra. Durante la escena, rodada en la plaza Mayor, el cura convoca rogativas dirigidas a conseguir una votación concienzuda.
- Votaciones. También en la plaza Mayor, se sitúa la mesa electoral, compuesta por el alcalde, el Cura, y el Cabo de la Guardia Civil. Y comunicación del resultado de las elecciones en la Casa de los Vidales.
- Levitación de Paquito. Rodada en la calle Molinos, Paquito (Manuel Alexandre) es elevado por las fuerzas del cielo, ante la mirada de Nacho y Cascales. No te asustes le dice Nacho, esto ya pasó aquí una vez.

### Literatura
Manuel Vázquez Montalbán, La Rosa de Alejandría
Los aspectos geográficos de Molinicos también han sido inspiración para el mundo de la literatura, así Manuel Vázquez Montalbán en su novela La rosa de Alejandría, dentro de la serie dedicada al detective Pepe Carvalho publicada en 1984, hace un breve resumen de la zona, cuando el genial detective se desplaza a estas tierras para resolver un crimen.

Le aconsejaron tomar la carretera de Hellín (…) La Mancha le acompañó casi dormida hasta que un pequeño río Mundo (…) le mostró los valles que había abierto su dentadura de agua a través de los siglos, y a medida que avanzaba hacia los orígenes del río, un sol dulce con poquedades de invierno resaltaba los contrastes vivos de un paisaje de montaña, vegetaciones de país con aguas de paso, enebros, pinos, encinas, jaras, romeros, pero también las copas desnudas y pulposas de las nogueras a la espera del milagro de la primavera, y fue en el cruce de Molinicos donde detuvo el coche (...). Molinicos estaba allí, en una hondonada del terreno hacia la que descendía una carretera secundaria y le dio por acercarse a las estribaciones del pueblo.
La Rosa de Alejandría.

Juan Goytisolo, Contracorrientes
El escritor barcelonés Juan Goytisolo, recorre gran parte de la sierra albaceteña tras diez años de la muerte de Franco y cuenta sus impresiones sobre estos pueblos y el trascendental cambio democrático experimentado por el país.

Durante mi recorrido por Alcaraz y Ayna, Molinicos, Bienservida, Letur y Riópar, a través de una de las comarcas más bellas y desconocidas de la península, he podido comprobar una vez más el desajuste existente entre nuestras zonas urbanoindustriales y el descuidado y huraño universo rural. Las transformaciones políticas del país desde la muerte de Franco se manifiestan en el último remotas y desvaídas, como un simple rumor filtrado por los televisores y sin gran incidencia en la vida diaria.
Contracorrientes

José Rodríguez Torrente y La muerte de Zacarías
El escritor José Rodríguez Torrente, natural de Molinicos, siempre ha tenido presente a su tierra en toda su obra literaria. En La muerte de Zacarías se inspira en Molinicos para desarrollar esta obra llena artimañas políticas, de religiosidad popular y del tratamiento de la muerte.
La historia se desarrolla durante ocho días en el Molinicos de mediados de los años 1990, un pueblo dividido entre los seguidores del Partido del Progreso (que gobierna), y del Partido Demócrata. En fechas muy cercanas a las elecciones, la muerte de un militante del partido en el poder, Zacarías, es utilizado por su líder para ganar las elecciones a través de un entramado que nos llevará a ver cómo siempre hay más de lo que parece.

### Música
La banda municipal de música de Molinicos, o banda de música municipal Nuestra Señora del Carmen, está compuesta por cerca de 40 miembros, y cuenta con una dilatada historia de más de un siglo, es considerada como una de las más antiguas de la provincia de Albacete.

### Fiestas

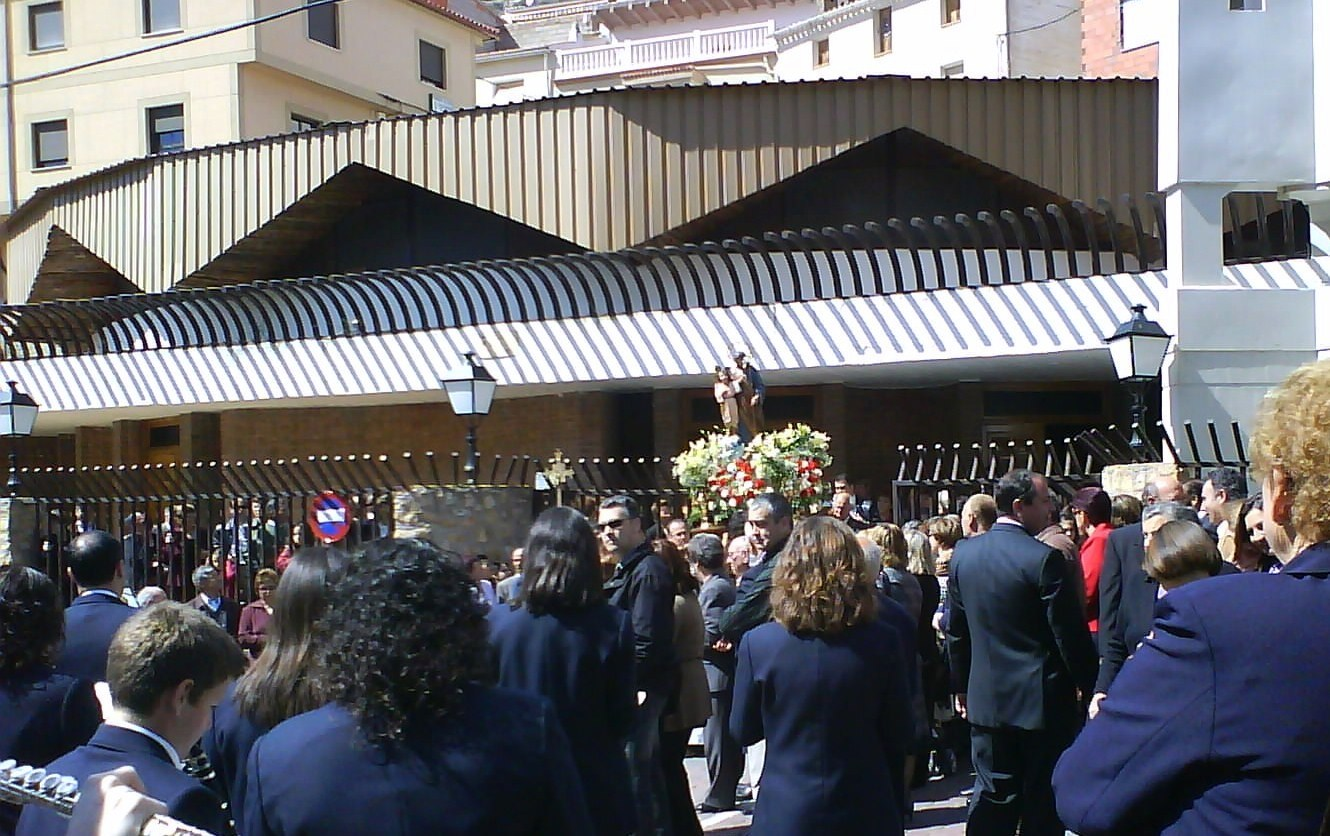
Salida de San José, patrón de Molinicos, de la iglesia de Nuestra Señora del Carmen

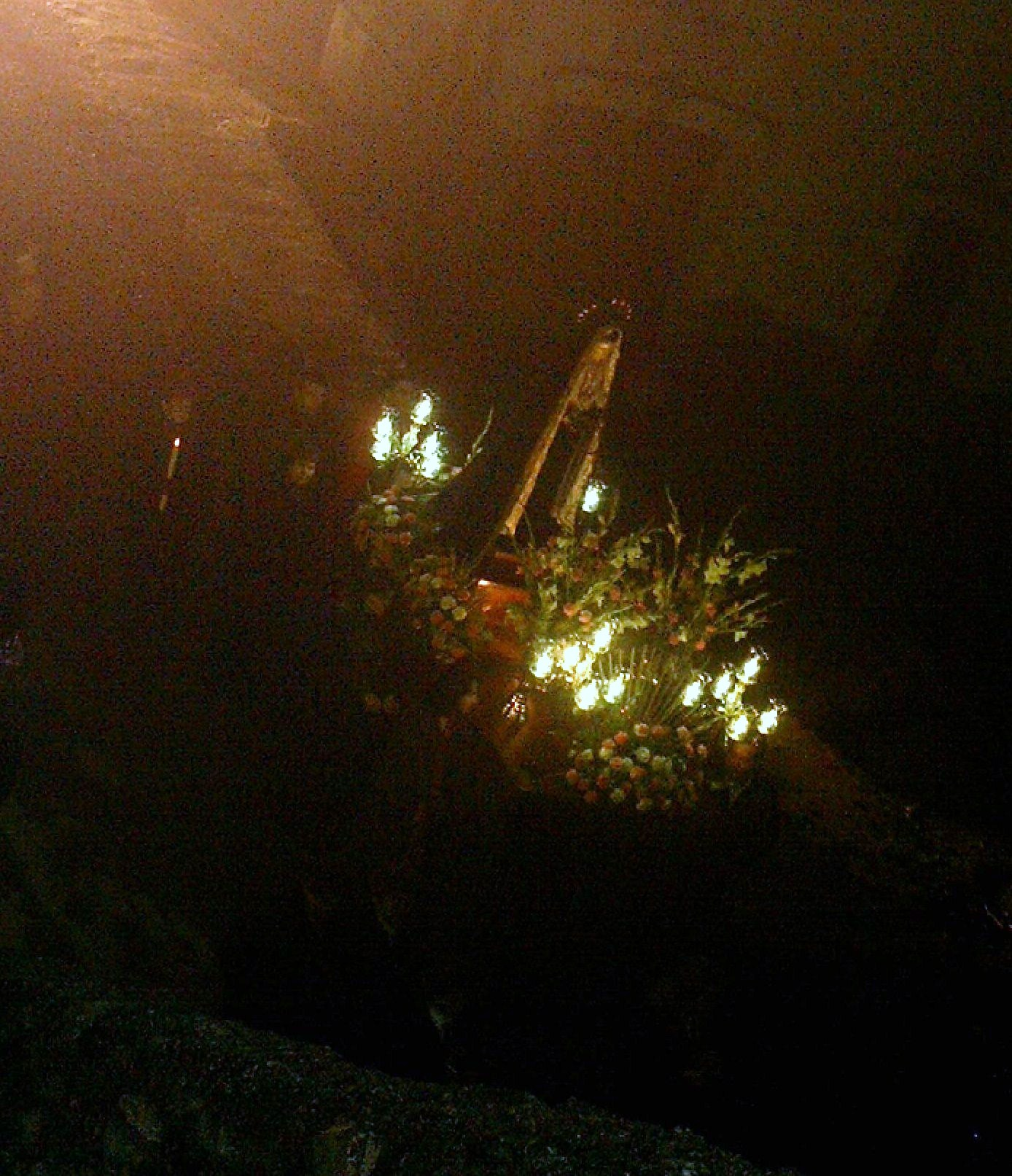
Imagen de La Dolorosa procesionando en la Semana Santa de Molinicos

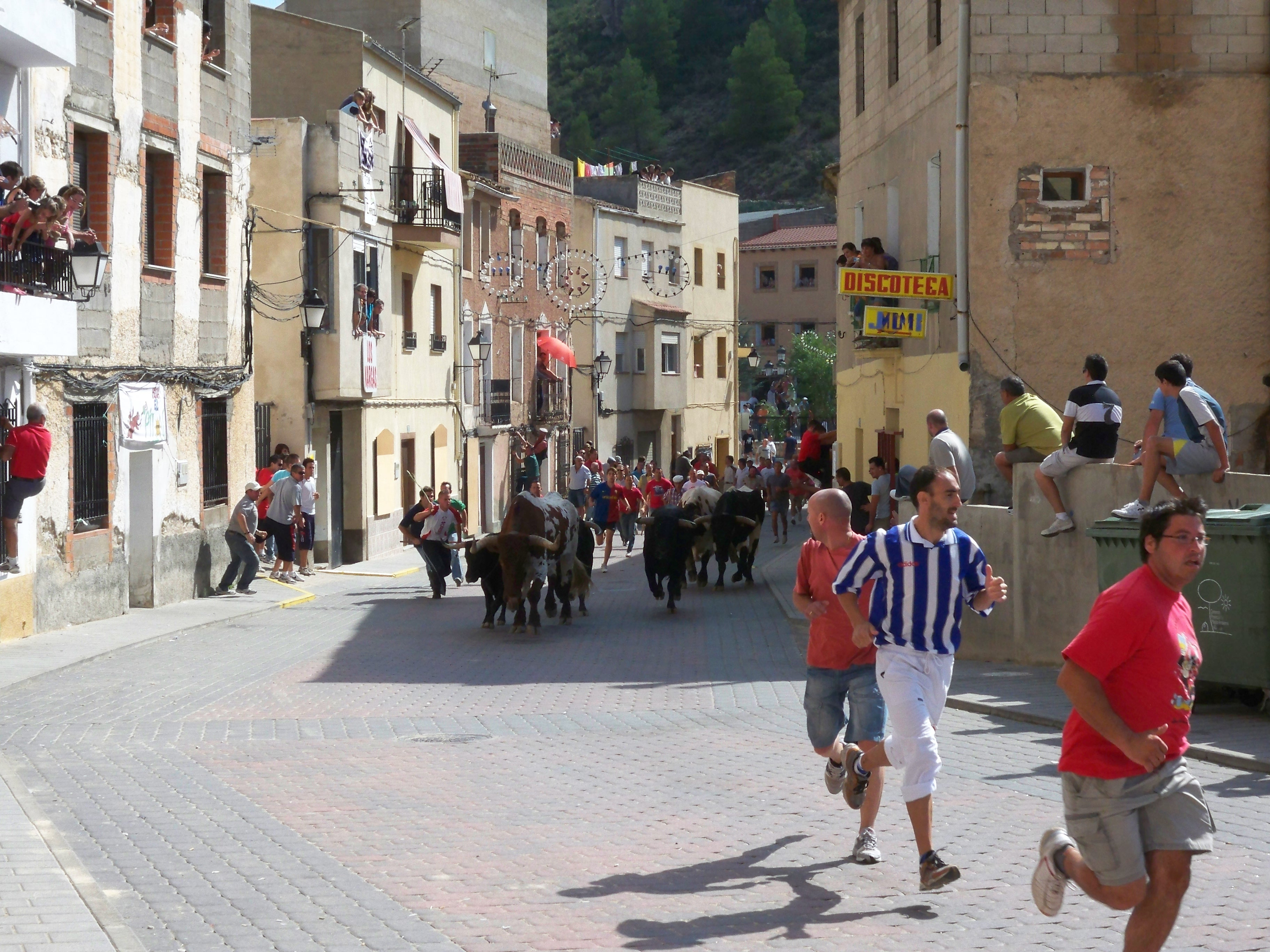
Encierro de Molinicos en plena calle Mayor

Las fiestas populares de Molinicos tienen su principal exponente en los encierros, que se celebran tanto en las fiestas de septiembre, entre los días 30 de agosto y 3 de septiembre, (en ocasiones también el día 4), y durante la celebración de las fiestas patronales de San José (en marzo).
- Fiestas Patronales de San José: se celebran entre los días 18 al 20 de marzo, siendo el día grande el 19 de marzo, festividad de San José, celebrándose diferentes actos tanto musicales como litúrgicos, así como los tradicionales encierros.[100]

- Fiestas de Santa Lucía y San Antón: en Molinicos, así como en otras localidades de la zona, se celebran hogueras los días 12 de diciembre, víspera de Santa Lucía y 16 de enero, víspera de San Antón, consistentes en encender hogueras en honor de ambos santos, para conservar la vista la primera y a los animales el segundo. El olor a romero, tomillo y otras hierbas aromáticas inundan el ambiente de la localidad. La tradición marca que se cene al calor de la «lumbre», y que tras ello, los jóvenes recorran las calles arrojando carretillas, cohetes y petardos.[101]

- Carnaval: la celebración principal ocurre cada año durante el fin de semana precedente a la Cuaresma. El carnaval ha tenido un fuerte arraigo en Molinicos desde el primer tercio del siglo XX, aunque con los acontecimientos de la Guerra Civil y la posterior dictadura, la celebración cayó en declive. Fue a partir de los años 1990 cuando volvió a resurgir esta celebración, que consiste en un pasacalles infantil, y otro de peñas y comparsas, que acaba en una popular verbena. En el año 2010 se ha celebrado el vigésimo aniversario de la recuperación de los carnavales.[102]

- Semana Santa: entre el Domingo de Ramos y el Domingo de Resurrección, cada barrio de Molinicos presenta a su imagen, y se encarga de procesionar con ellos el día correspondiente. La sencillez de los pasos en los que la gente entrega todos sus esfuerzos, mima el genio moliniqueño, en su fuerte capacidad de mezclar lo trágico con lo feliz.

Tradicionalmente durante estos días el sonido de las carracas era el dominante, no repicando las campanas hasta el Domingo de Resurrección, siendo sustituidas por la Banda de Música. En la Guerra Civil, varias de las imágenes con las que contaba la iglesia de San José fueron destruidas, por lo que las actuales corresponden a un periodo posterior.
El día con más vistosidad es sin duda el Domingo de Resurrección, cuando se celebra la Procesión del Encuentro, en donde las imágenes del resucitado y de la Virgen convergen en la plaza del Carmen, y recorren la principal calle de Molinicos.
- Cencerradas: aunque esta tradición ya ha desaparecido, desde tiempo inmemorial se hacían sonar grandes cencerros del ganado la noche de bodas cuando una viuda o un viudo contraía segundas nupcias.
- Fiestas en las diversas localidades del municipio: en su mayoría tienen lugar durante la primavera y verano, y siguen un esquema muy similar, con las peculiaridades de cada población. Por regla general, la celebración comienza con una misa y procesión por las calles de la localidad en honor al Santo Patrón, y el posterior reparto de rollos de caridad, llegando incluso a pujar por estos. Aunque algunas de estas fiestas patronales han desaparecido, otras se han ido recuperando en los últimos años.

Las fiestas de las aldeas son las siguientes:
- El Pardal, Fuente-Higuera, y Torre-Pedro, celebran la Santa Cruz (mes de mayo).
- Mesones, celebra a San Antonio (13 de junio).
- El Morcillar, Las Hermanas y La Alfera, celebran la Virgen de Fátima (13 de mayo).
- Los Alejos, celebra San Antón (17 de enero).
- Los Collados, celebra San Isidro (15 de mayo).
- En Fuente Carrasca y Cañada del Provencio, celebran la Asunción de la Virgen (15 de agosto).
- La Vegallera celebra la Inmaculada Concepción (15 de agosto).

### Turismo

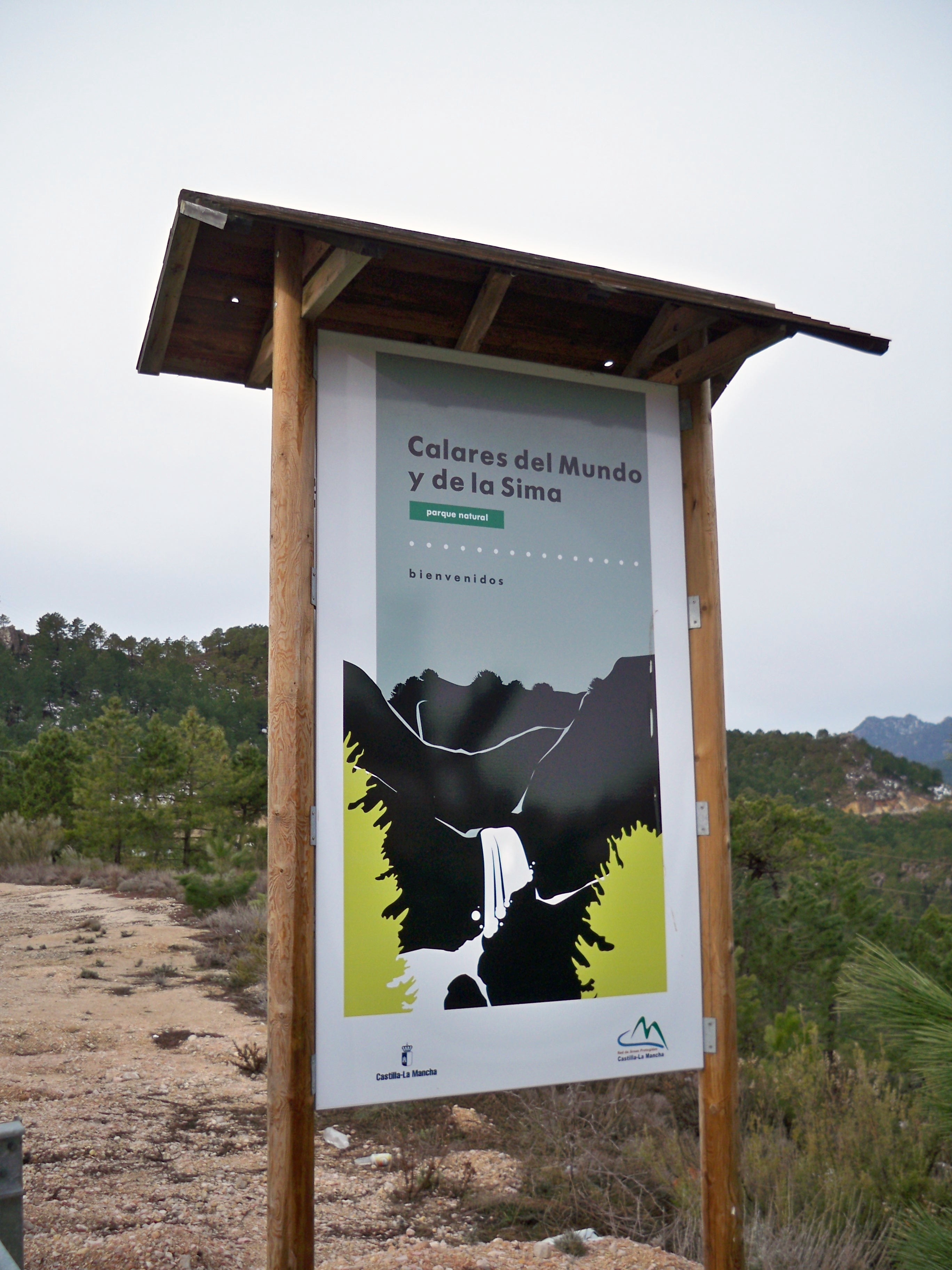
Hito de entrada al parque natural de los Calares del Río Mundo y de la Sima cerca de El Pardal

El municipio de Molinicos ofrece un gran abanico de oportunidades respecto al turismo, pues, además de su exuberante naturaleza (forma parte del parque natural de los Calares del Río Mundo y de la Sima), y el sosiego y belleza de sus poblaciones, se sitúa en pleno centro de la sierra del Segura. En lo que respecta al turismo cultural, el municipio posee además un museo micológico único en Castilla-La Mancha, la Casa del Niscalo, y con otro en proyecto sobre antiguos oficios.
El sector turístico del municipio está cobrando gran auge en los últimos años, debido a la creciente importancia del turismo rural en España, existiendo un campamento de titularidad municipal con cerca de 400 plazas situado en la Mesones, un hostal, y varias casas rurales, que suman un total de cerca de 600 plazas. Entre los atractivos de Molinicos son múltiples las actividades a destacar, entre ellas La ruta de Amanece que no es poco, la ruta de las atalayas, las nueve rutas de senderismo existentes, o las fiestas tradicionales y populares de las localidades.
- Ruta de Amanece, que no es poco:[96]

Al cumplirse veinte años del estreno de la película Amanece que no es poco, se puso en marcha una ruta creada por la Junta de Comunidades de Castilla-La Mancha que recorre los escenarios y las localizaciones en donde se rodó esta película de culto. Una de las localidades en donde tienen lugar varias escenas es Molinicos.
- Ruta de las atalayas:[103]

El municipio de Molinicos cuenta en su parte sur con varias atalayas y castillo de origen musulmán, que sirvieron como frontera con los reinos nazaríes de Granada, y que se han incluido en esta ruta que transcurre por lo que durante la Baja Edad Media fueran territorios de la Encomienda Santiaguista de Yeste-Taibilla. Concretamente forman parte de dos rutas:
- Ruta 1: Llano de la Torre - Torre-Pedro.[103]
- Ruta 2: Llano de la Torre - El Morcillar.[103]

### Gastronomía

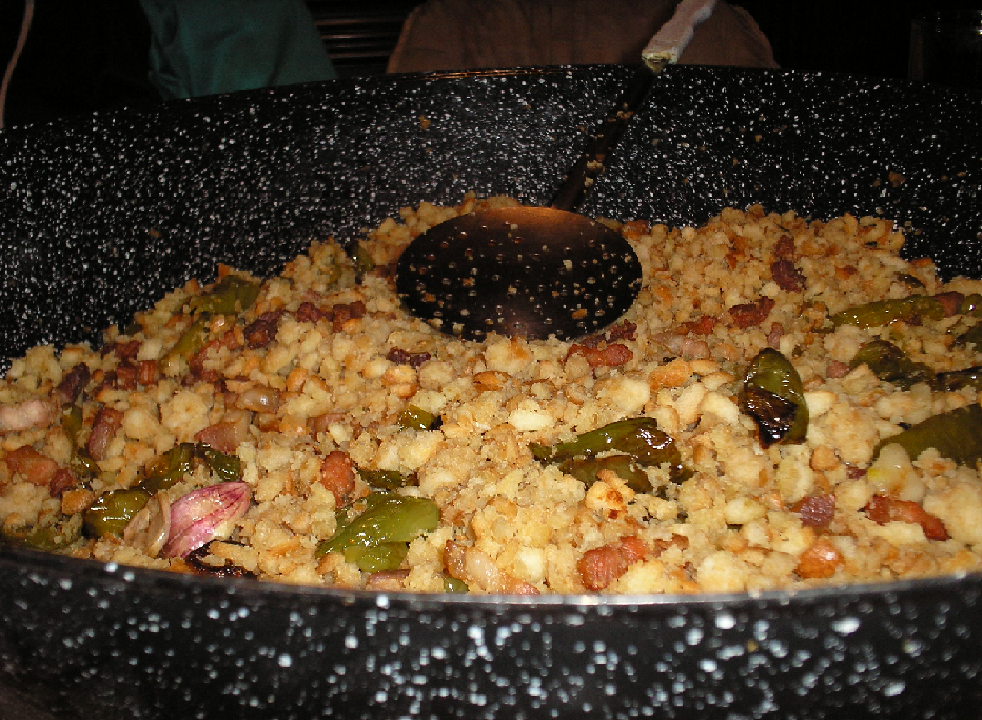
Migas, plato típico de Molinicos

La comida tradicional de Molinicos es la típica de las zonas de montaña, empleando ingredientes fundamentalmente del terreno. No es de extrañar que la matanza del cerdo o la cosecha de almendra o aceituna, además de la recolección de la miel, marquen la gastronomía de todo el año como ingredientes estrella de la misma, y es que la agricultura y la ganadería han sido las labores que han primado en estas tierras, y por ello la gastronomía está muy ligada a estas actividades.

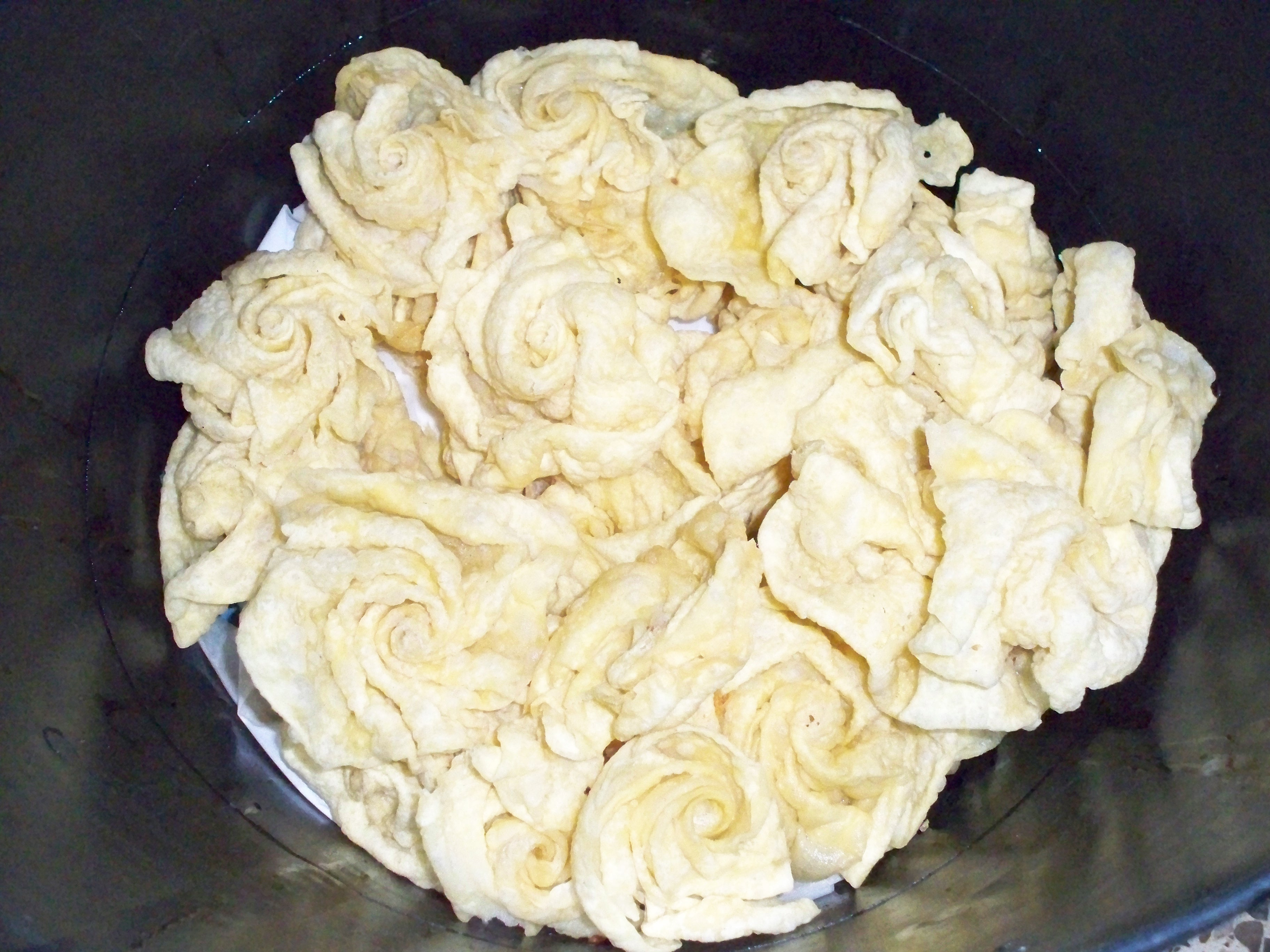
Hojuelas, dulce popular de Molinicos

La matanza o el «mataero», como se dice en Molinicos tenía lugar durante el invierno, y era el acto que ponía fin a la cría del cerdo, que durante todo el año se le había alimentado con productos naturales, y es que durante la primera mitad del siglo XX la cocina tradicional moliniqueña se basaba fundamentalmente de productos de la tierra y del corral, siendo el cerdo el elemento básico.
Tradicionalmente en Molinicos no se compraba prácticamente nada, sino que todo se elaboraba en casa o se cultivaba en la huerta de la familia, incluso elementos como el pan que se preparaban en los diversos hornos que existían por cada localidad o caserío del municipio.
La gastronomía moliniqueña está muy relacionada con las festividades que se dan a lo largo del año. Cada fiesta tiene sus propios platos, dulces y licores típicos. Valga el ejemplo del dulce con más solera de la zona de Molinicos; las hojuelas. Estas se preparan normalmente con motivo de acontecimientos importantes como bodas, comuniones o bautizos, siendo tradicional que se reúnan las mujeres en la casa de la anfitriona para prepararlas.
También es muy usual que cada familia elabore su propio vino y posterior aguardiente con la uva propia durante los meses de septiembre el primero y a lo largo del invierno el segundo. Estos dos ingredientes se emplearán en la elaboración de varias comidas o postres, y también en la elaboración de algunos licores como la “mistela” o el “zurracapote”.

### Medios de comunicación
Prensa
En Molinicos se distribuyen diferentes periódicos y revistas de tirada nacional, principalmente El Mundo, El País, el ABC, los deportivos As, Marca, Sport y los de ámbito regional y provincial como La Verdad de Albacete, La Tribuna de Albacete, El Pueblo de Albacete y El Día de Albacete.
De gran importancia para el municipio ha sido la revista Cachivaches, de ámbito municipal, publicada por la Asociación Cultural, abarcaba noticias y estudios sobre el municipio. Dejó de publicarse a principios del año 2000.
Radio
Tradicionalmente Molinicos no ha contado con una buena calidad en la recepción de emisoras de radio, aunque se pueden sintonizar buen número de cadenas nacionales, regionales y provinciales. Además, es frecuente captar cadenas de radio de provincias vecinas (Murcia, Ciudad Real) y Jaén, y emisoras locales.
Televisión
En el año 2010 Molinicos dio el paso a la televisión digital terrestre, y a pesar de varios problemas que surgieron en las pedanías del norte del municipio (en especial Cañada del Provencio y La Vegallera), ya se sintonizan teniendo un amplio espectro todas las cadenas nacionales, así como las autonómicas. El siguiente paso será la incorporación a la parrilla de canales de los de ámbito provincial.
Internet
Existen varias páginas dedicadas al municipio de Molinicos, siendo de especial relevancia la del Ayuntamiento del municipio. Además, la actualidad de Molinicos se puede seguir a través de su web Diana de Molinicos o del blog SiempreMolinicos. Contando con una extendida participación de la ciudadanía en estos medios digitales.[cita requerida]

### Deporte
Existen seis pistas polideportivas, dos campos de fútbol, un frontón y tres piscinas de carácter municipal, además de varias rutas de senderismo.
Fútbol
Sin lugar a dudas el fútbol es el deporte que más seguidores tiene en Molinicos, ya en los años 1930, los profesores de las escuelas existentes en las aldeas de El Morcillar, Pinilla, La Alfera, La Vegallera,... habían conformado un equipo y relataban a mayores y pequeños las jugadas de las estrellas de esa época, como Ricardo Zamora.

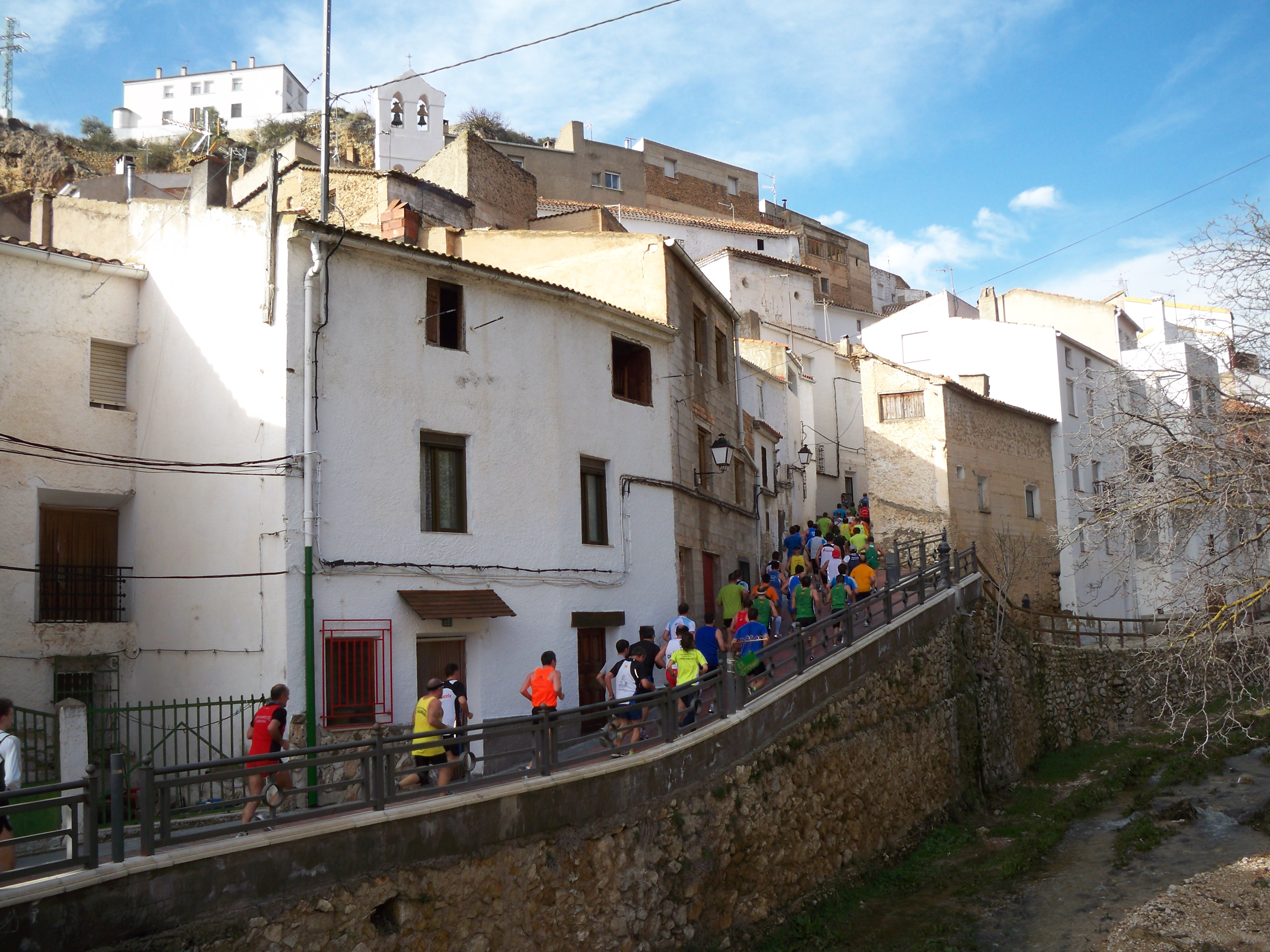
VI Carrera Popular de Molinicos (febrero de 2010)

Durante los años 1970 y 1980, el resurgir del deporte más practicado por los moliniqueños potenció la creación del actual complejo deportivo del campo de fútbol, y creó un equipo que obtuvo muy buenos resultados a nivel comarcal, participando incluso en competiciones autonómicas. Es más, llegó a crearse en el municipio otros equipos bastante fuertes como el de Los Collados, que tomaría el relevo ya en los años 1990 al del propio Molinicos.
Fútbol sala
Otro de los deportes practicados en Molinicos es el fútbol sala (o futbito), variedad del fútbol que ha ido implantándose sobre todo a partir de la década de 1980, y la instalación de varias pistas polideportivas en varias localidades del municipio.
Los campeonatos comarcales, provinciales y autonómicos de fútbol-sala han contado con participación moliniqueña, especialmente durante los últimos años en los que se han obtenido mejores resultados.
Frontón

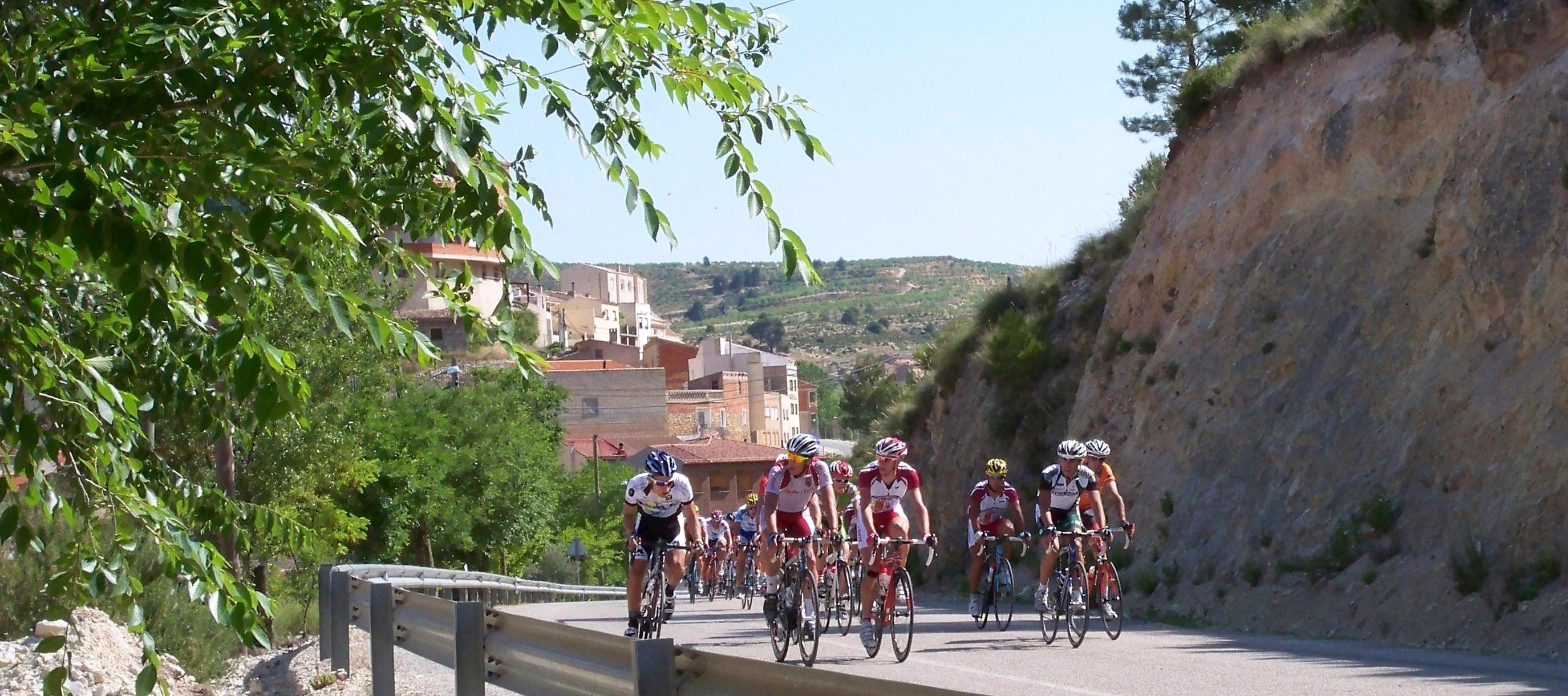
Campeonato de España de ciclismo sub-23 a su paso por Molinicos en 2010

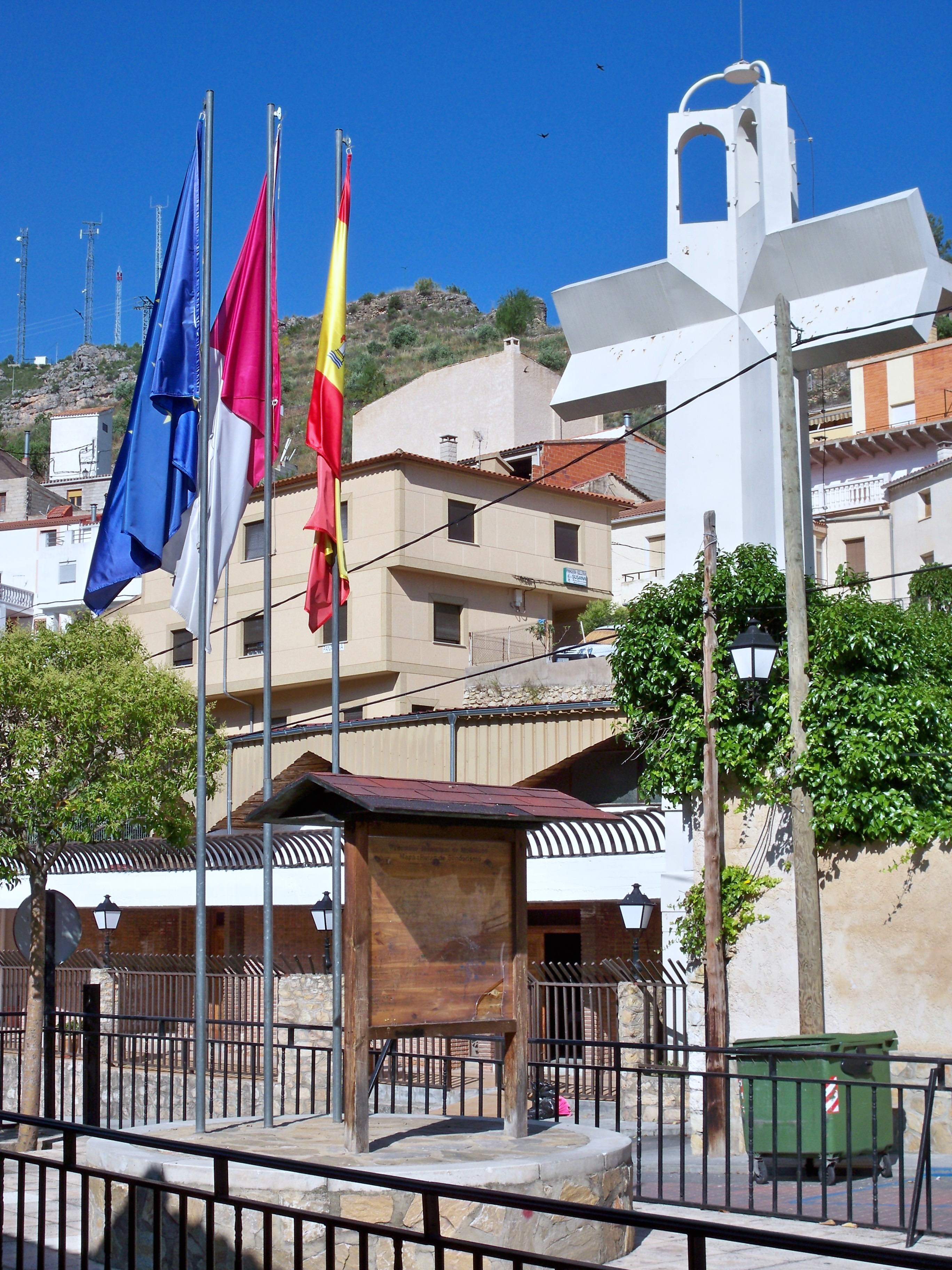
Mapa con las rutas de senderismo del municipio de Molinicos en la plaza del Carmen

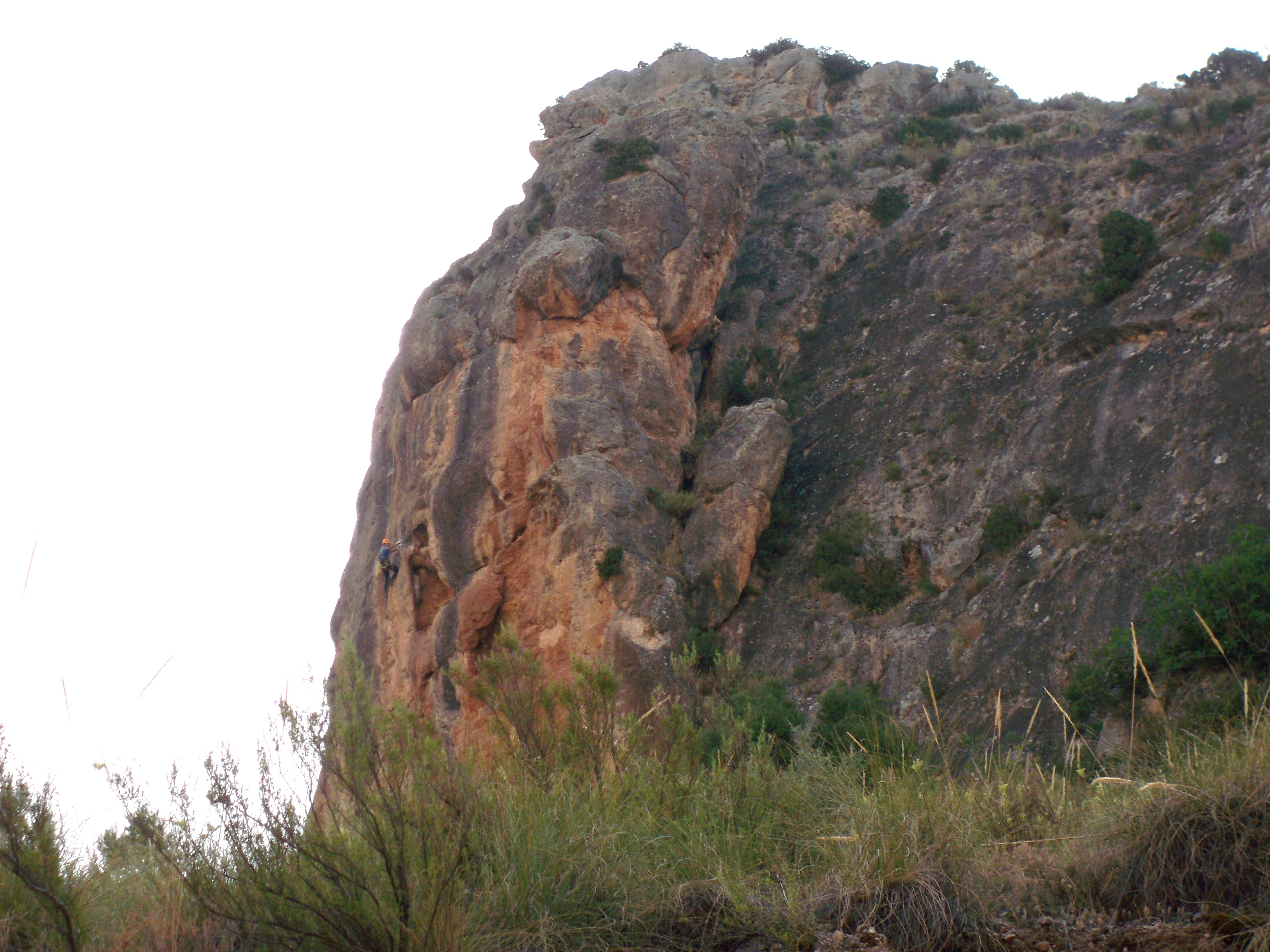
Escalador en una de las paredes de la Peña Perico

También llamado fronténis, se trata de un deporte muy arraigado en Molinicos, prueba de ello es que ya durante la década de 1930 existía una posada en la actual plaza Mayor de la localidad en la que se encontraba un recinto para practicarlo, aunque con posterioridad se trasladaría a la plaza de la Constitución donde todavía se puede ver la pared del mismo, y posteriormente a las pistas polideportivas del campo de fútbol.
En la práctica actual se emplea para golpear la pelota raquetas especializadas, aunque antaño la pelota solía fabricarse de forma casera y a esta se la golpeaba con la propia mano.
Carrera Popular de Molinicos
La Carrera Popular de Molinicos, prueba puntuable para el Circuito Provincial de Carreras Populares de Albacete, que ya cuenta con varias ediciones (en 2011 se celebró la VII edición), con un recorrido de 12 km, con terreno mixto de asfalto y tierra, es una de las más duras de todo el circuito con 500 participantes. Desde sus inicios ha propiciado la práctica de este deporte entre los moliniqueños, prueba de ello ha sido la creación del "Club de Atletismo Molinicos'. Durante la prueba los vecinos se vuelcan con la organización del evento, convirtiéndose en cita ineludible dentro del calendario de actividades del municipio.
Ciclismo
La práctica del ciclismo está bastante extendida en el municipio, contándose una carrera ciclista ya en los años 1940. En los últimos años el ciclismo se ha revitalizado con la inclusión de Molinicos dentro de las marchas cicloturistas Catlike. Además, en junio de 2010, Molinicos fue testigo de la celebración de la prueba sub-23 de los Campeonatos de España de ciclismo en carretera. organizado por la Real Federación Española de Ciclismo.
Por otro lado, muchos jóvenes emplean la bicicleta como medio de transporte, y se está potenciando la práctica del ciclismo en la modalidad del ciclismo de montaña o BTT, creándose incluso el Club BTT Molinicos recientemente, y celebrándose una carrera de BTT puntuable para el Circuito Provincial de BTT de Albacete, que en 2011 se ha celebrado en la localidad de La Vegallera.
Bolos y petanca
La bolea es un deporte prácticamente autóctono, y de carácter tradicional, que consiste en lanzar bolas de hierro a distancia para ver cuál de los participantes logra un recorrido mayor con estas.
La petanca es otro deporte de mucho arraigo en el municipio, especialmente entre la gente mayor. Estos deportes suelen congregar a gran número de seguidores durante las competiciones de los mismos, que se suelen celebrar con motivo de las festividades del municipio.
Escalada
La práctica de la escalada en Molinicos es una actividad bastante reciente, y que entraña un importante esfuerzo para sus practicantes. Se suele practicar entre otros lugares, en la Peña Perico, una imponente mole que abraza a la población, y en la que existen trece vías de escalada.
Senderismo
En Molinicos existen nueve rutas que presentan diferentes grados de dificultad y recorrido, que oscilan entre los 1,5 y los 30 km de longitud. Estas se desarrollan a lo largo del municipio, y fueron en 2003 las primeras rutas de senderismo homologadas de toda la provincia de Albacete.